# Hospices de Beaune
Les hospices de Beaune (ou hôtel-Dieu de Beaune) sont un hôtel-Dieu ou hospice de style gothique flamboyant avec toiture en tuile vernissée de Bourgogne, fondé au XVe siècle par le chancelier des ducs de Bourgogne Nicolas Rolin et son épouse Guigone de Salins à Beaune en Bourgogne. 
Il est un des plus célèbres du monde, tant par sa fastueuse et remarquable architecture traditionnelle bourguignonne que par son prestigieux domaine viticole bourguignon dont la production est historiquement vendue aux enchères pour financer son fonctionnement, sous le nom de vente des hospices de Beaune. Actif jusque dans les années 1960, classé aux monuments historiques depuis 1862, inclut au patrimoine mondial au titre des Climats du vignoble de Bourgogne, il est à ce jour un musée d'histoire de la médecine et expose entre autres le polyptyque Le Jugement dernier de Rogier van der Weyden.
C'est le monument le plus visité de la région Bourgogne-Franche-Comté (devant la Citadelle de Besançon et devant le château de Guédelon).

## Les Hospices civils de Beaune
Les hospices civils de Beaune, nés dans l'hôtel-Dieu, regroupent actuellement : 
- Le centre hospitalier Philippe Le Bon de court séjour de Beaune, ouvert en 1971
- Le Centre Nicolas Rolin de long et moyen séjour
- Deux structures d'hébergement pour personnes âgées dépendantes : Saint Luc et la charité/Rousseau Deslandes
- L'hôtel-Dieu des hospices de Beaune, les bâtiments historiques devenus musée
- Un domaine viticole qui permet les célèbres ventes aux enchères

## Historique
En 1441, à la fin de la guerre de Cent Ans, après avoir hésité entre Autun et Beaune, Nicolas Rolin, richissime chancelier de Philippe le Bon, duc de Bourgogne, et son épouse Guigone de Salins fondent cet hôtel-Dieu richement doté, proche de la collégiale Notre-Dame de Beaune du XIIe siècle, et de l'hôtel des ducs de Bourgogne de Beaune du XIVe siècle, siège du Parlement de Bourgogne.

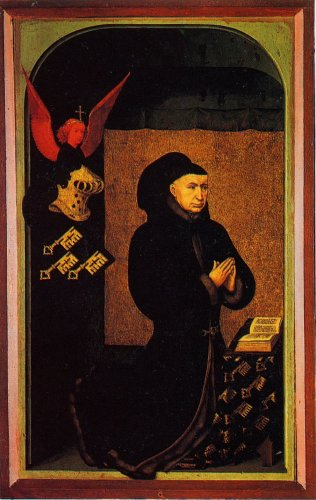
Nicolas Rolin (1376–1462).
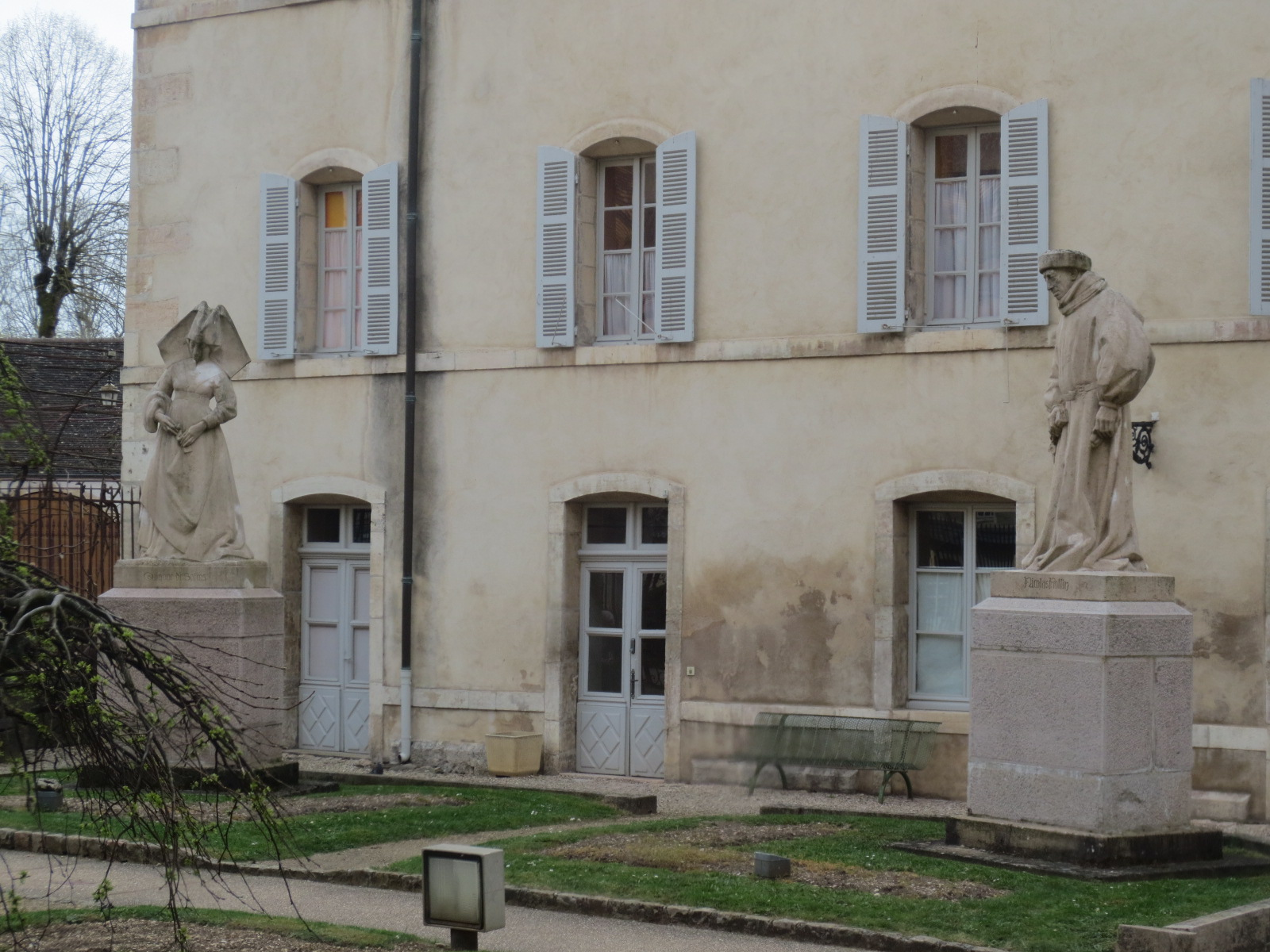
Statues de Guigone de Salins et de Nicolas Rolin, cours de la maison de retraite de l'Hôtel-Dieu de Beaune.
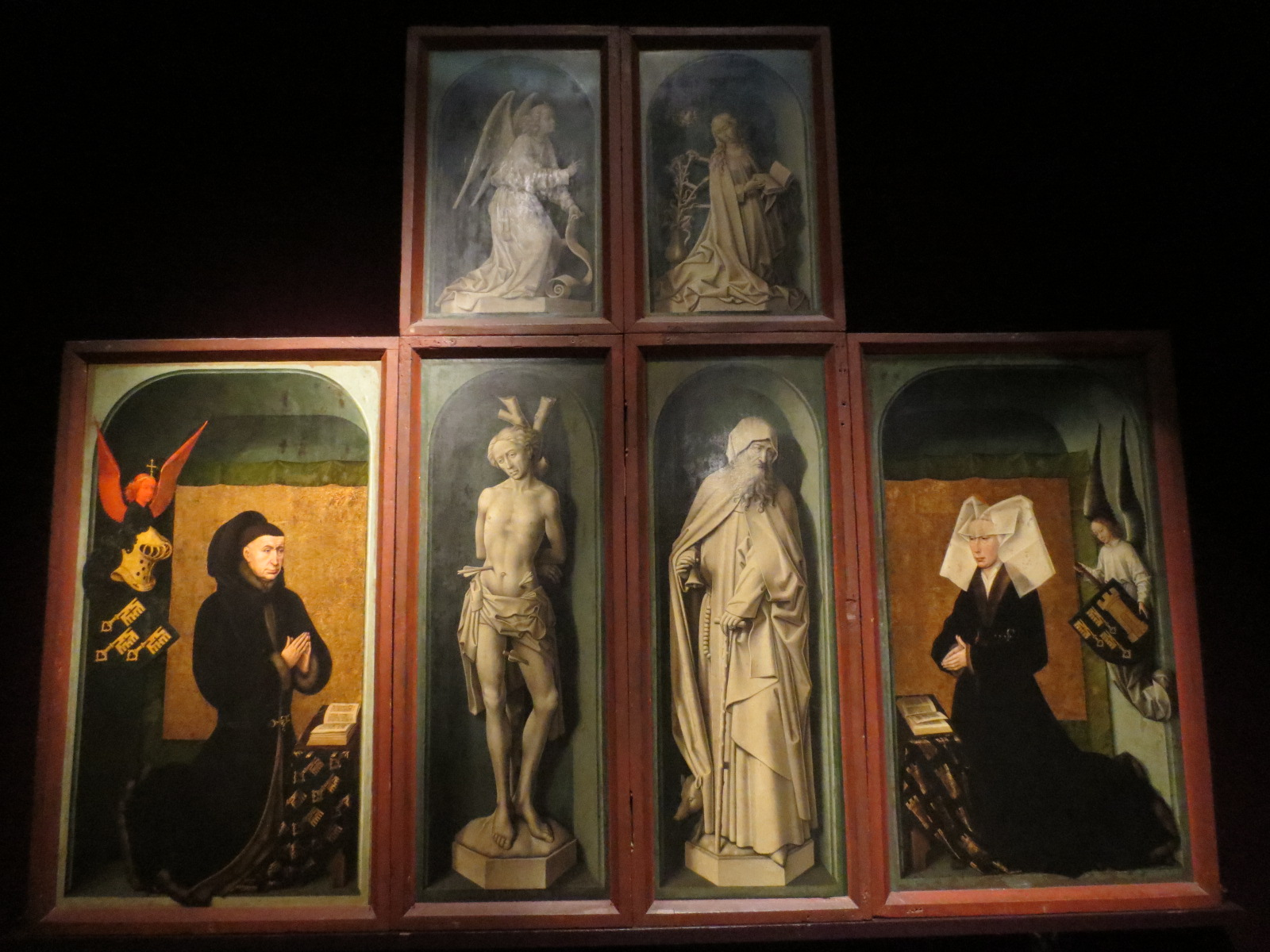
Nicolas Rolin et Guigone de Salins, Le Jugement dernier, par Rogier van der Weyden.
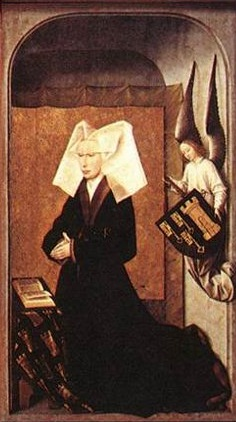
Guigone de Salins (1403–1470).

Beaune est choisie pour son important taux de passage et pour son absence de grande fondation religieuse. L'influence flamande se fait sentir dans cette importante cité d'un État bourguignon qui s’étend alors jusqu'aux Pays-Bas.
Les premières démarches du chancelier commencent en 1441, en sollicitant le pape Eugène IV et le duc de Bourgogne. Le 4 août 1443 est signé l'acte de fondation.

« Moi, Nicolas Rolin, chevalier, citoyen d’Autun, seigneur d’Authume et chancelier de Bourgogne, en ce jour de dimanche, le 4 du mois d’août, en l’an de Seigneur 1443 […] dans l’intérêt de mon salut, désireux d’échanger contre des biens célestes, les biens temporels […] je fonde, et dote irrévocablement en la ville de Beaune, un hôpital pour les pauvres malades, avec une chapelle, en l’honneur de Dieu et de sa glorieuse mère… »

L'établissement est indépendant de tout ordre religieux. Les terrains nécessaires sont progressivement acquis, et les travaux commencent. Les bâtiments se présentent sous la forme d'un U autour d'une cour d'honneur, qui sera clos au XVe siècle d'une grange, puis du bâtiment XVIIe actuel sur son côté nord-ouest. Les travaux commencent par la grande salle sur la rue, achevée autour de 1449-50, et s'achève par le côté sud-ouest.
Chapelle et cimetière sont bénis les 30 et 31 décembre 1451. Le 1er janvier 1452, ce « palais pour les pauvres malades » accueille ses premiers patients. Vieillards, infirmes, orphelins, malades, parturientes, indigents, fréquenteront gratuitement l'institution, du Moyen Âge au XXe siècle.
En 1459, le chancelier Rolin obtient la création de l'ordre des sœurs hospitalières de Beaune, dont la règle associe vie monastique et soins aux pauvres et aux malades. Après la mort du chancelier (en 1462), et six ans de procès contre son beau-fils, le cardinal d'Autun, sa femme récupère la direction de l'établissement. Elle y meurt en 1470.
Un incendie en 1500 oblige à reprendre les combles nord, reconstruits plus sobrement.
D'autres salles s'ouvriront par la suite, comme la salle Saint-Hugues en 1645, qui sera réservé aux hommes à la demande de Louis XIV en 1658, tandis que l'historique salle des pôvres sera réservée aux femmes. Une grange à grain fermera la seconde cour, au sud, en 1659, et sera reconstruite en 1738 pour donner l'actuel bâtiment des greniers. La salle Saint-Joseph a ensuite été aménagée en 1830.
Un nouvel hôpital est ouvert en 1971 au nord de Beaune, permettant le déménagement des activités de soins. Le séjour des personnes âgées dans les bâtiments historiques (salles Saint-Hugues et Saint-Nicolas) cessera au cours des années 80, permettant la restauration et l'ouverture à la visite de ces espaces. L'hôtel-Dieu de Beaune est un élément majeur de l'inscription au patrimoine mondial de l'Unesco des Climats du vignoble de Bourgogne en 2015, qui incluent, en plus des parcelles viticoles, les villes de Beaune et de Dijon.

## Description
La façade extérieure, relativement austère, contraste avec la richesse de la décoration de la cour d'honneur, avec ses célèbres toits en tuile vernissée de Bourgogne, et celle de l'intérieur de l'édifice. Le choix de l'ardoise pour le grand bâtiment date de la fondation du chancelier. Ce matériau était encore peu employé dans la région, et donc plus prestigieux que les tuiles. Il n'a pas été possible jusqu'à présent de déterminer à quelle époque des tuiles vernissées ont été employées pour la première fois sur ce bâtiment - déjà présentes sur la maquette du XVIIIe siècle. Les décors de faitage ont été largement restaurés et augmentés aux XIXe et XXe siècles, par exemple avec l'ajout de gargouilles.

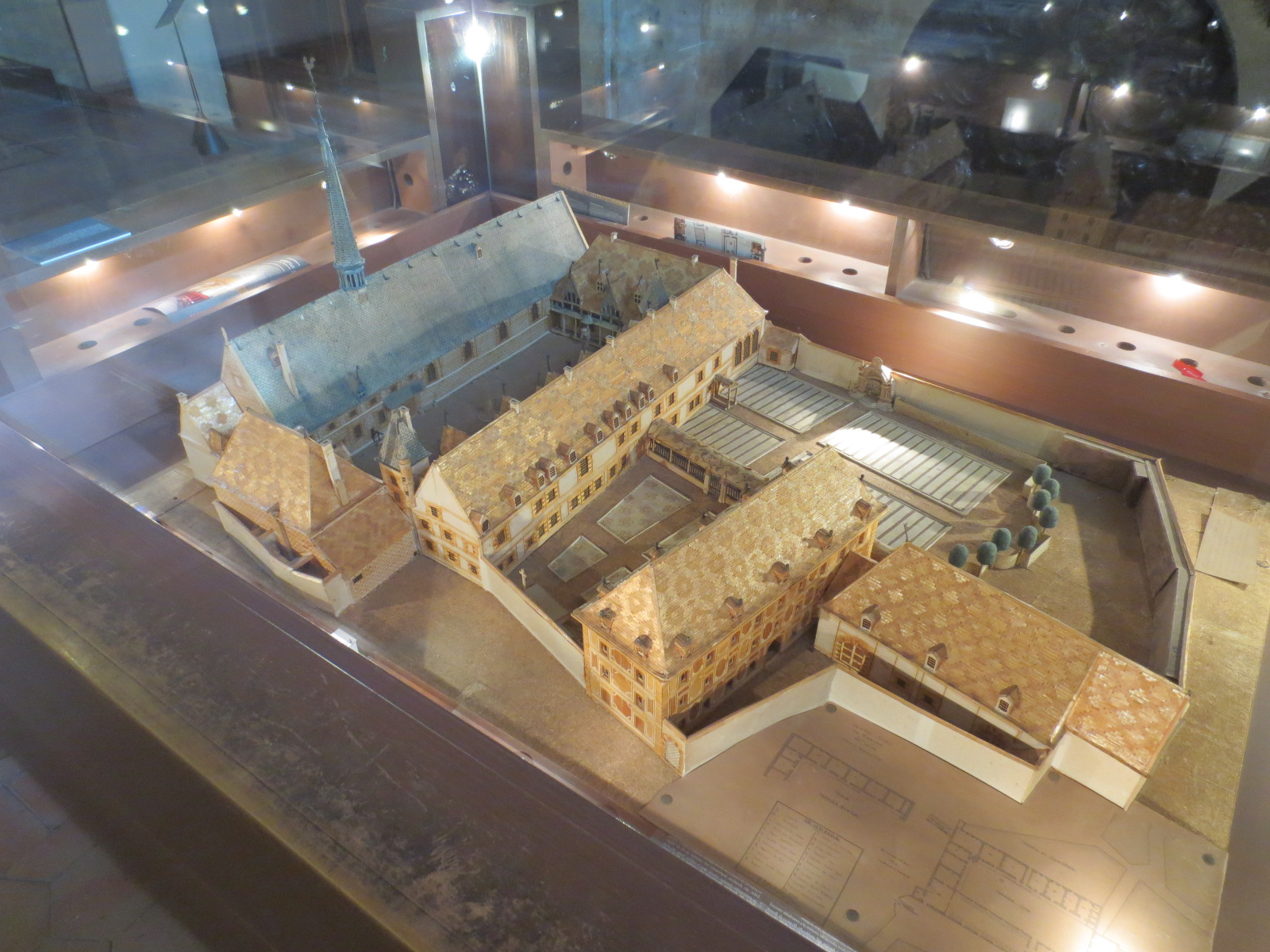
Maquette générale vers 1750.
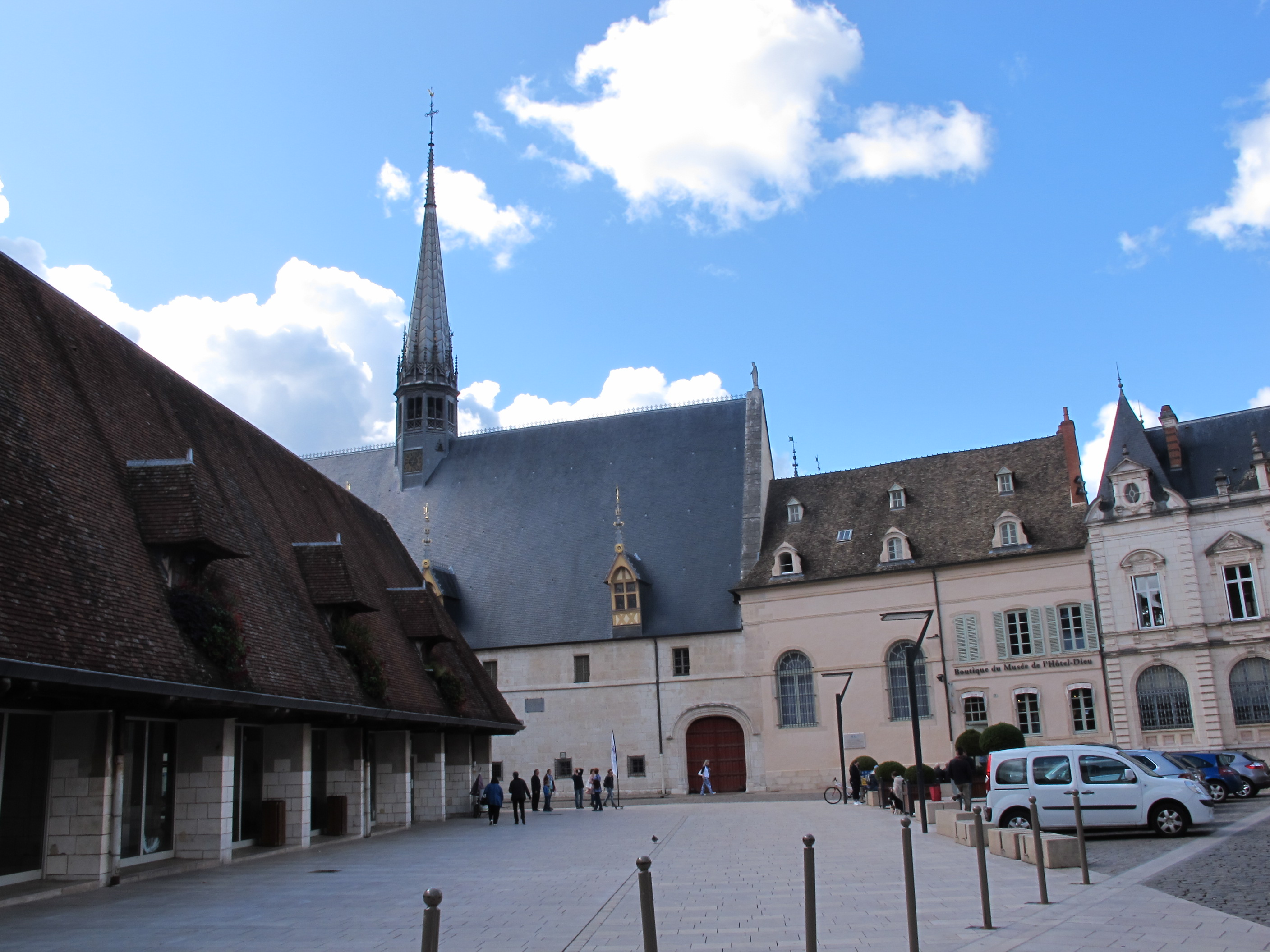
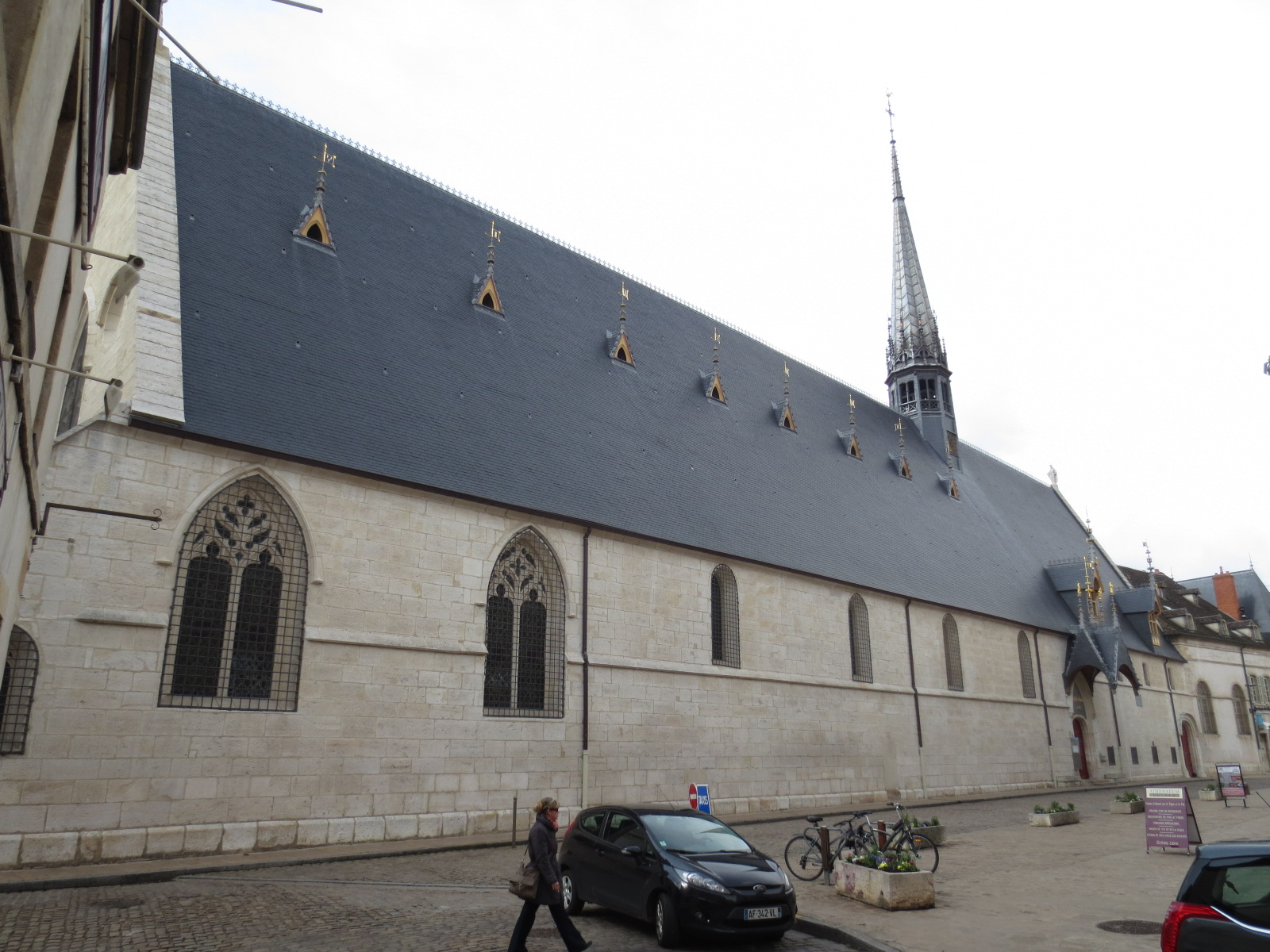
Grande salle « des pôvres », côté rue.
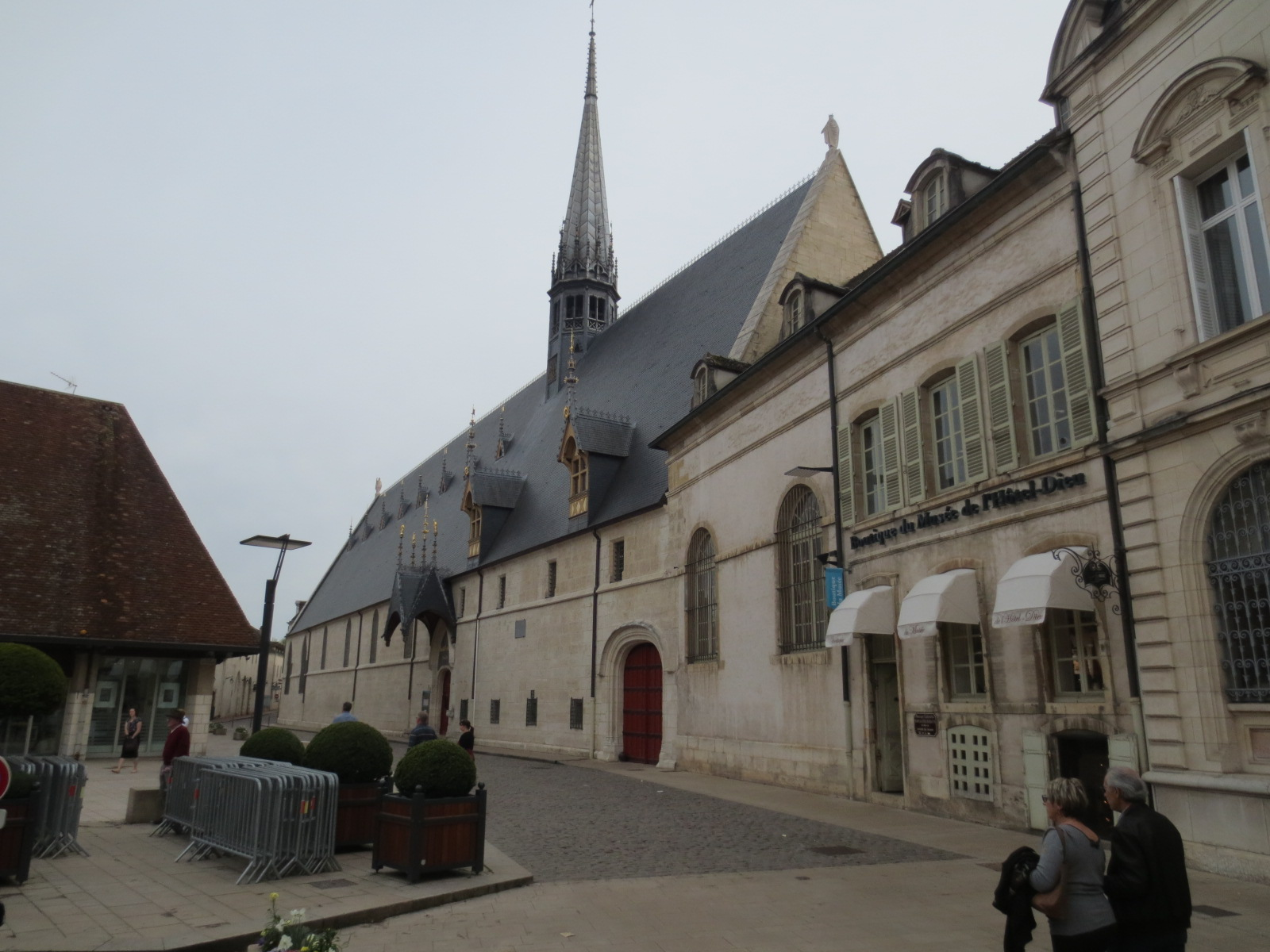
Grande salle « des pôvres », et entrée principale.
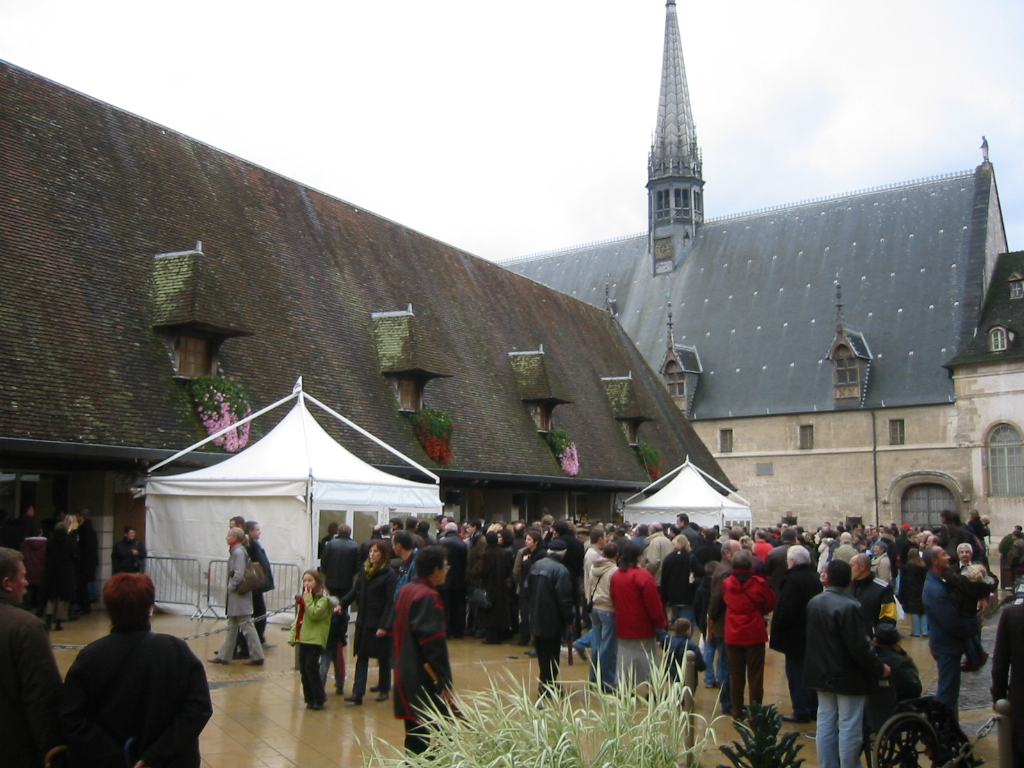
Vente des hospices de Beaune, en automne.

### Cour d'honneur
De forme rectangulaire, elle comporte un puits à eau en ferronnerie gothique. Elle donne vue sur les différents bâtiments aux toits en tuile vernissée de Bourgogne, technique probablement originaire d'Europe centrale, devenue caractéristique des monuments bourguignons (la grande salle est couverte d'ardoises de Trélazé).

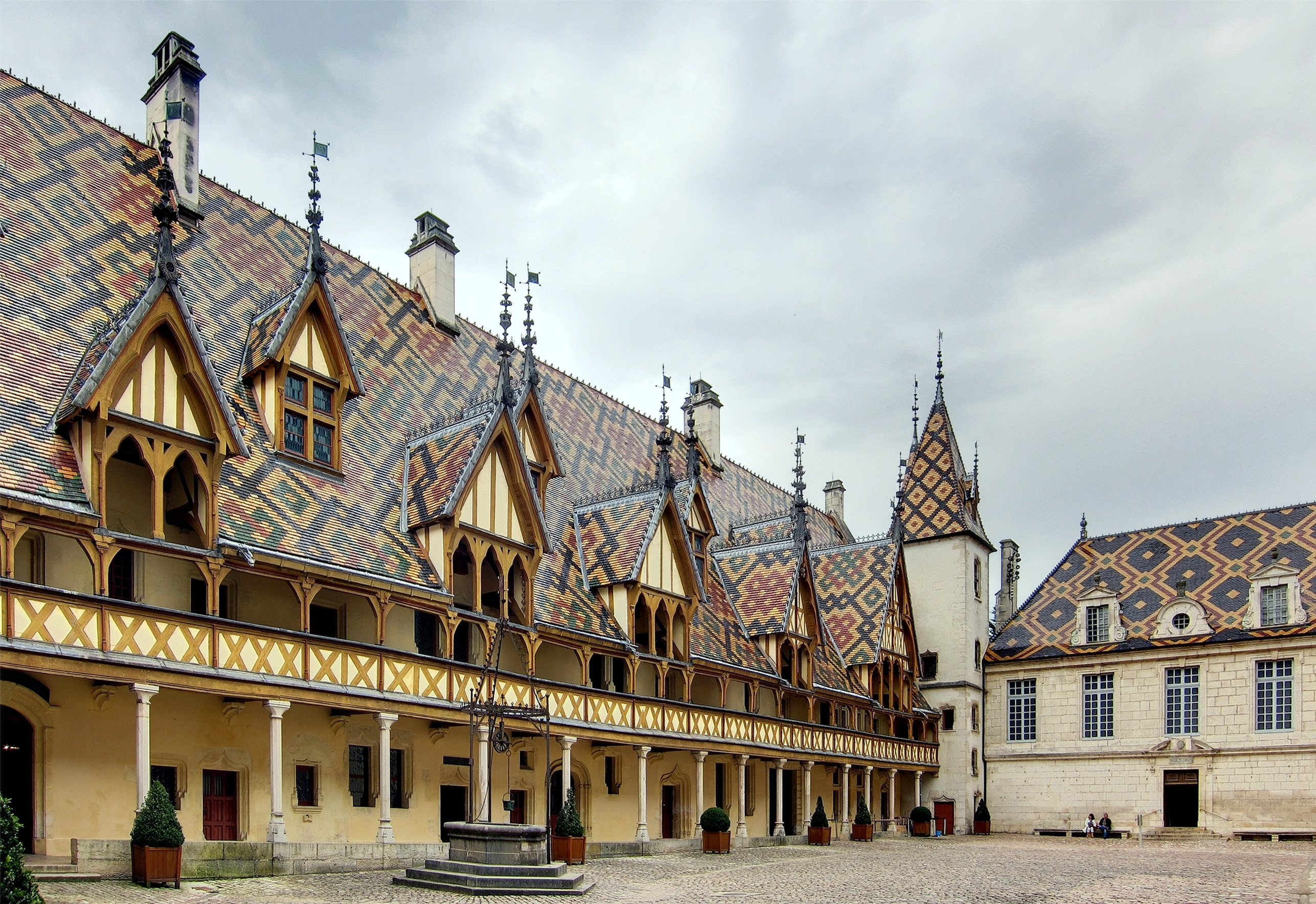
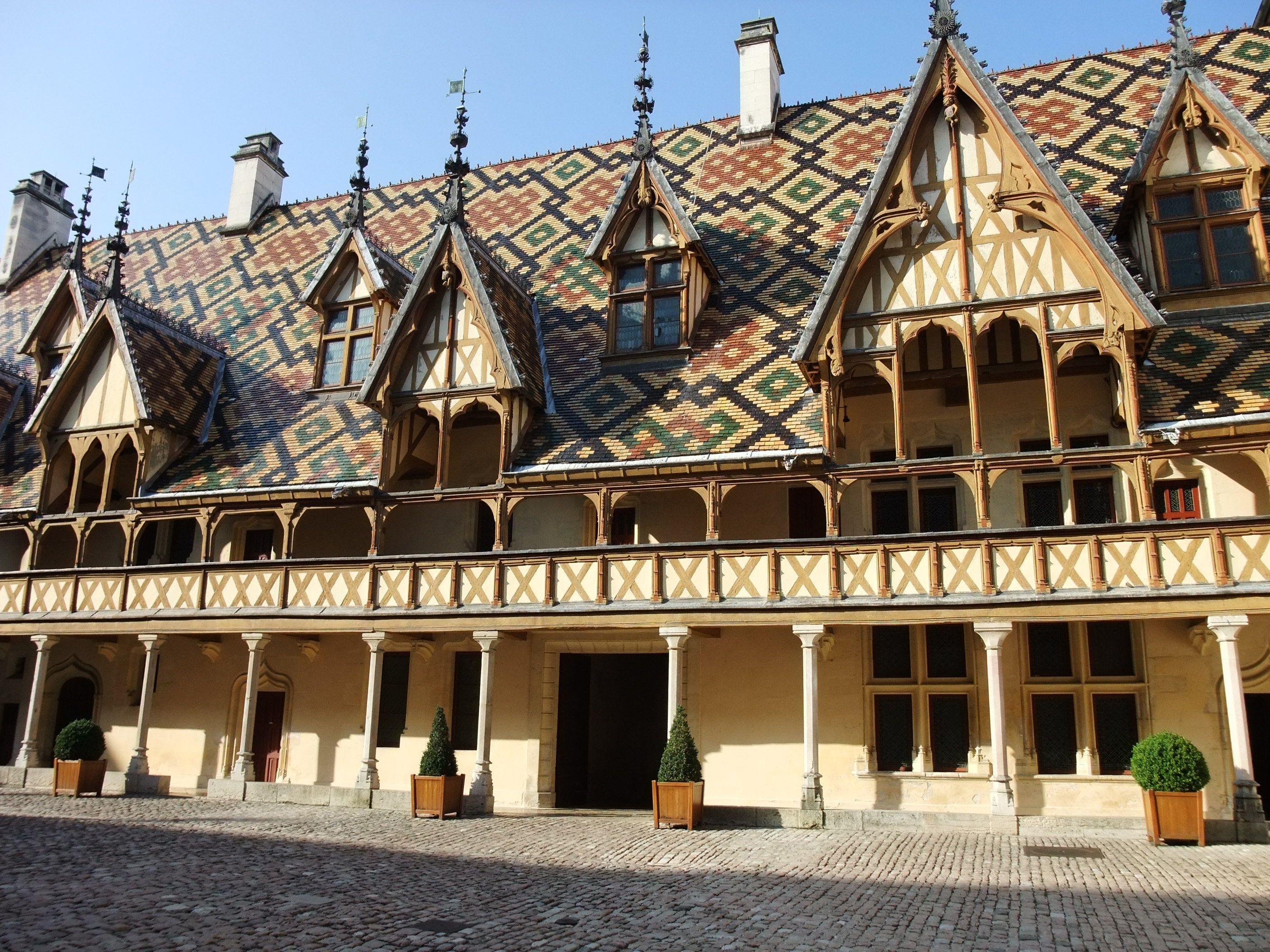
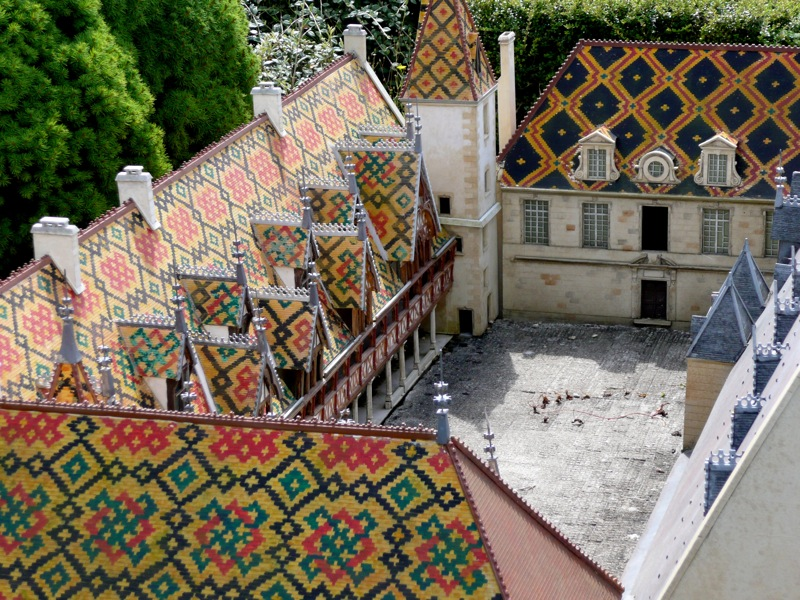
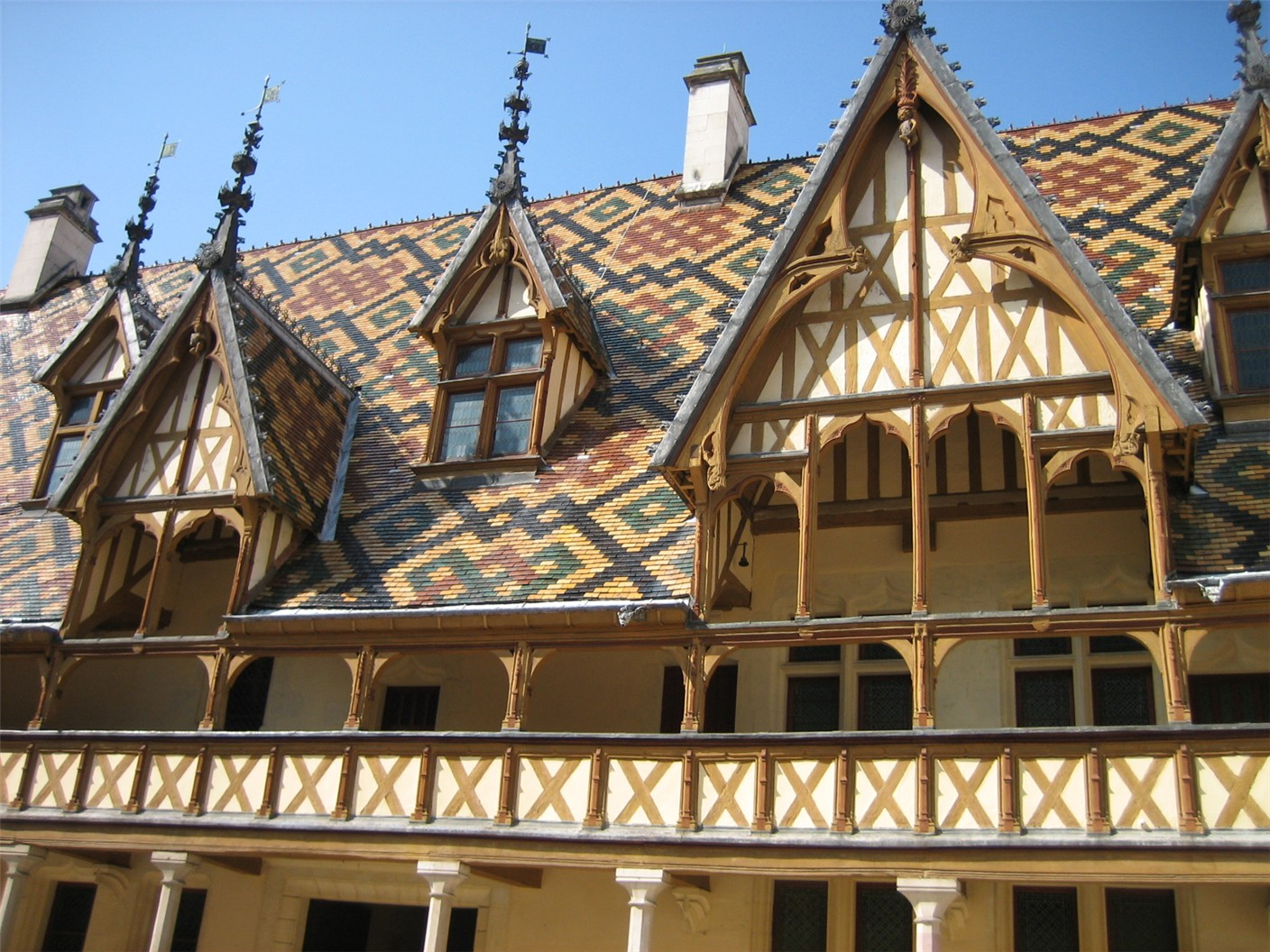
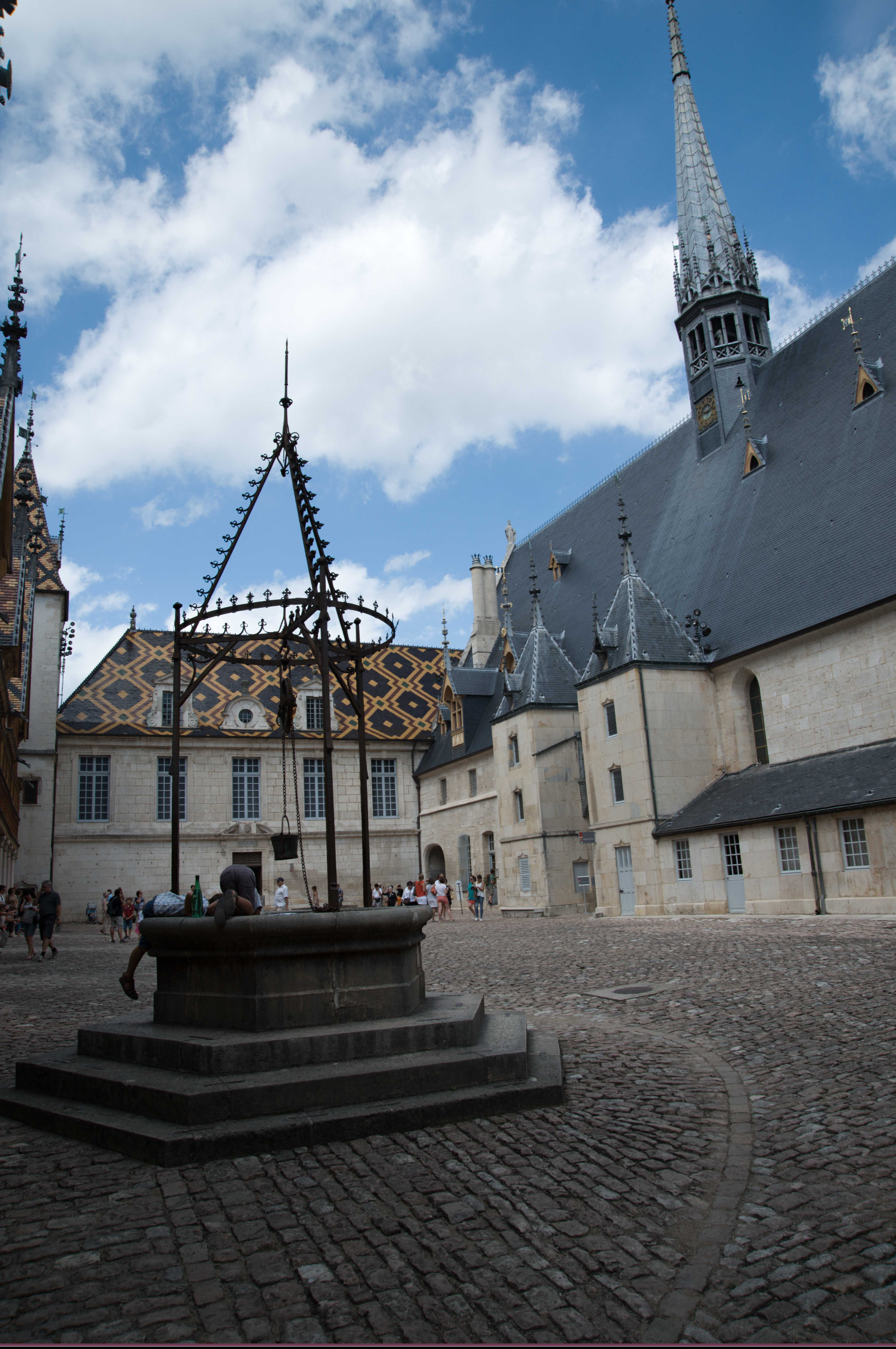
Cour d'honneur : puits, salle Saint-Louis et toit de la grande salle en ardoises.
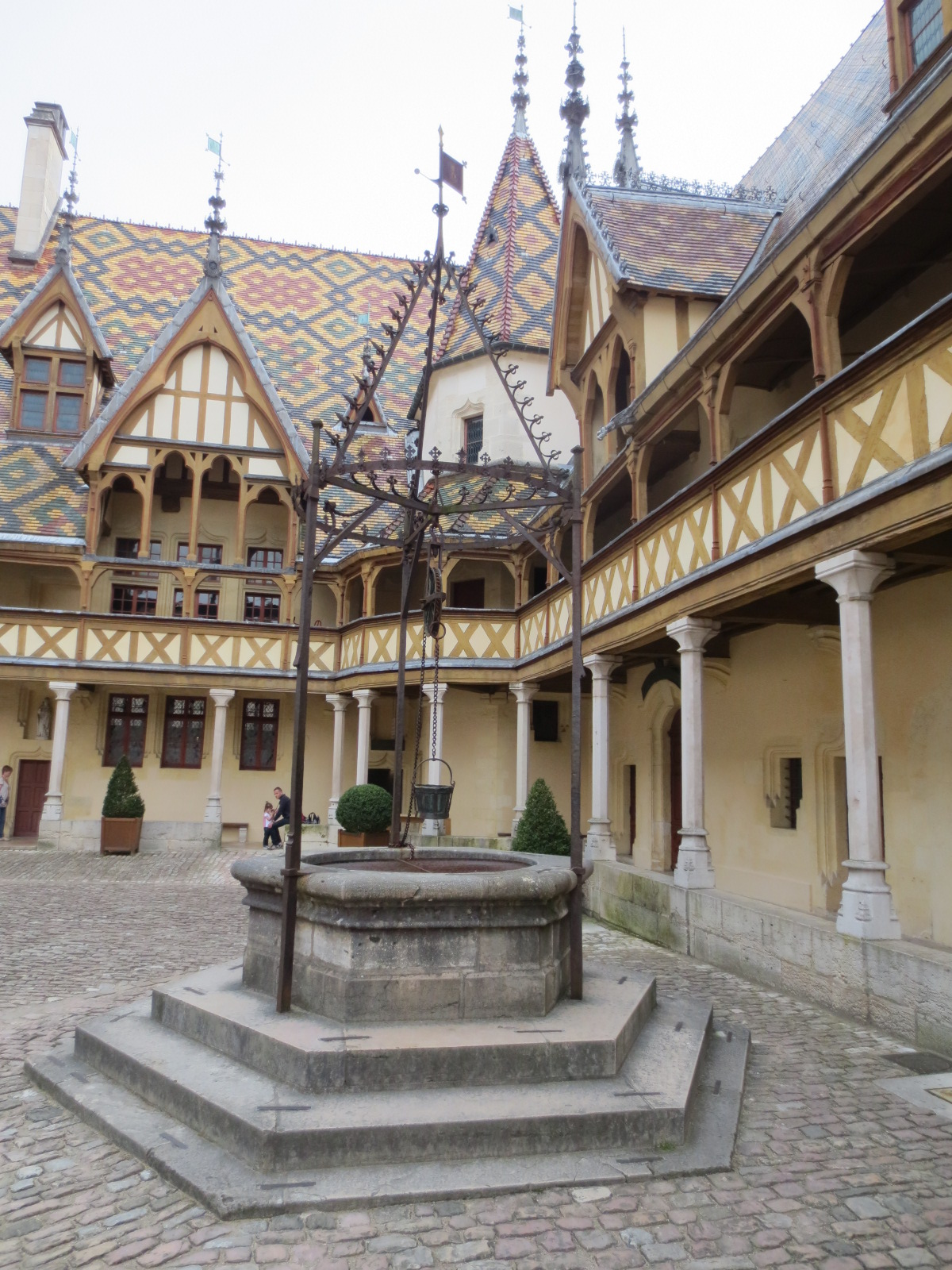
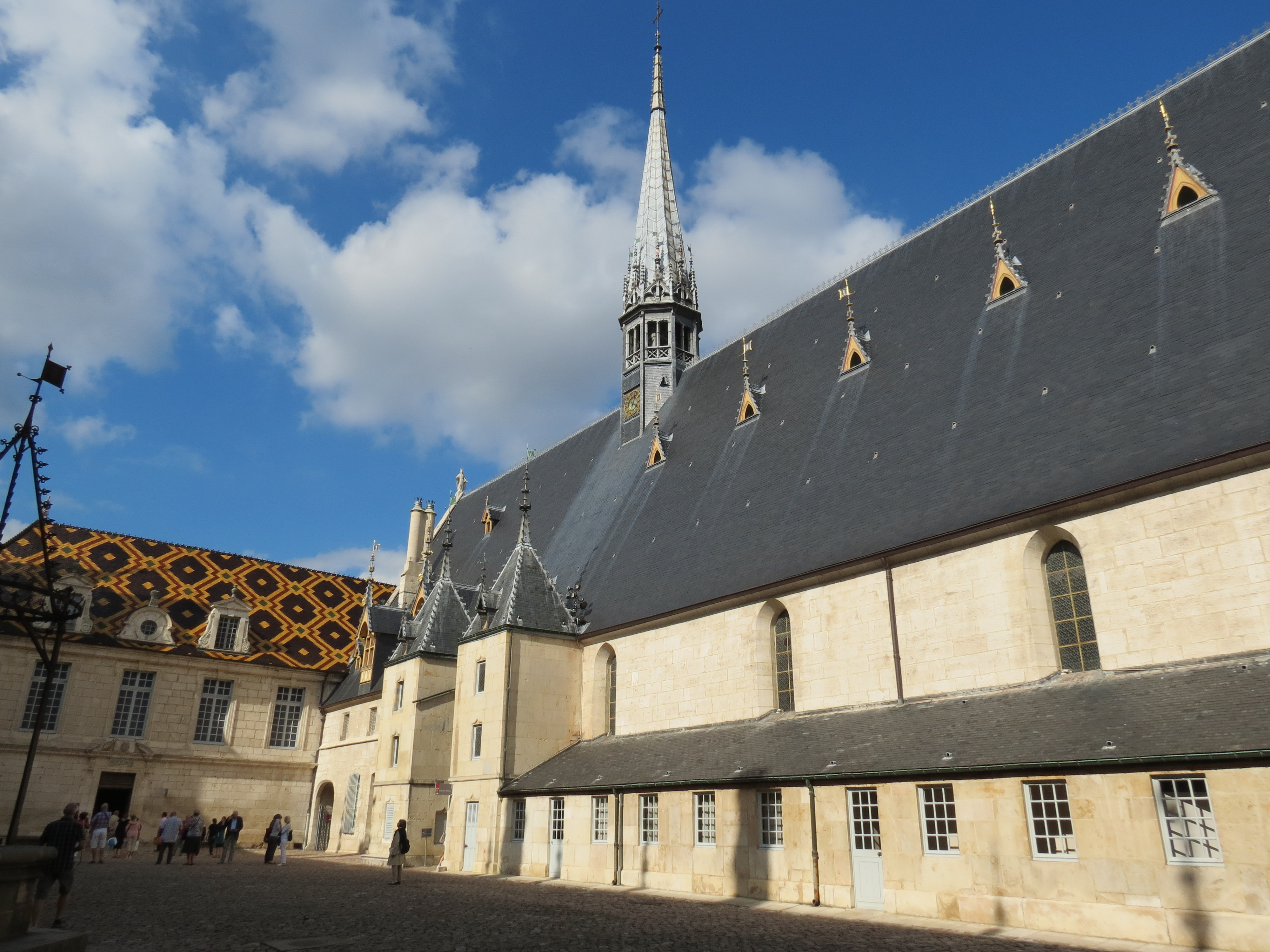
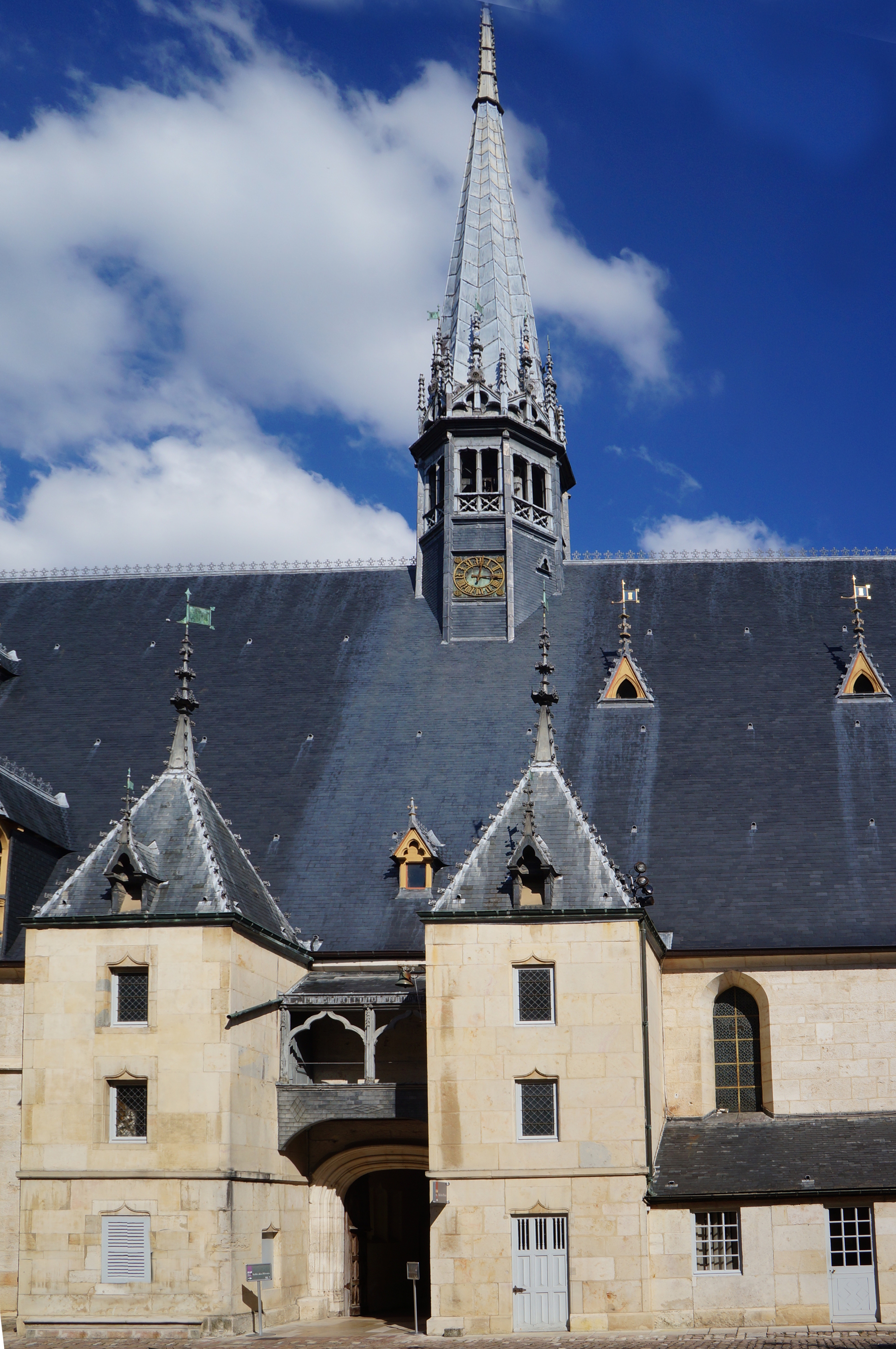

Ces tuiles ont quatre couleurs (rouge, brun, jaune et vert) formant des motifs d'entrelacs géométriques. Elles ont été reconstruites entre 1902 et 1907 par Sauvageot qui a recréé des motifs personnels, les dessins originaux ayant été perdus. Les parties nord, est et ouest comprennent deux étages à galerie, avec colonnettes de pierre au rez-de-chaussée et de bois au premier, permettant le passage à l'abri des sœurs soignantes. De nombreuses lucarnes arborent des décorations sculptées en bois et en ferronnerie.

### Grande salle «des pôvres»
De dimensions imposantes (près de 50 m de long, 14 m de large et 16 m de haut), elle est couverte d'une charpente monumentale apparente et peinte, en forme de toit en carène de bateau renversée, couverte d'ardoise de Trélazé. Les ardoises étant importées elles avaient plus de valeur que les tuiles vernissée, ce qui explique que ce bâtiment, qui donne sur la rue, était qualifié de "palais des pôvres". Les poutres traversières sortent d'engoulants : gueules de dragons multicolores qui évoquent les monstres de l'enfer. De petites têtes sculptées, représentant des caricatures des bourgeois beaunois dont les visages sont accompagnés de tête d'animaux qui symbolisent leurs défauts respectifs, rythment les travées. Le carrelage comprend le monogramme de Rolin et sa devise : « Seulle * ». Ce mot accompagné de l'étoile signifie que sa femme, Guigone de Salins est la seule dame de ses pensées, ou fait référence à sa dévotion pour la Vierge (comme le tableau La Vierge du chancelier Rolin).

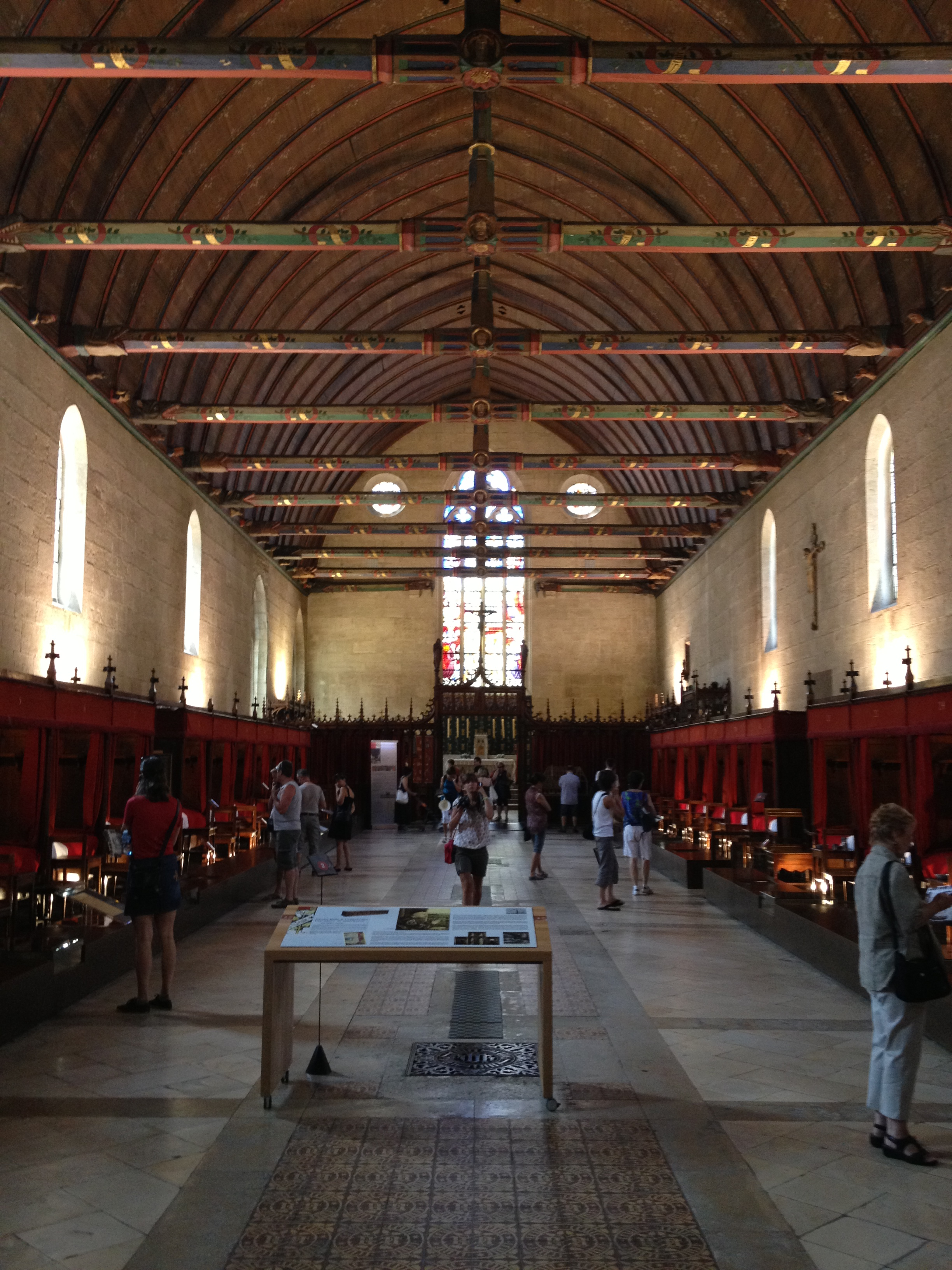
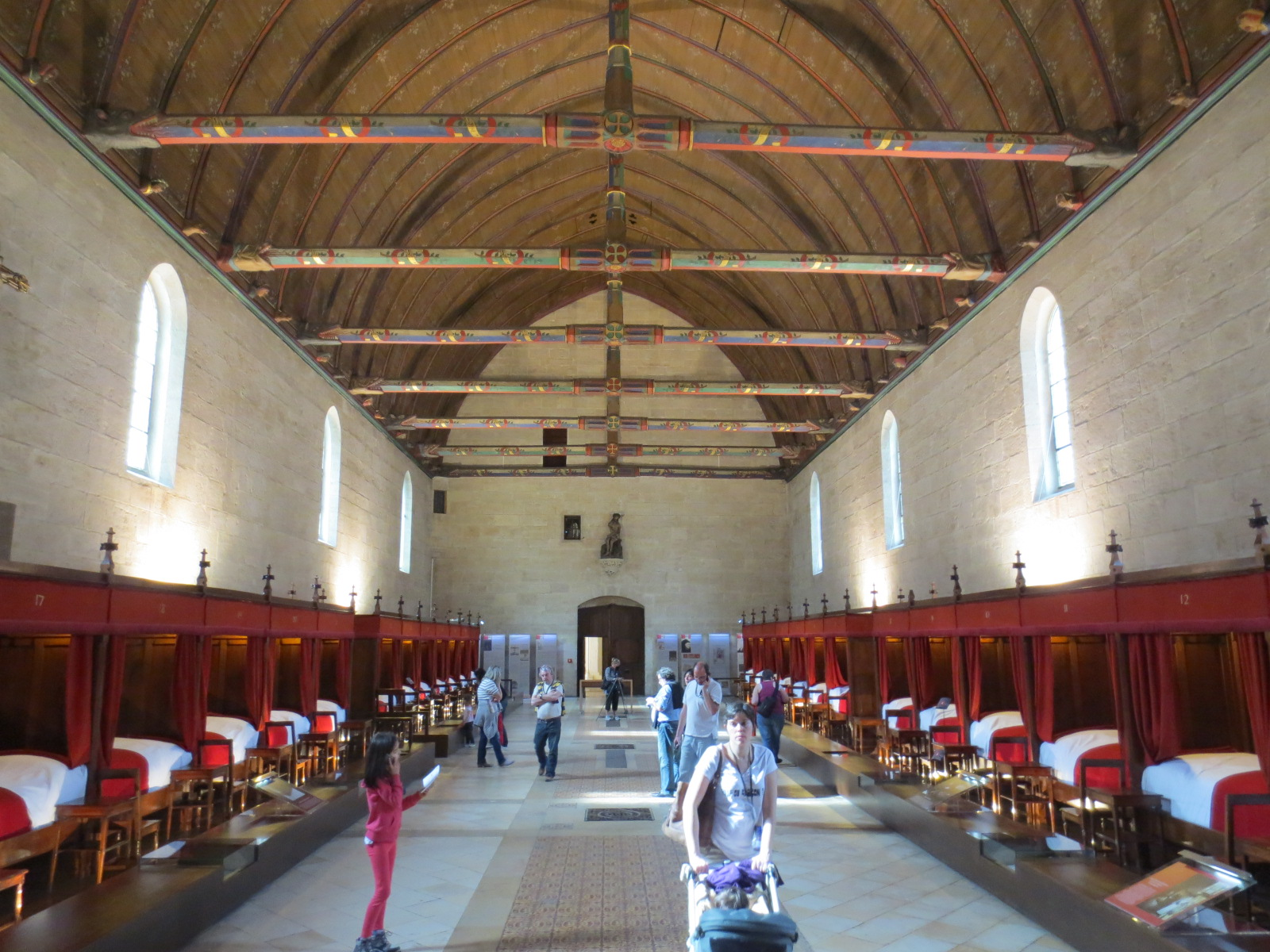
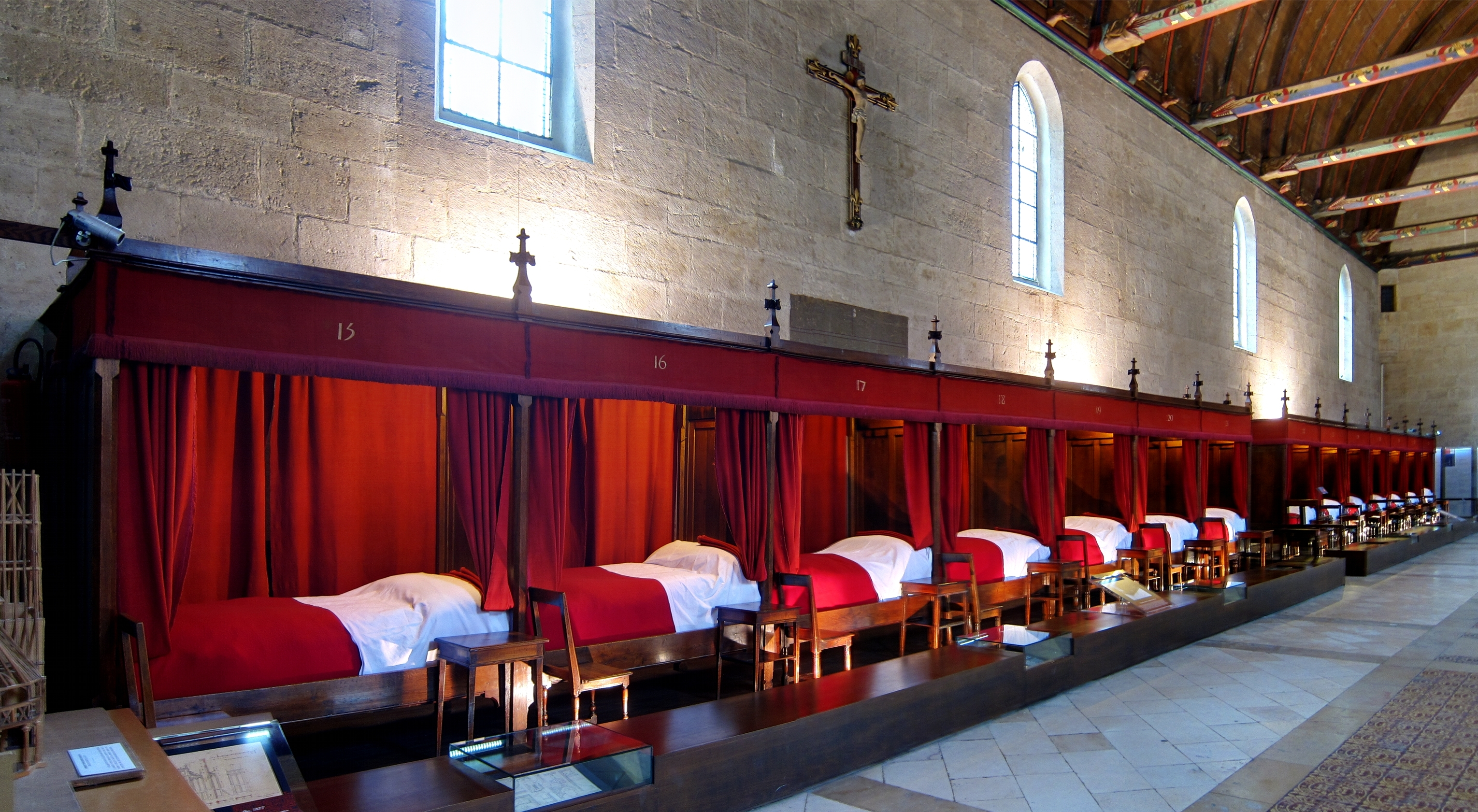
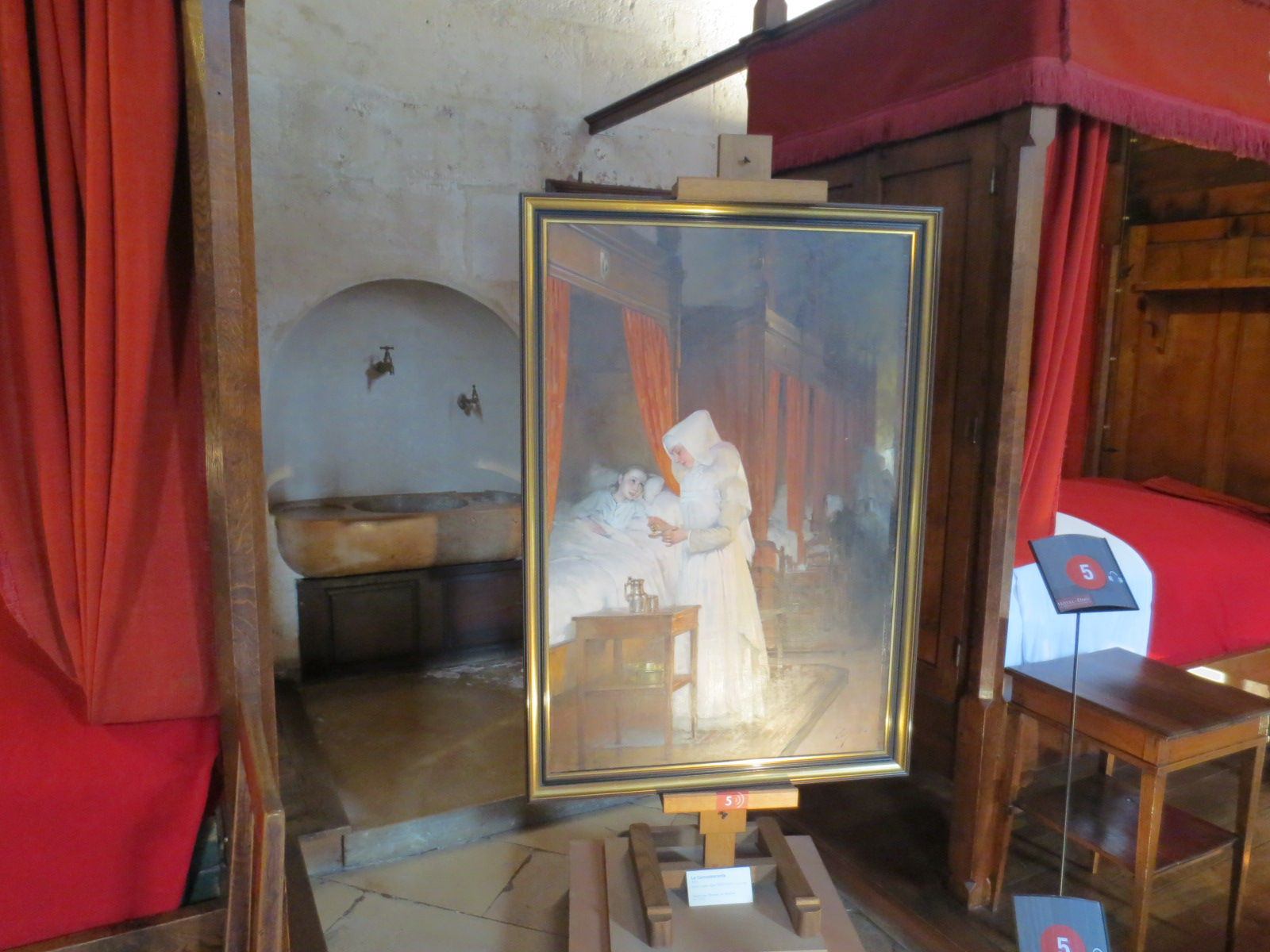
La convalescente, par Jean Geoffroy.
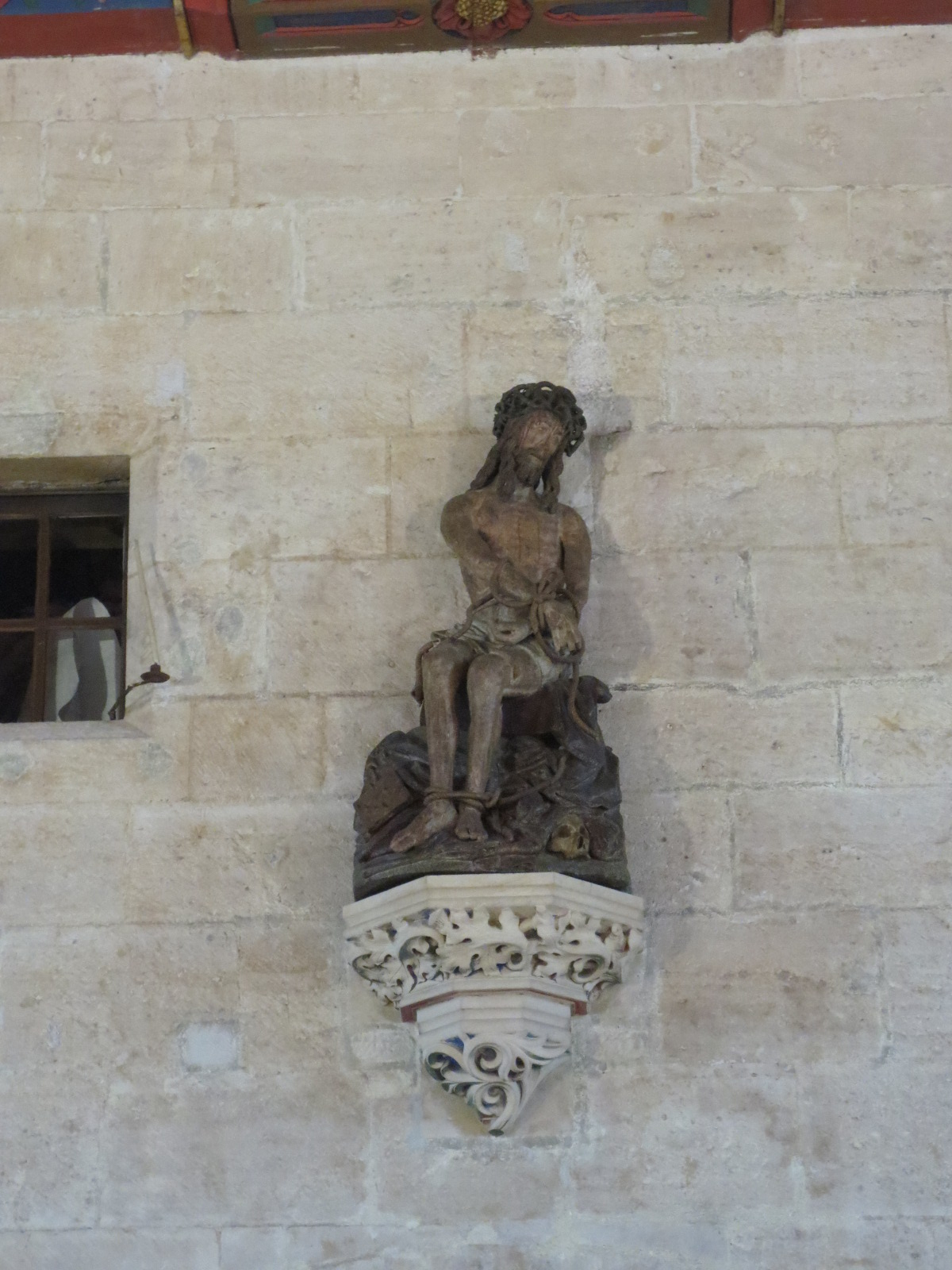
Passion du Christ.
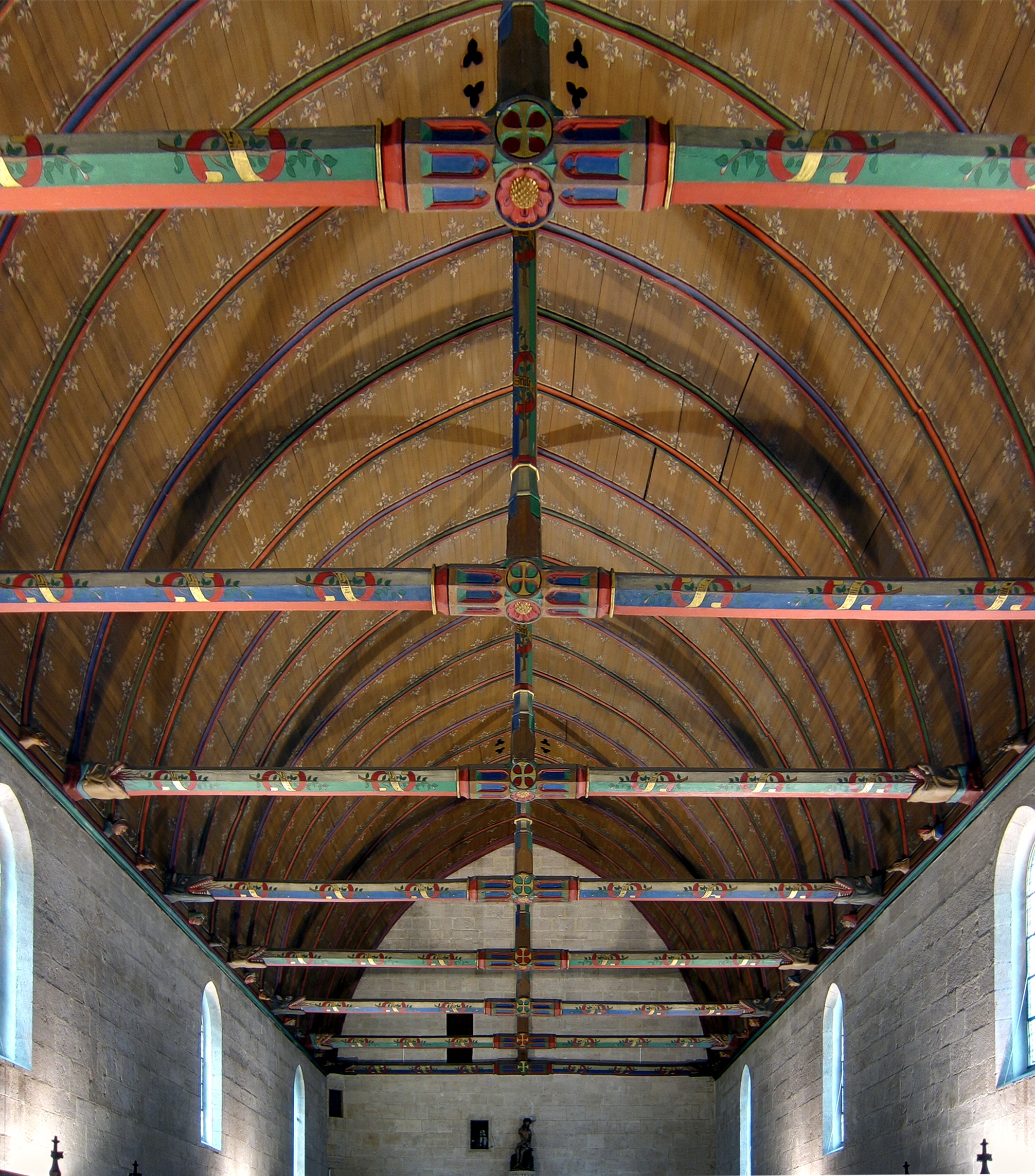
Poutres avec des engoulants.

La salle est occupée par deux rangées de lits à rideaux bordant les murs sud et nord, la place centrale étant réservée aux tables et aux bancs pour les repas. Le mobilier a été reconstitué en 1875 par Maurice Ouradou (le gendre de l'architecte Viollet-le-Duc). Deux patients pouvaient se coucher sur chaque lit. Derrière chaque lit, un coffre permettait de ranger les vêtements des malades. Un couloir comportant une banquette équipée de chaises d'aisance court le long du mur derrière les rideaux.

### Chapelle
Elle fait partie intégrante de la salle des « pôvres » et était décorée, à l'origine, du polyptyque du Jugement dernier, du peintre flamand Rogier van der Weyden, fermé en semaine et ouvert pour les dimanches et fêtes solennelles. Guigone de Salins y repose. Un jubé en bois sépare, depuis la restauration des bâtiments, chapelle et salle des malades.

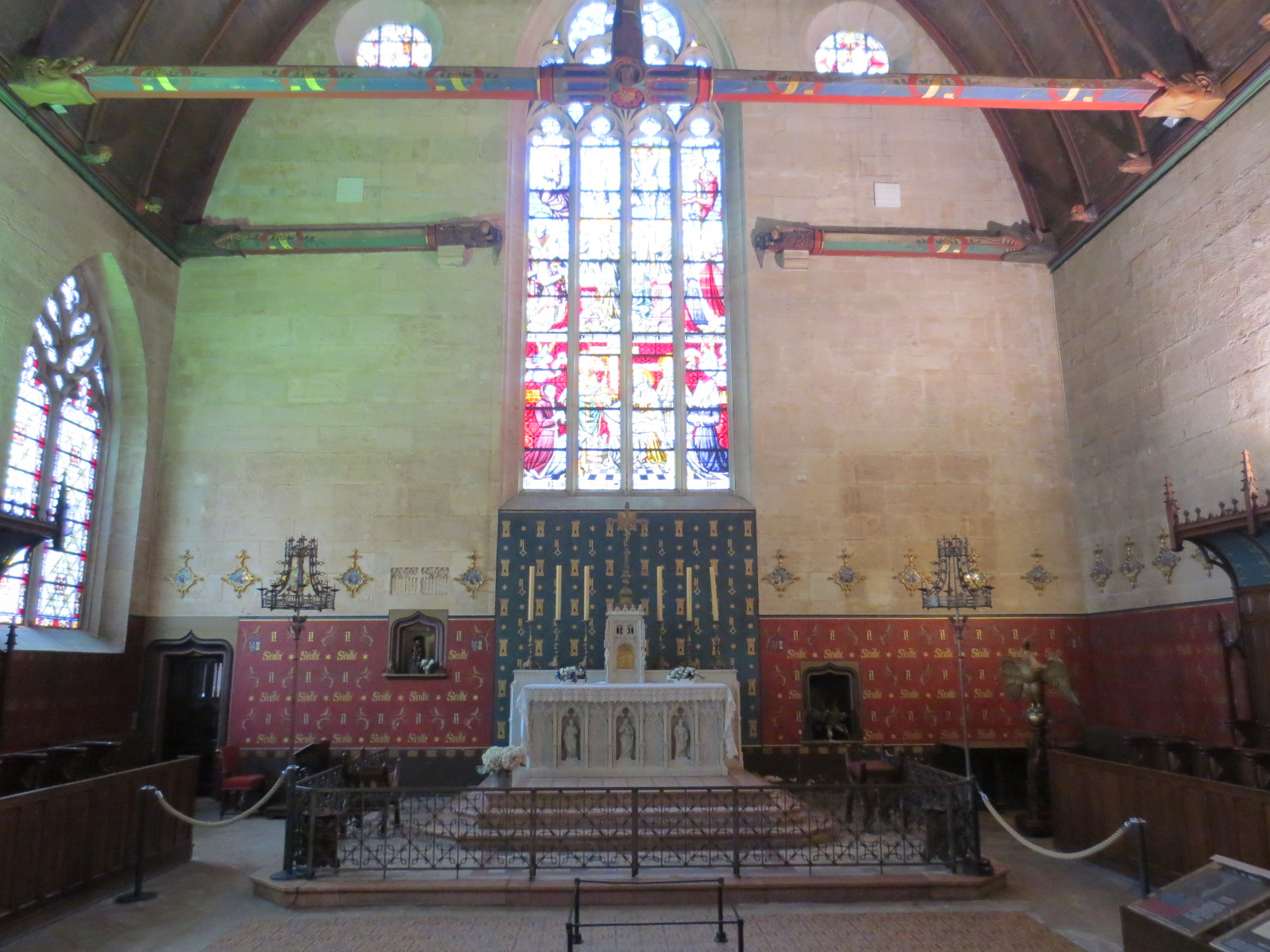
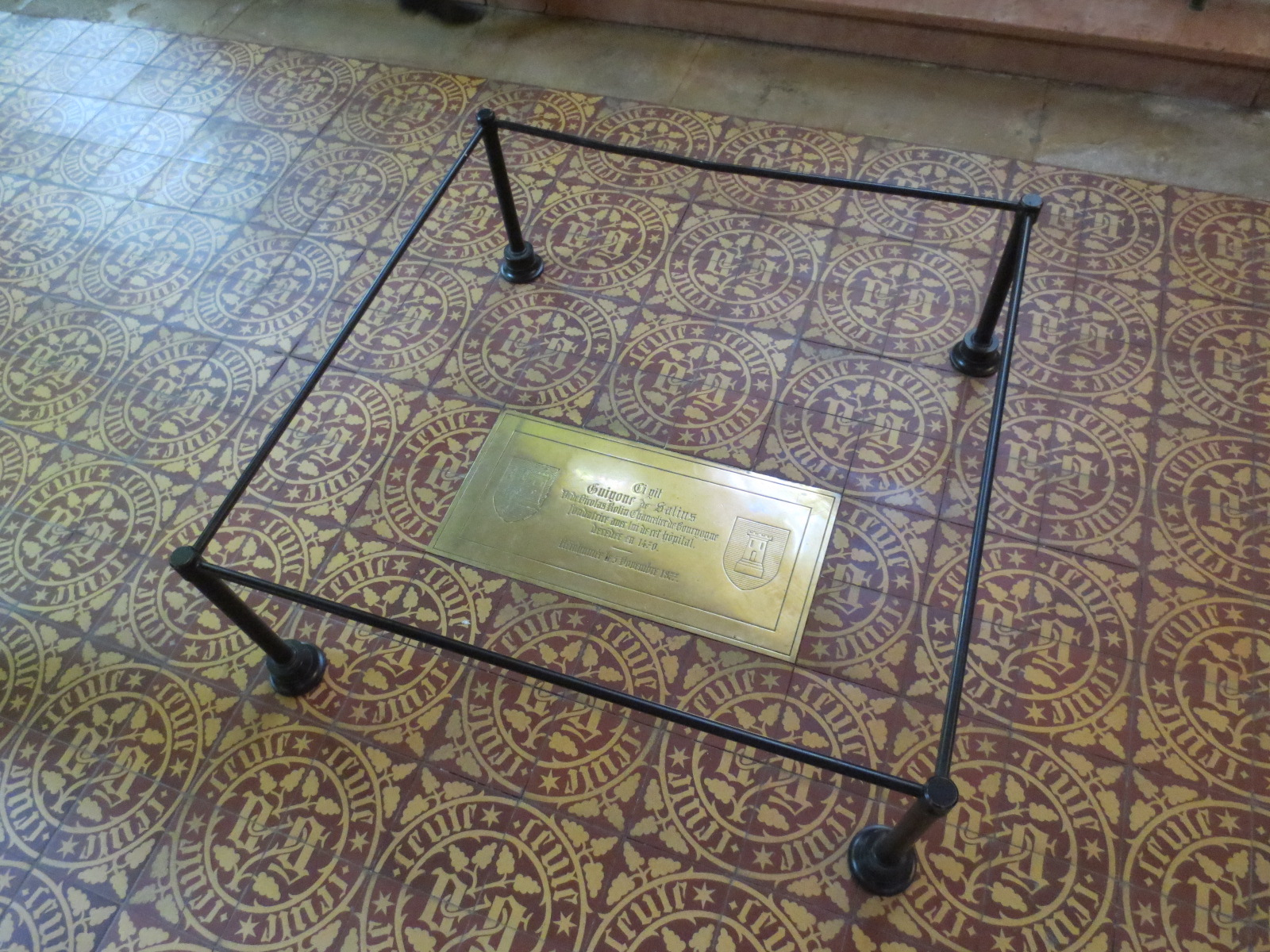
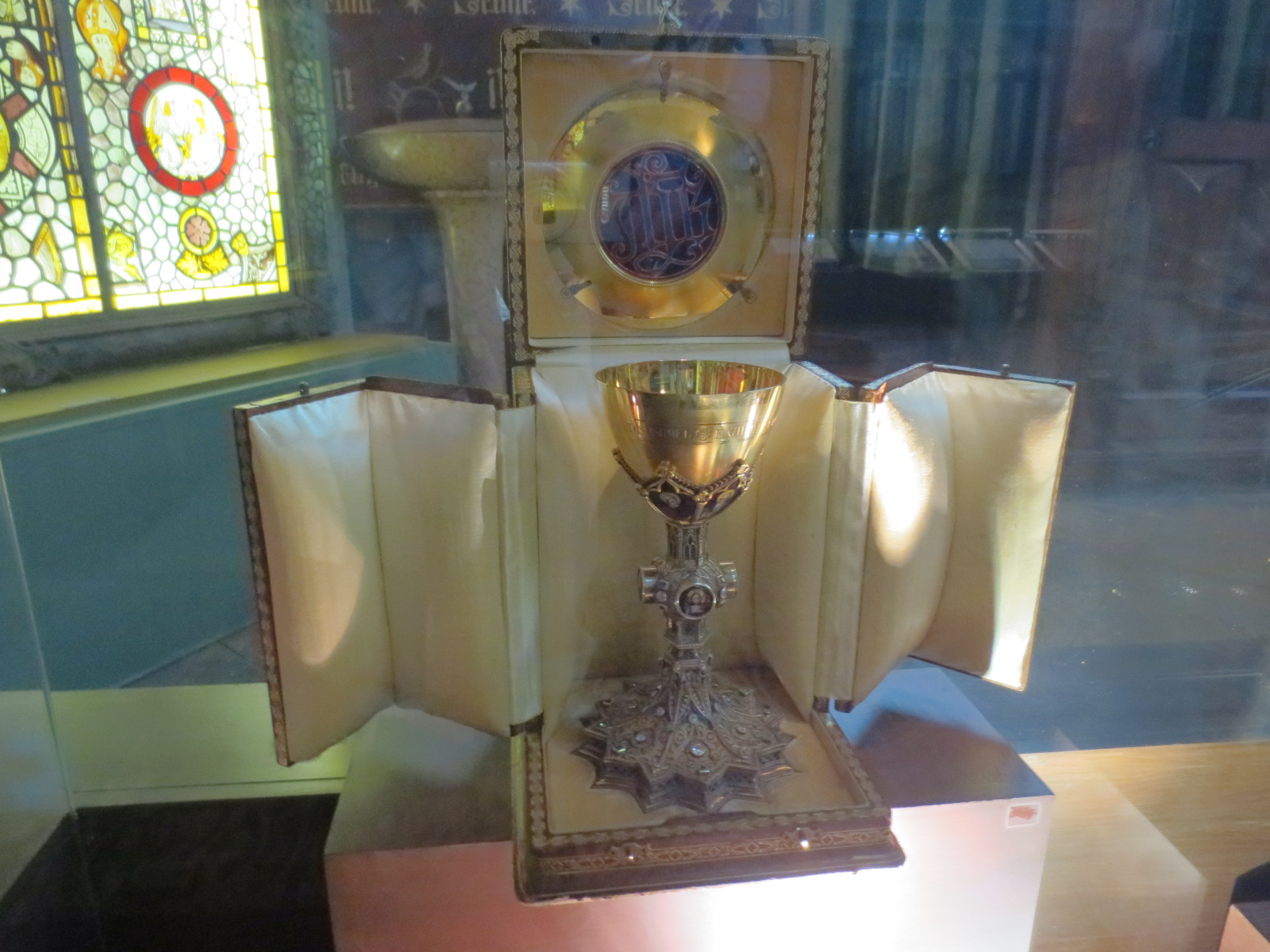
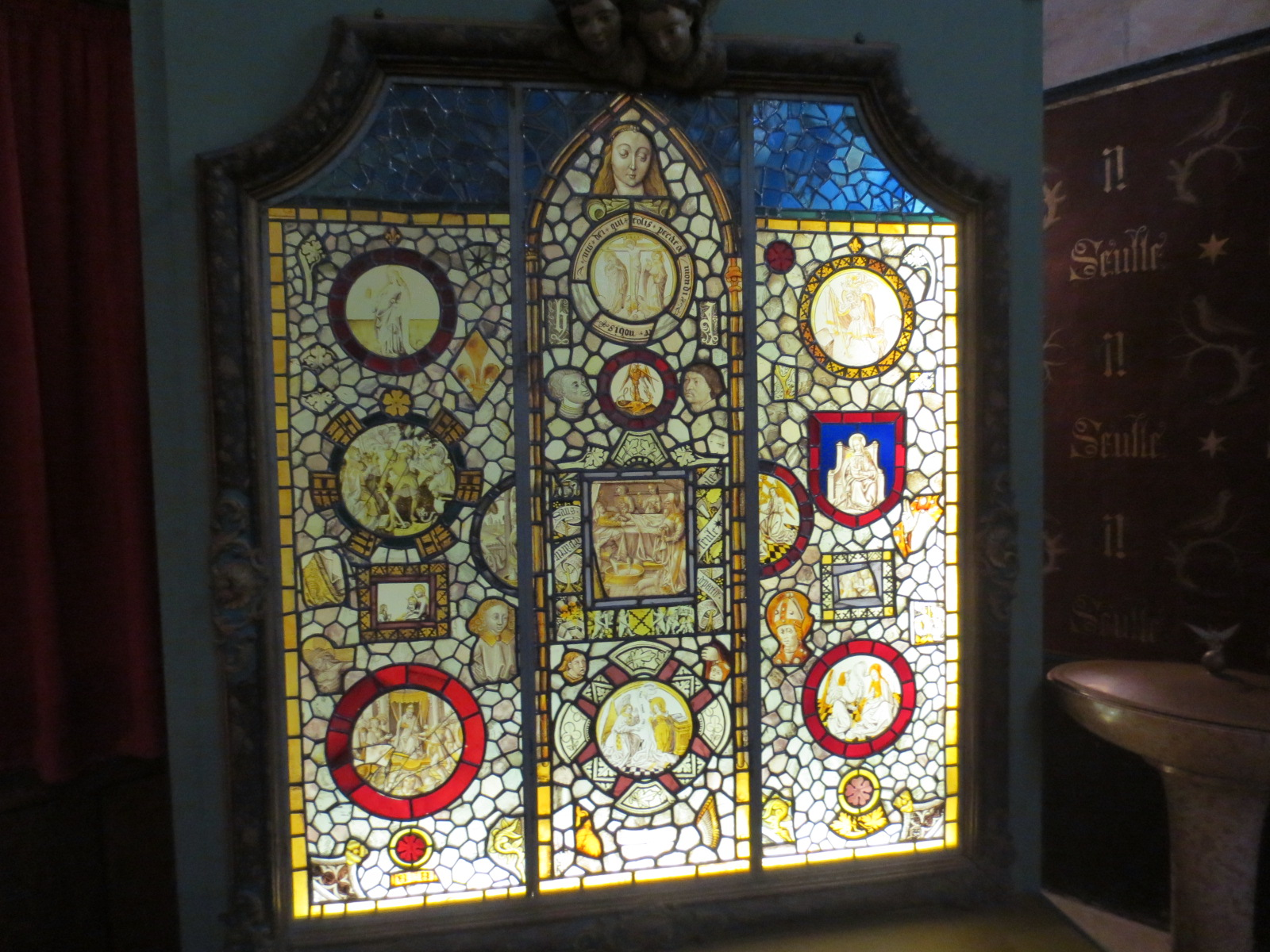

### Salle Sainte-Anne
Située au sud, au contact de la salle des « pôvres », et dédiée à sainte Anne, d'une capacité de quatre lits.

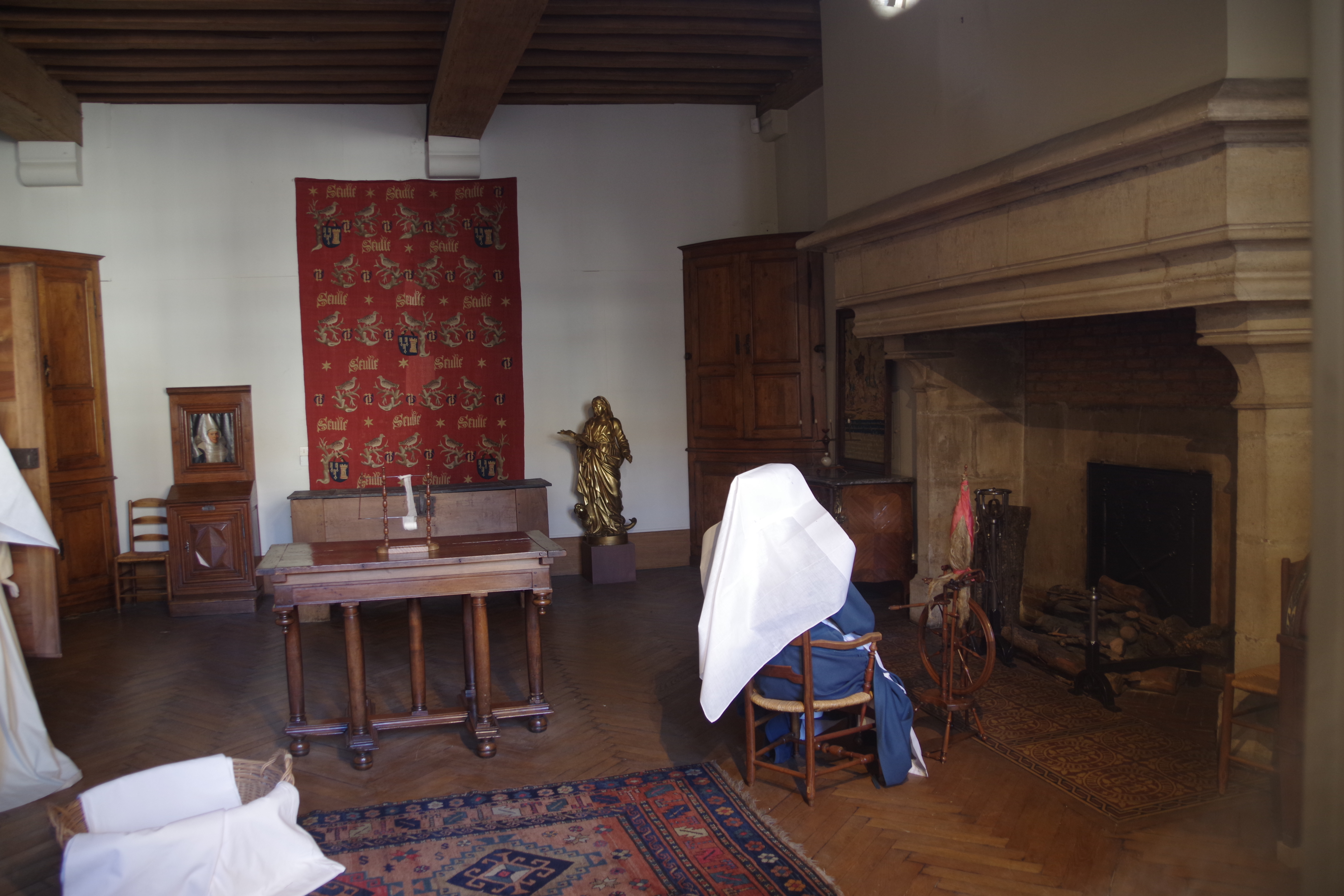

### Salle Saint-Hugues
Voisine de la dernière, elle a été créée en 1645 et comprend quelques lits destinés à des malades plus aisés. Elle est remarquable par ses peintures murales d'Isaac Moillon représentant différents miracles du Christ ainsi que saint Hughes, en évêque et chartreux. Il est aussi représenté sur le retable de l'autel, ressuscitant des enfants morts de la peste. Cette salle de malades a été réaménagée dans son décor du XVIIe siècle.

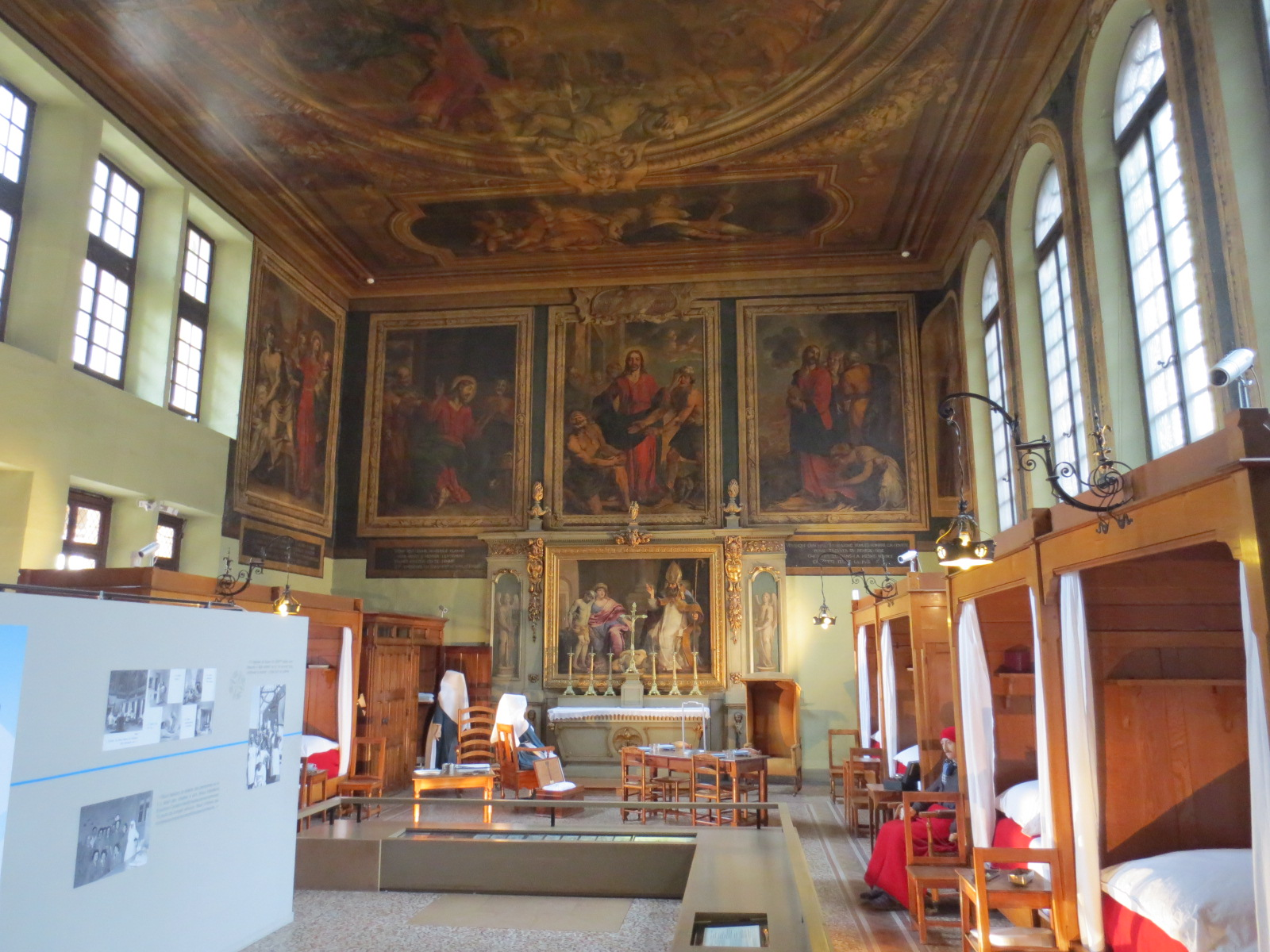
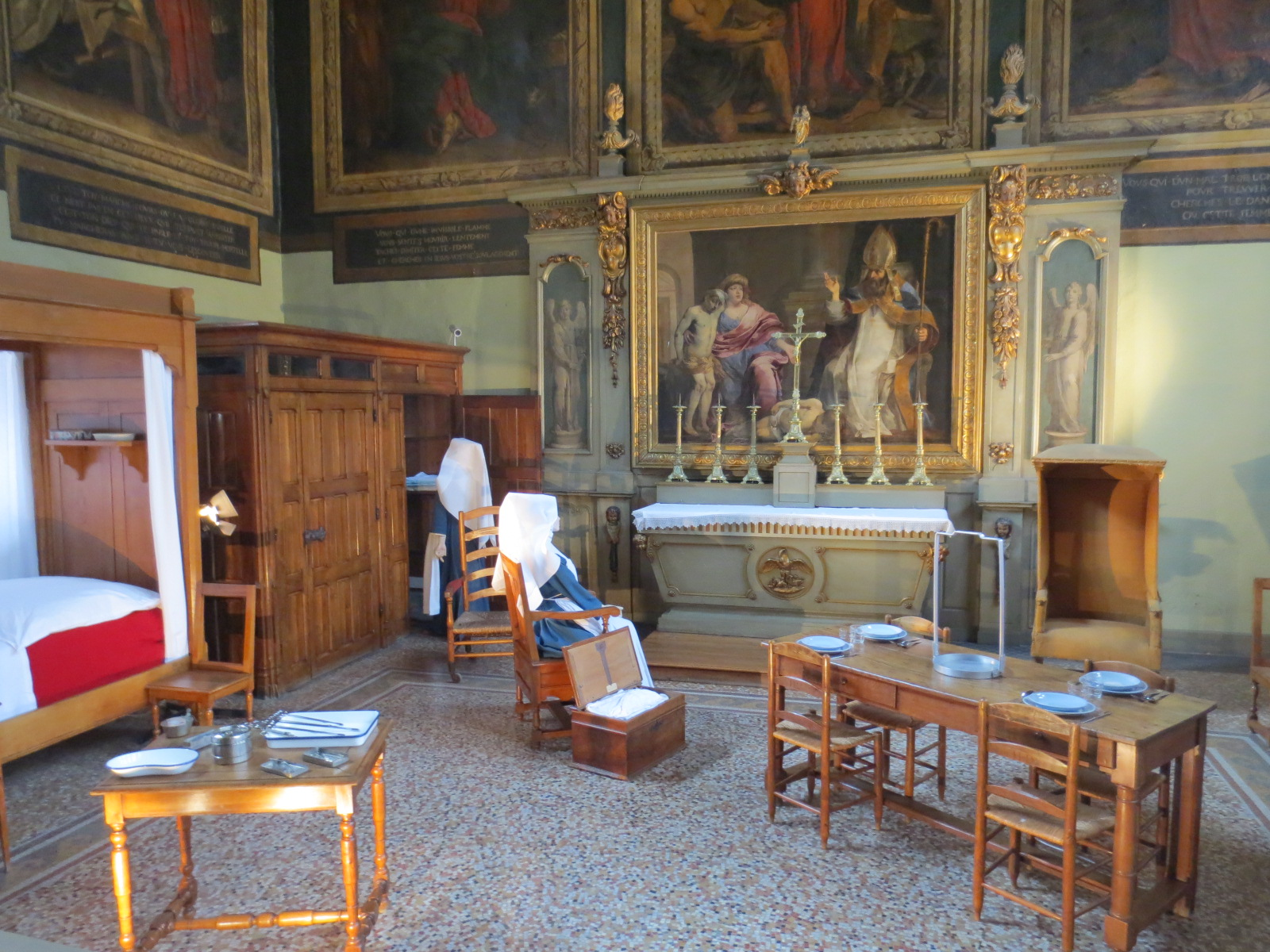
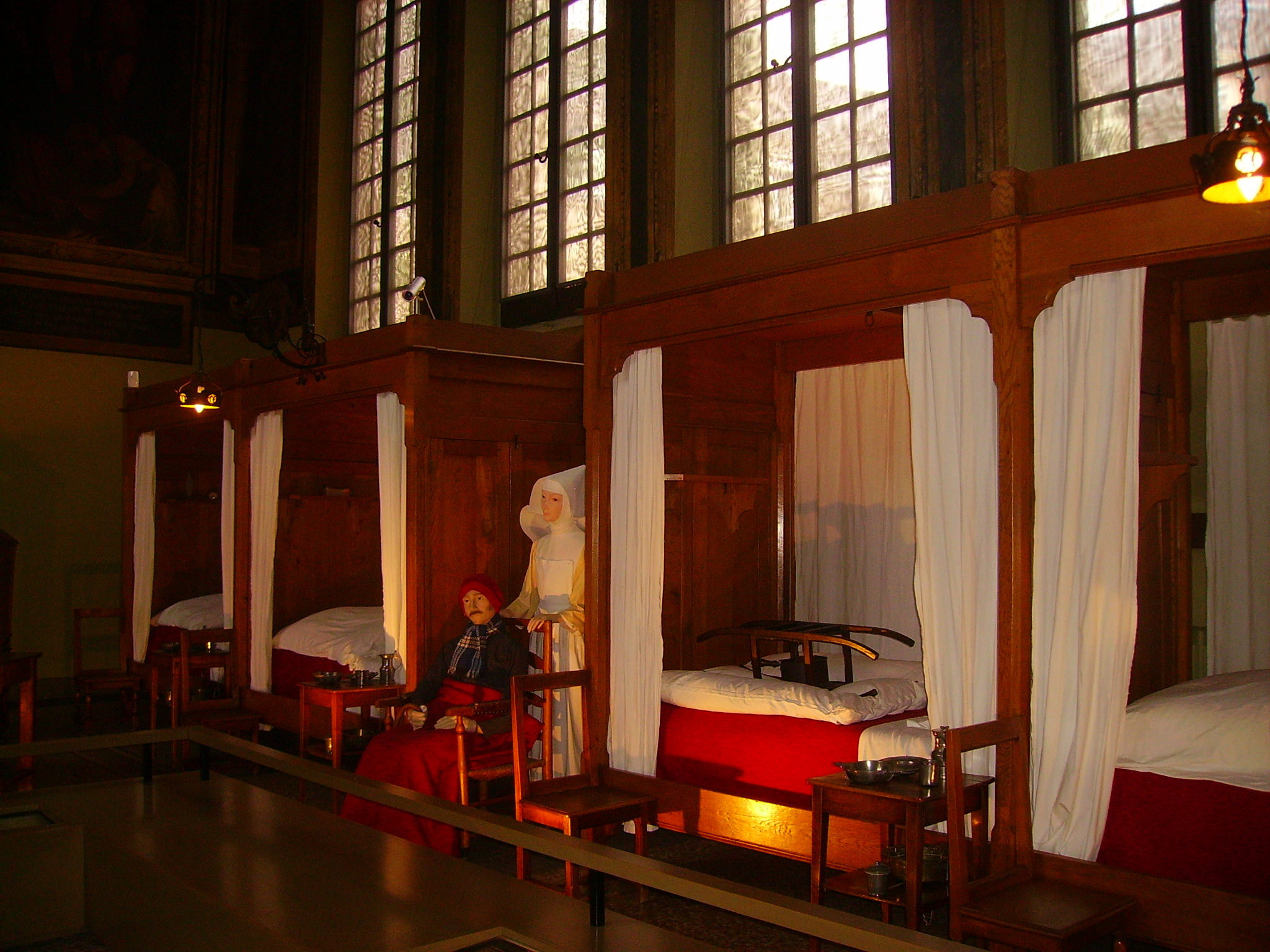
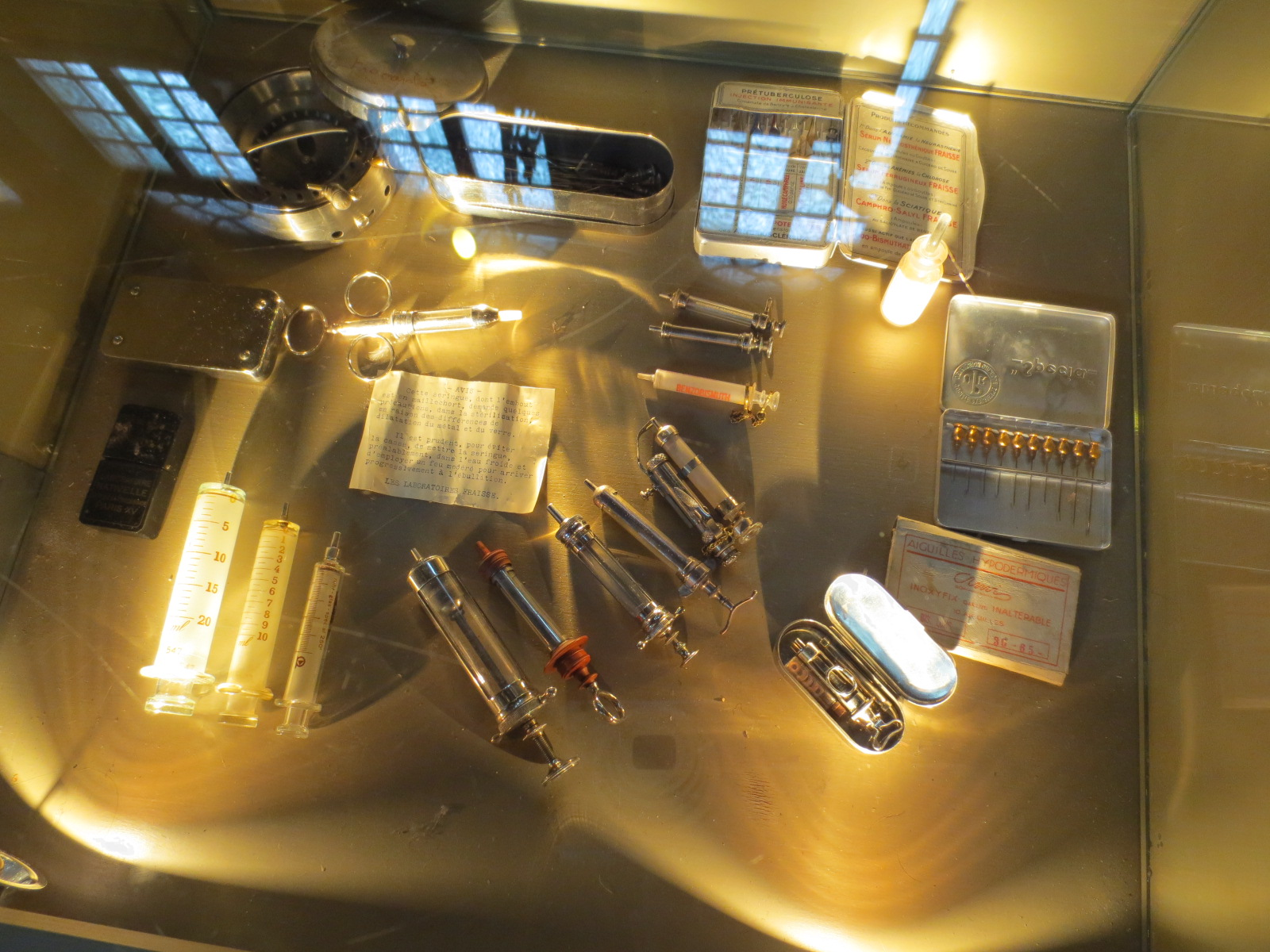
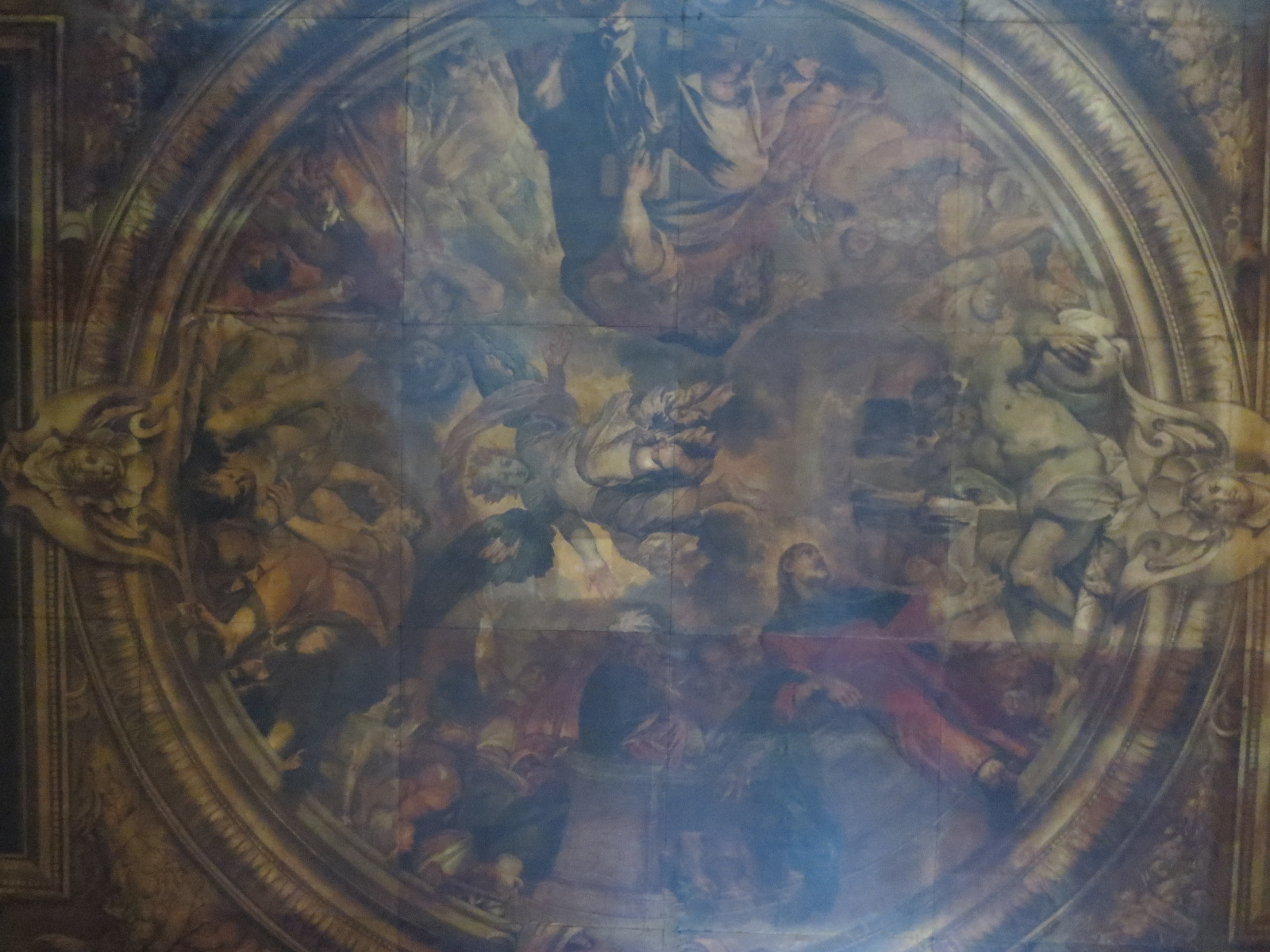

### Salle Saint-Nicolas
Située au sud-ouest de la cour d'honneur, et dédiée à saint Nicolas, elle était destinée aux malades les plus graves, avec 12 lits. Elle sert actuellement de salle d'exposition sur l'histoire des Hospices et de son vignoble. Un pavage de verre permet de voir couler la Bouzaise qui servait à l'évacuation des eaux usées.

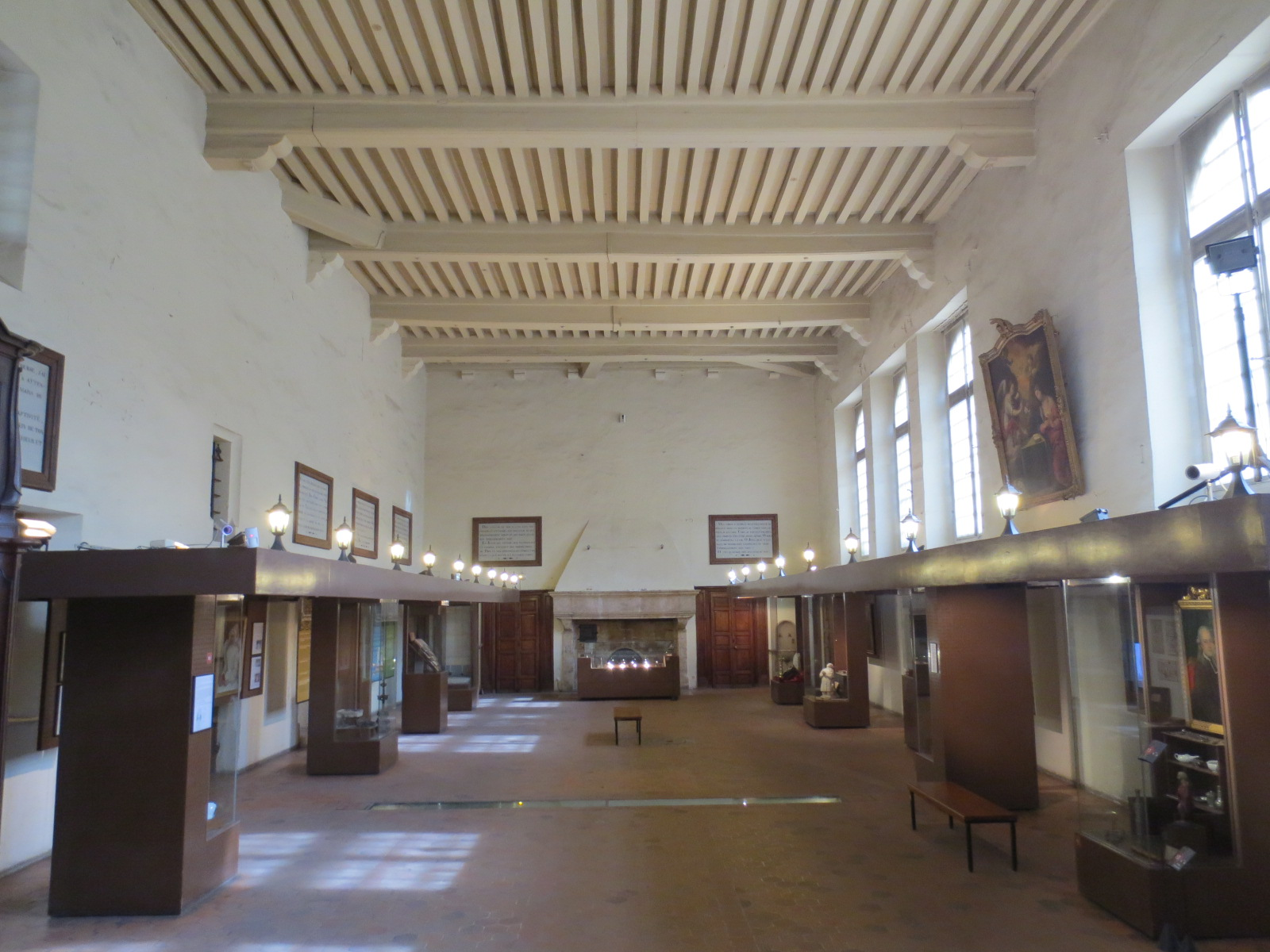
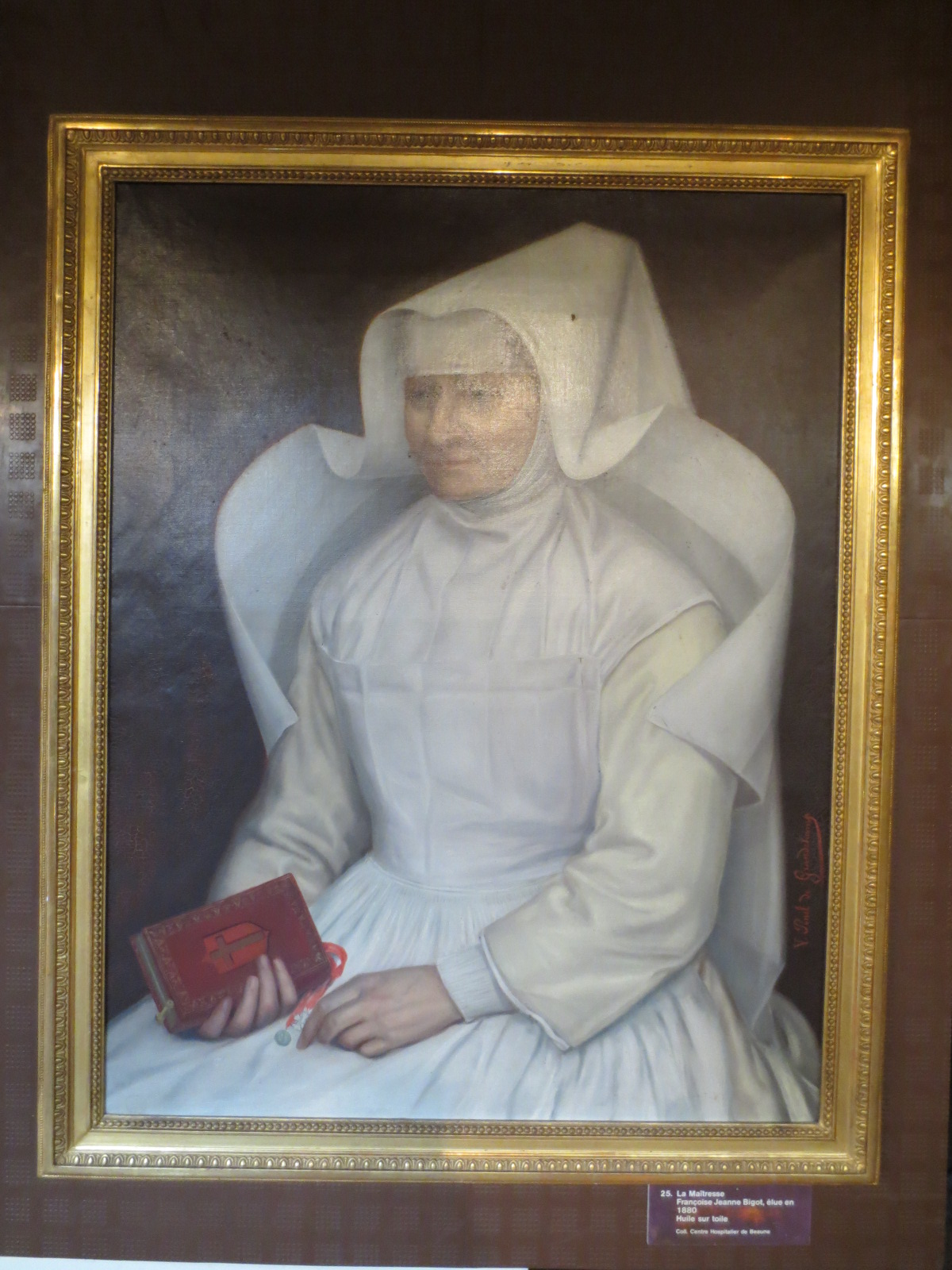
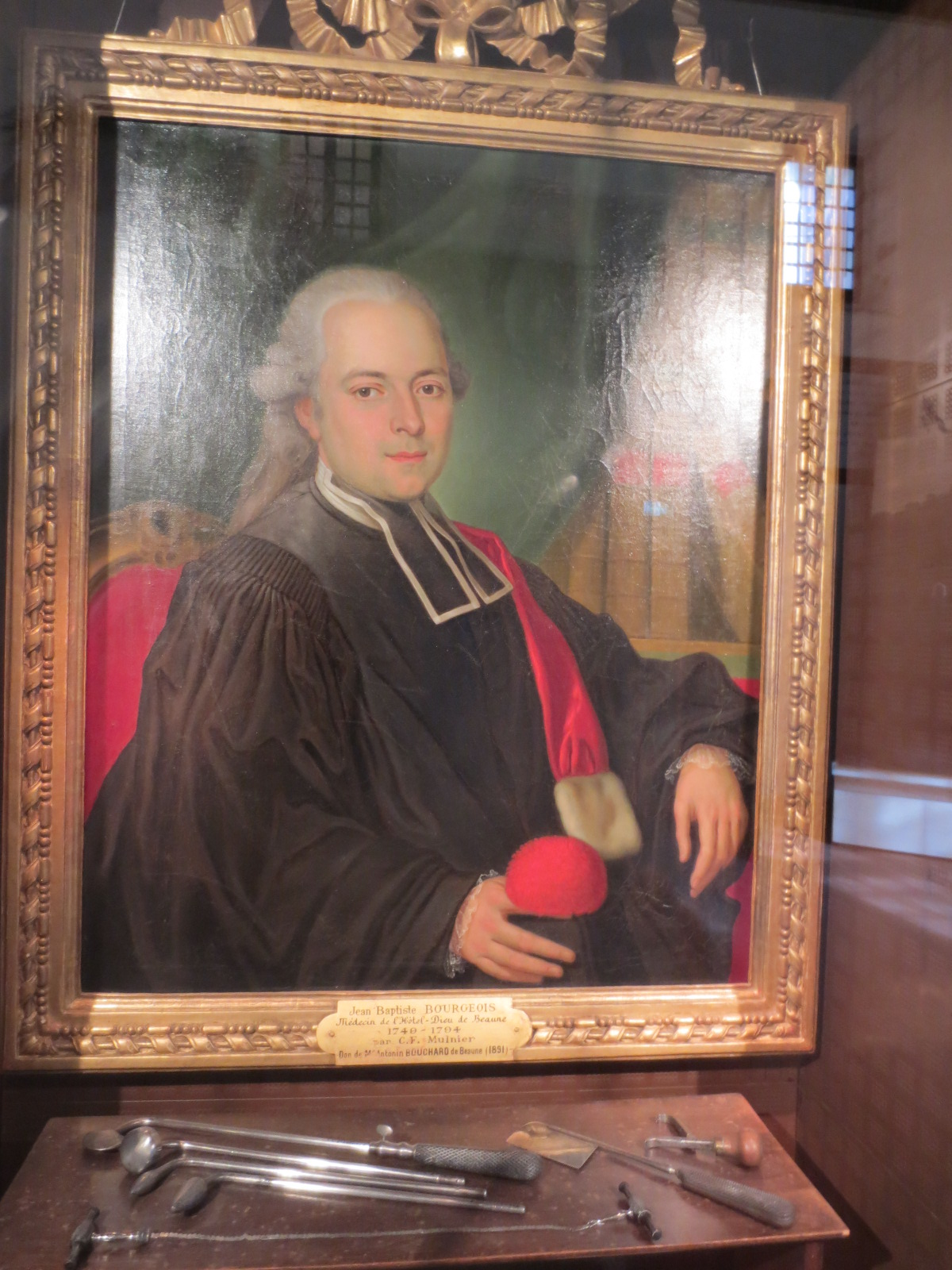
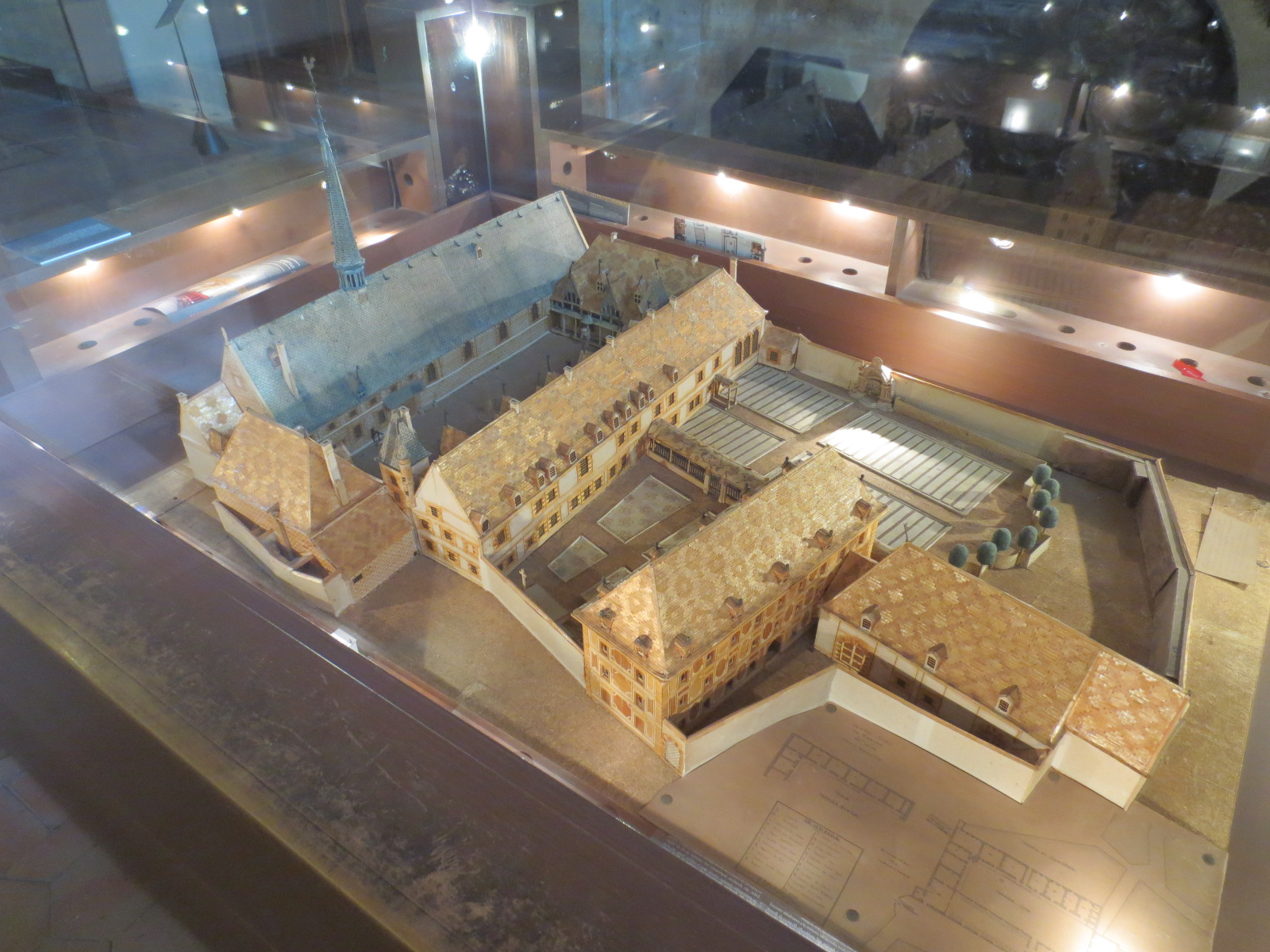
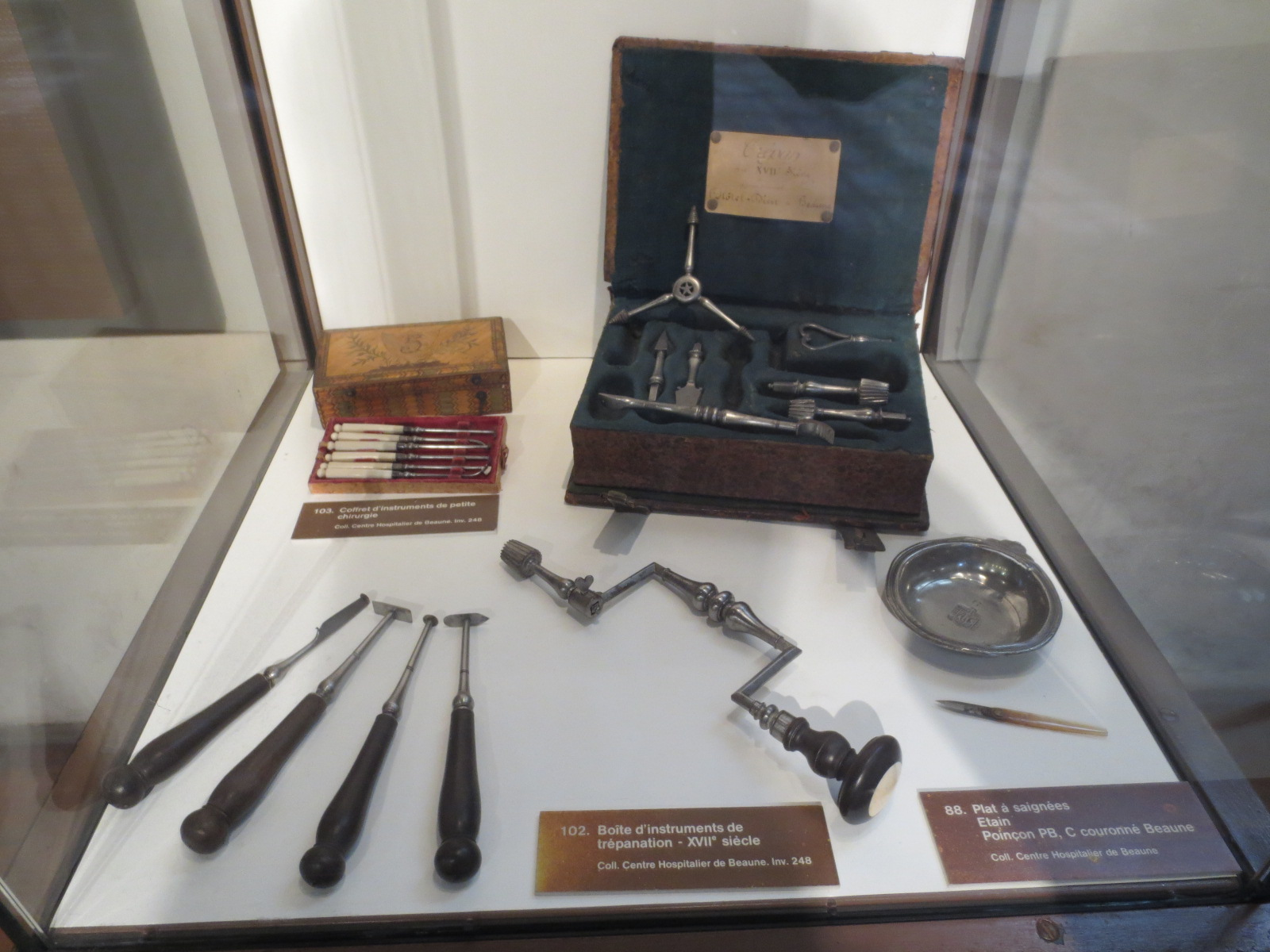

### Salle Saint-Louis
Dédiée au roi Saint Louis, elle ferme la cour au nord et a été construite en 1661 à l'emplacement d'une grange. Cette pièce contient de beaux coffres gothiques, une fontaine et deux séries de tapisseries du XVIe siècle, dont l'une tissée à Tournai raconte en sept épisodes la parabole du Fils prodigue et l'autre provenant de Bruxelles évoque l'histoire de Jacob. Elle présente également l'activité viticole des Hospices.

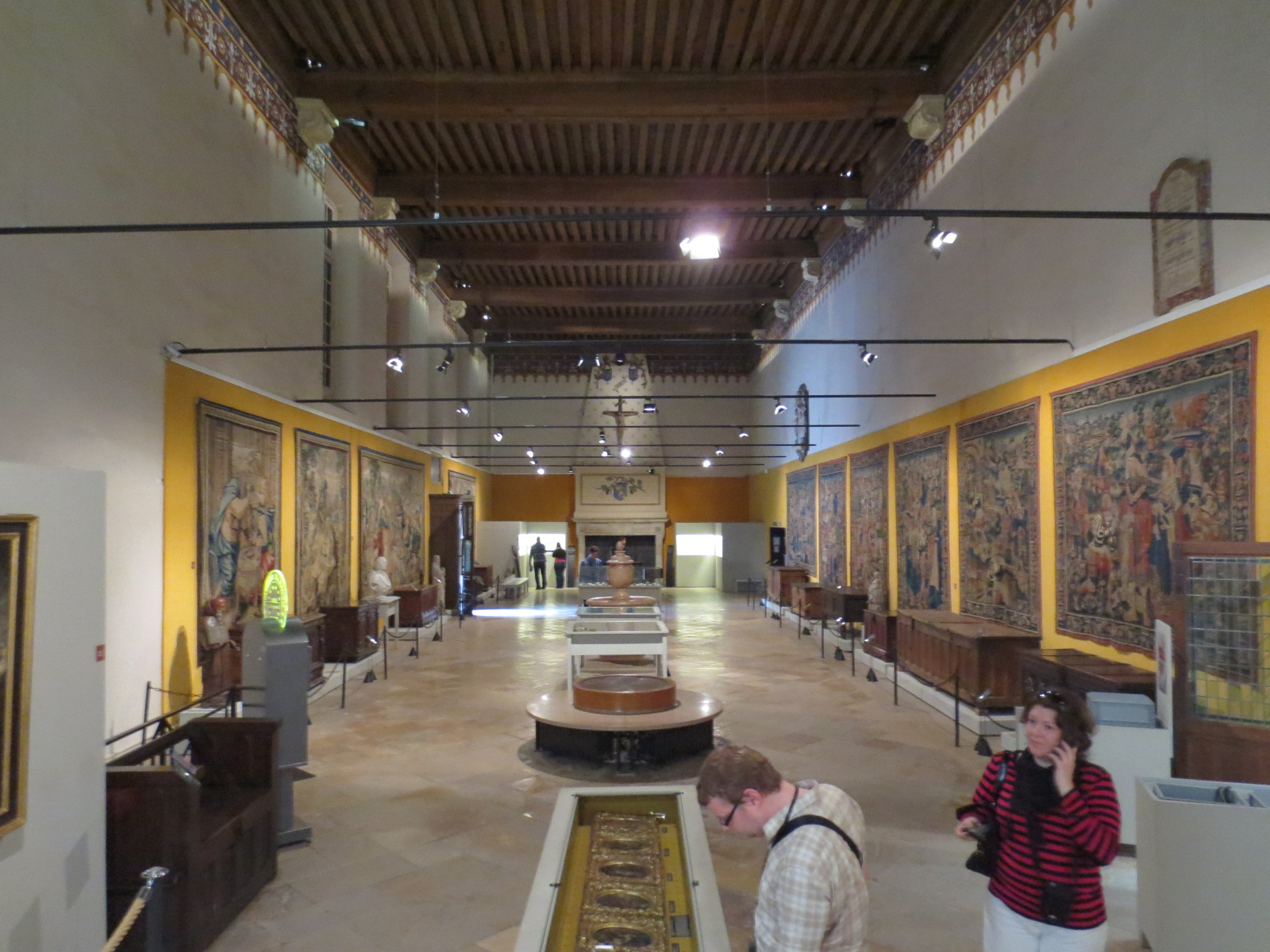
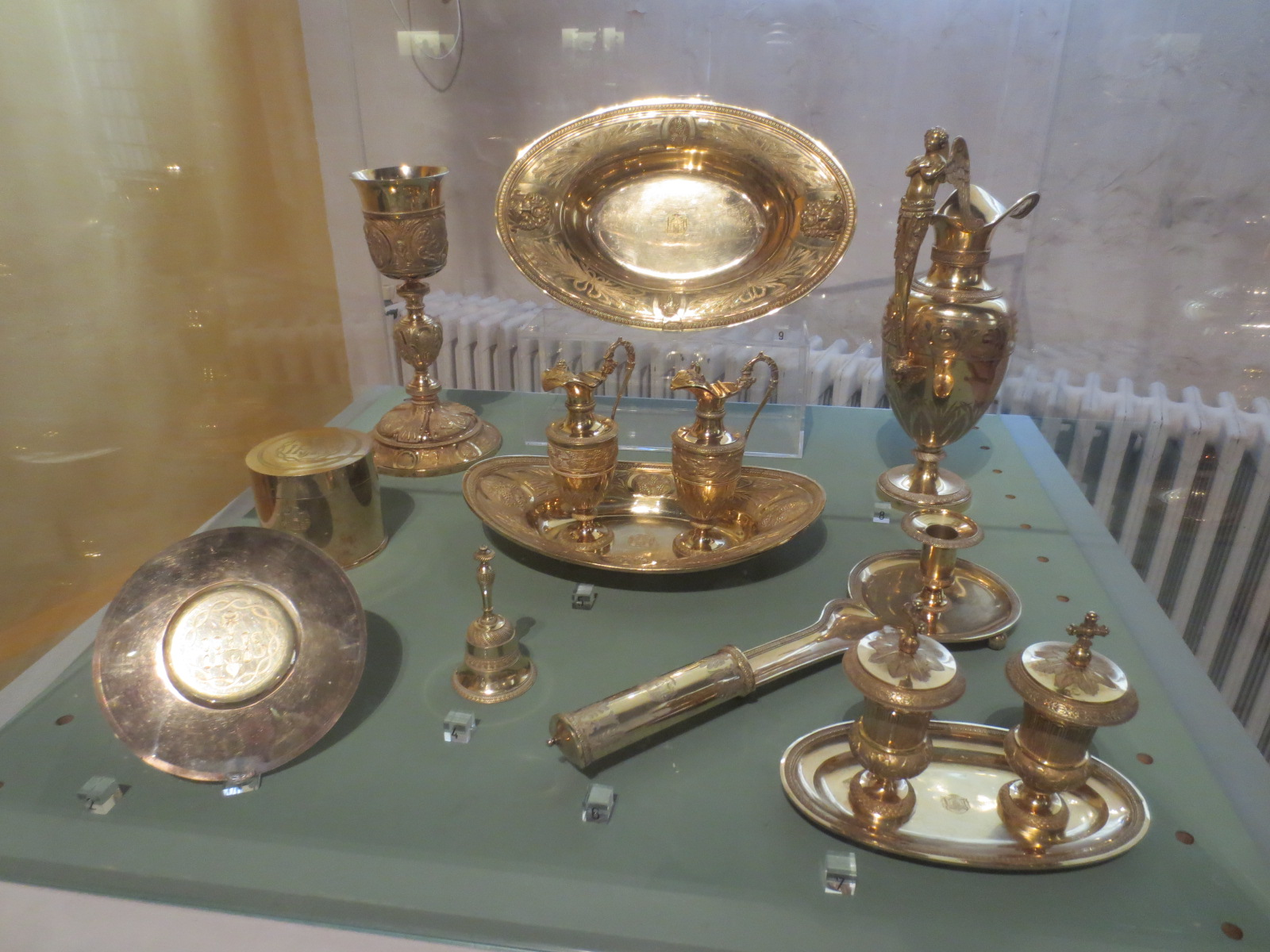
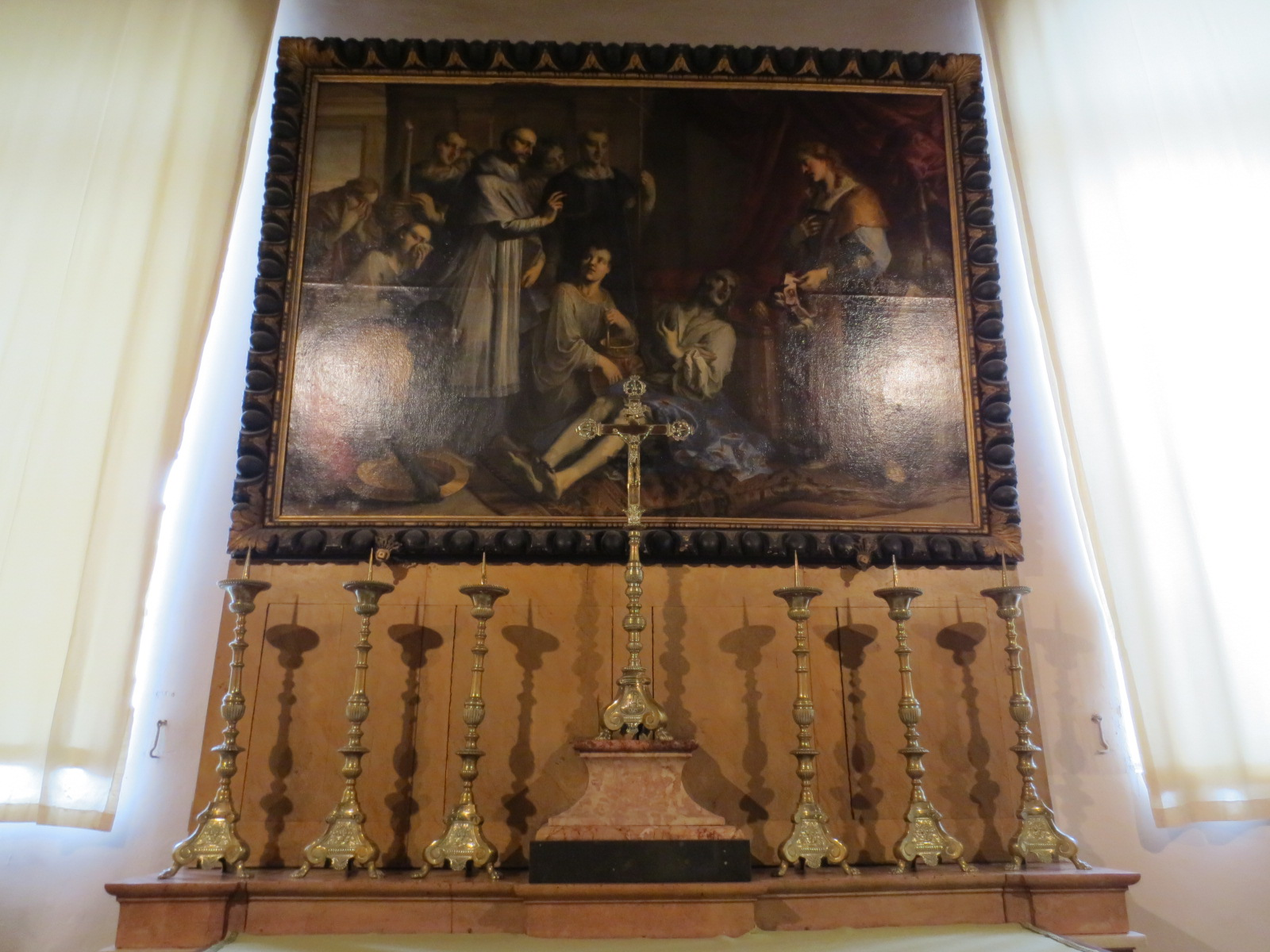
La mort de Saint Louis, par Isaac Moillon.
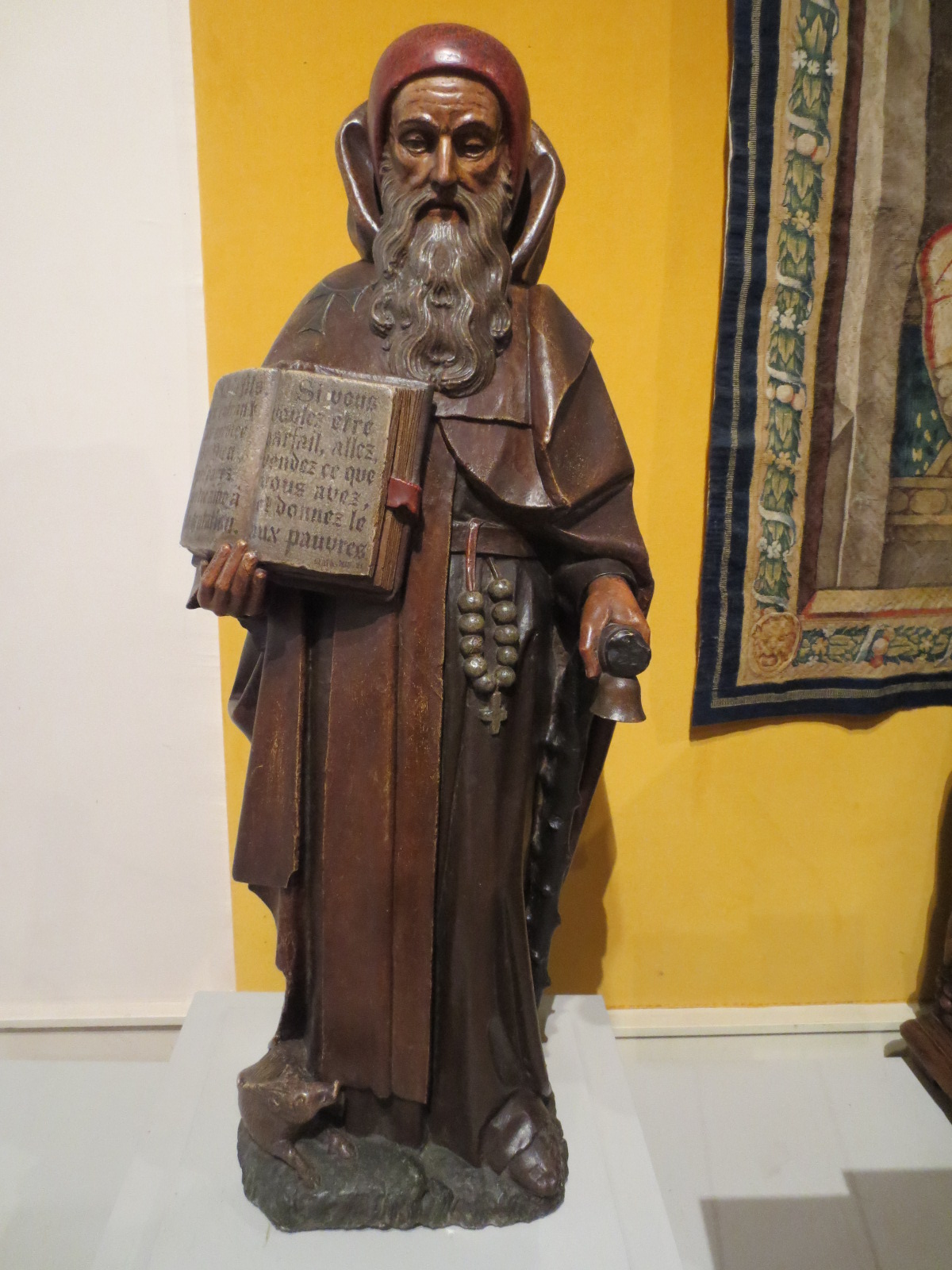
Saint Antoine ermite, saint protecteur de l'Hôtel-Dieu de Beaune.
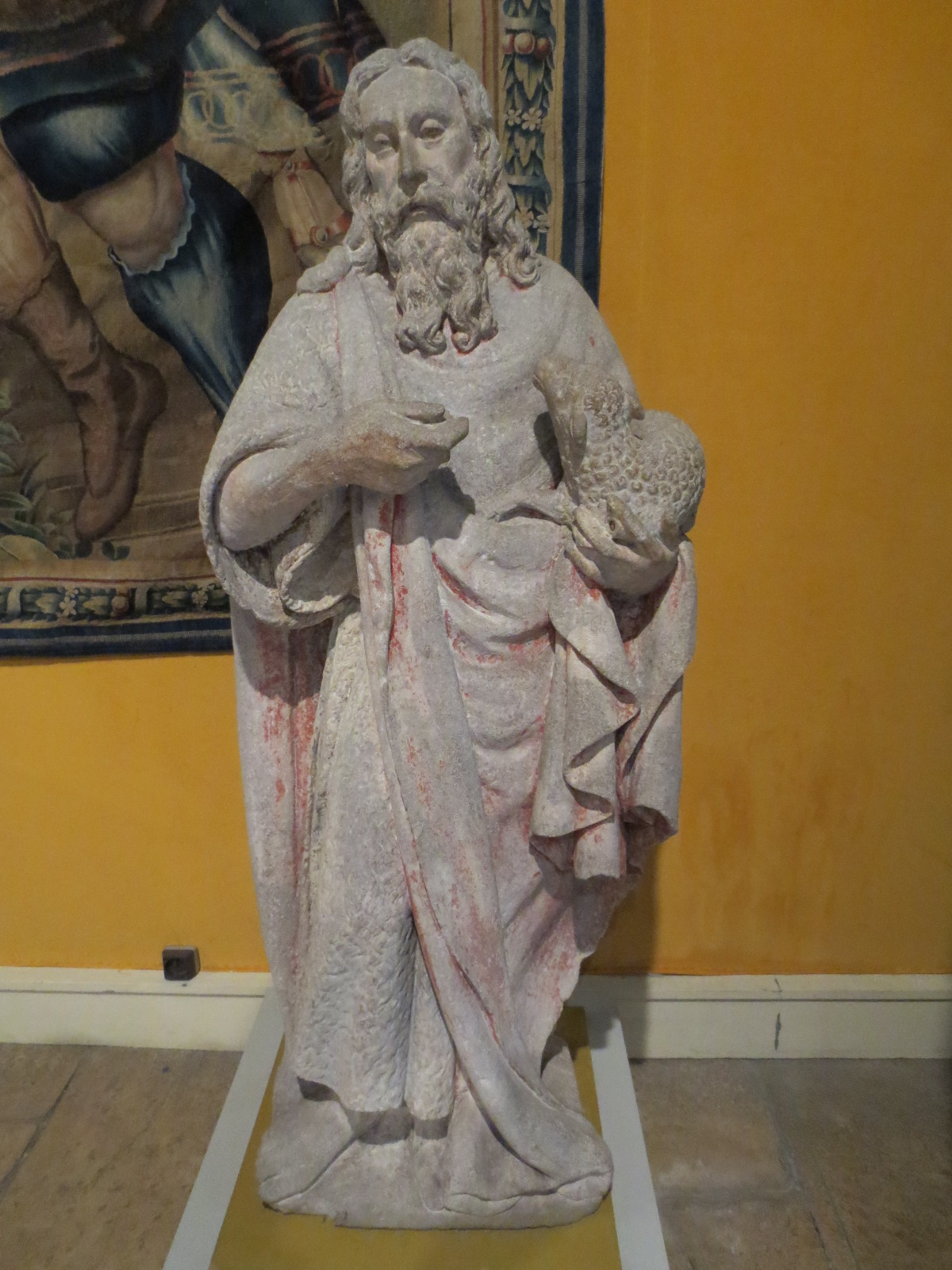
Saint Jean le Baptiste.

### Salle Polyptyque du Jugement Dernier
Les Hospices de Beaune abritent une œuvre remarquable, peinte au XVe siècle, le polyptyque du Jugement dernier du peintre flamand Rogier van der Weyden, polyptyque à volets mobiles rectangulaires, composé à l'origine de neuf panneaux de chêne à fil vertical peints, dont six sur les deux faces initialement exposées dans la chapelle des « pôvres » malades.

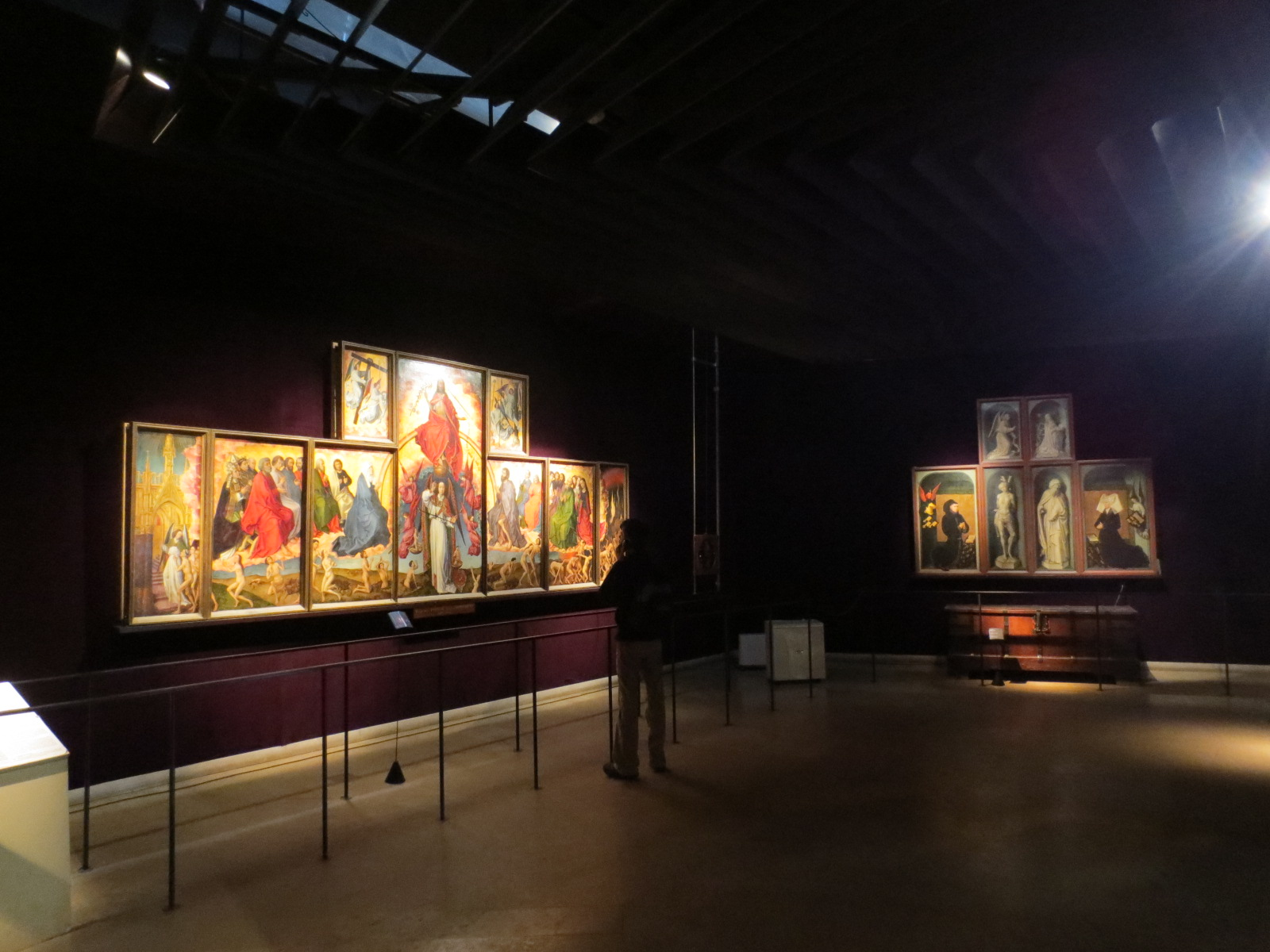
Polyptyque Le Jugement dernier de Rogier van der Weyden, ouvert et fermé.
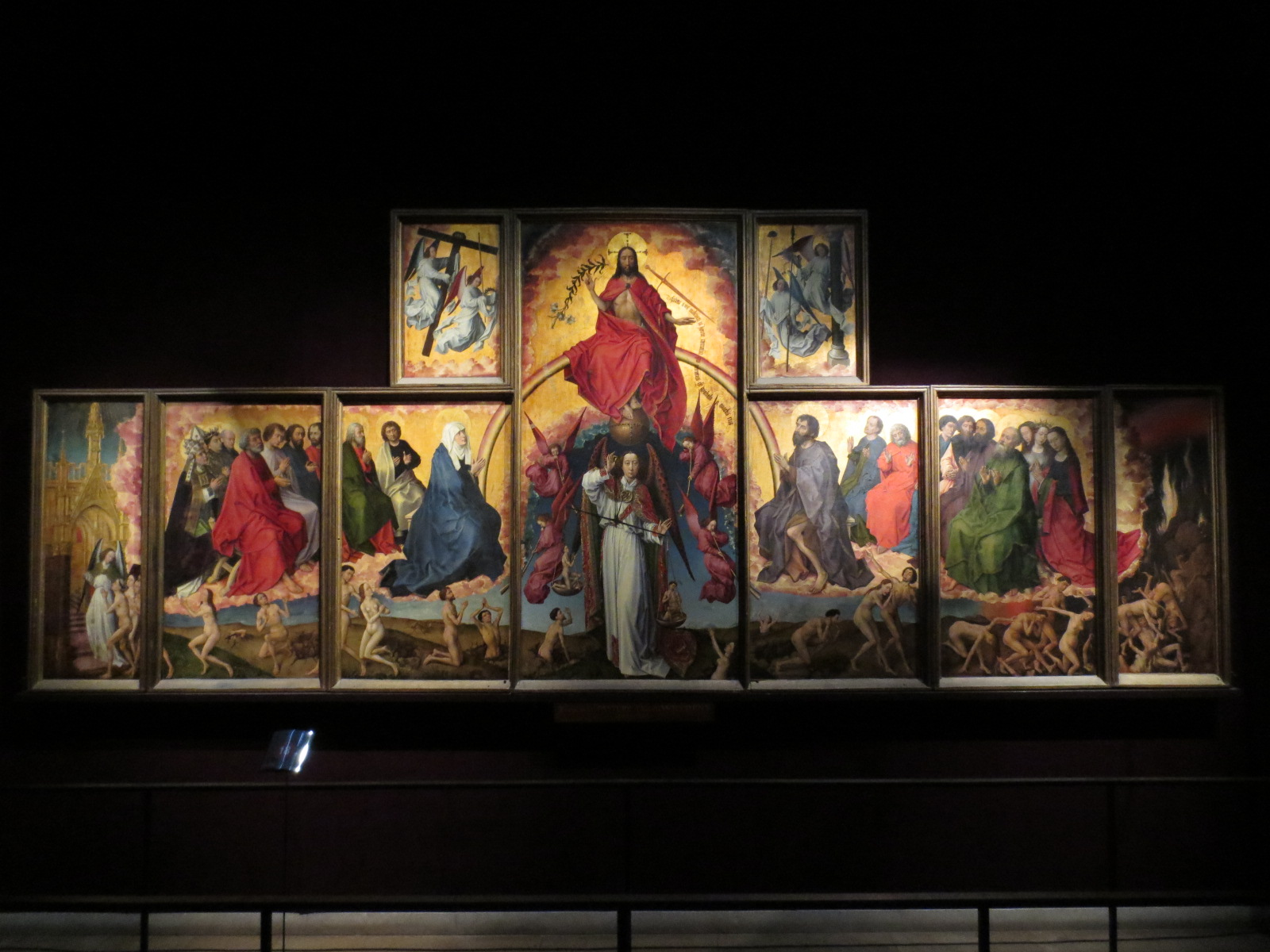
Polyptyque ouvert.
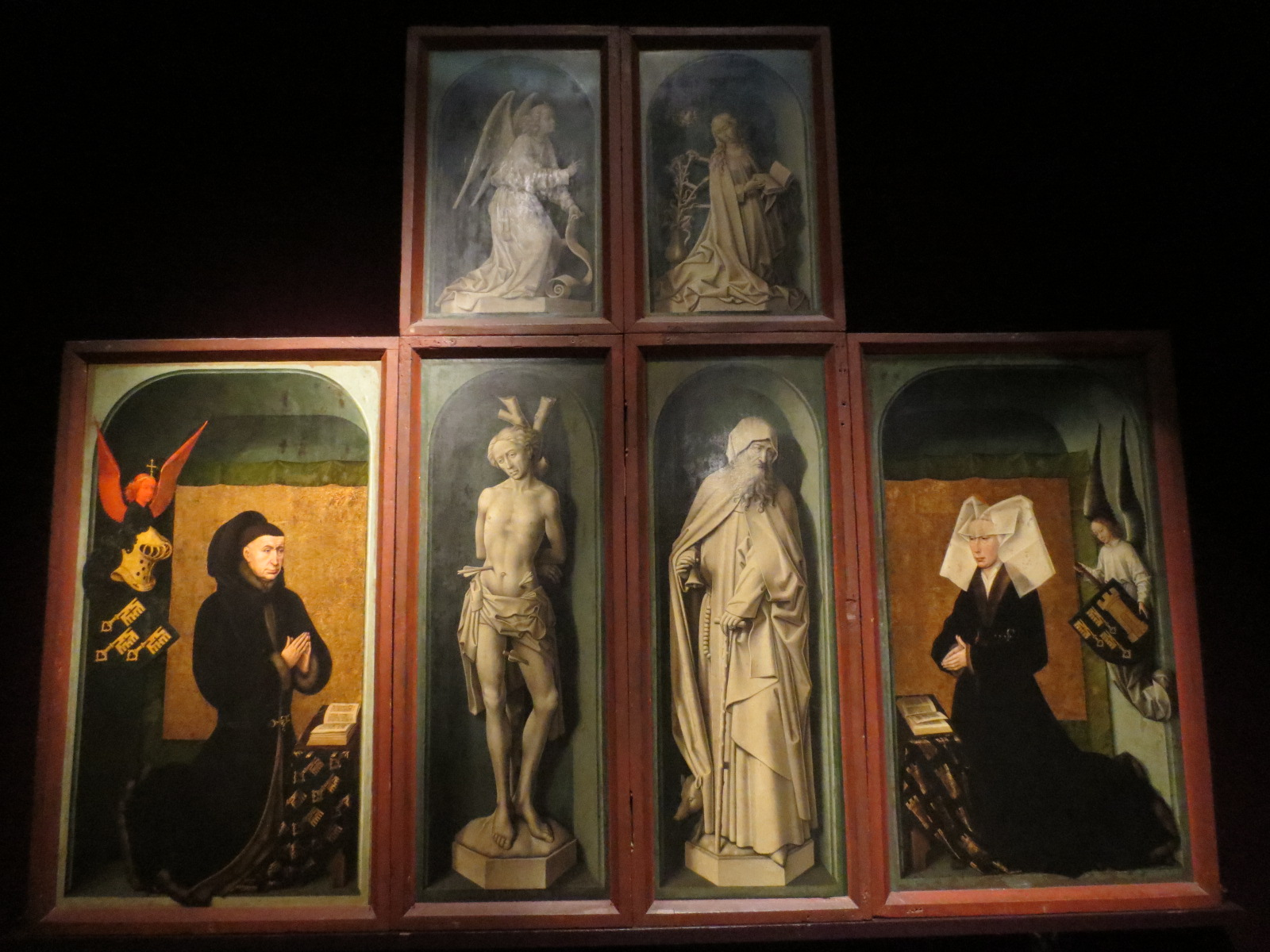
Polyptyque fermé.

Probablement réalisé entre 1446 et 1452, ce retable a d'abord été attribué à Jan van Eyck en 1836 avant d'être attribué à Rogier van der Weyden en 1843. Scié sur toute l'épaisseur des panneaux, l'envers et l'endroit (correspondant aux positions ouverte et fermée) sont exposés conjointement dans une même salle spéciale climatisée.

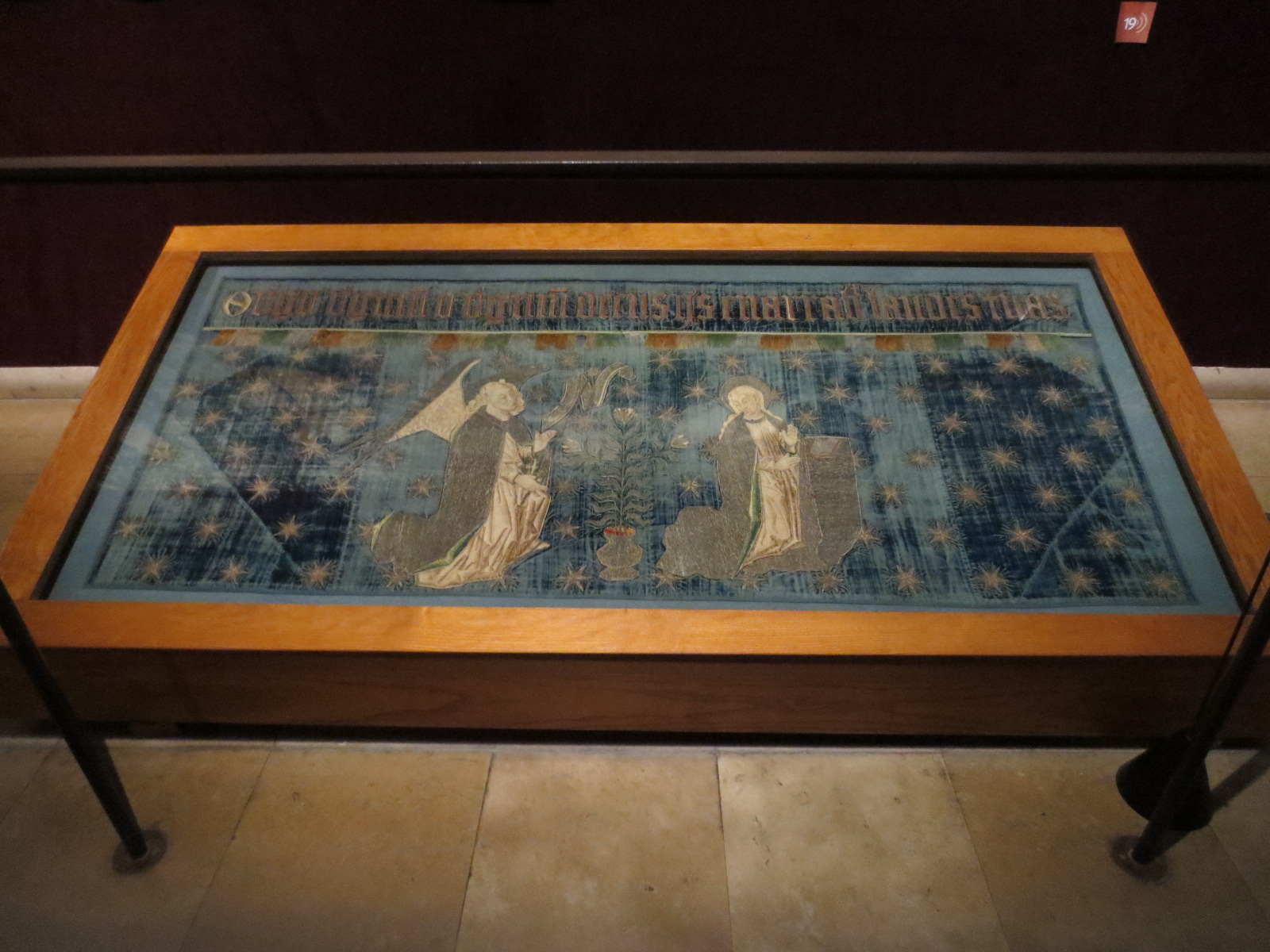
L'Annonciation.
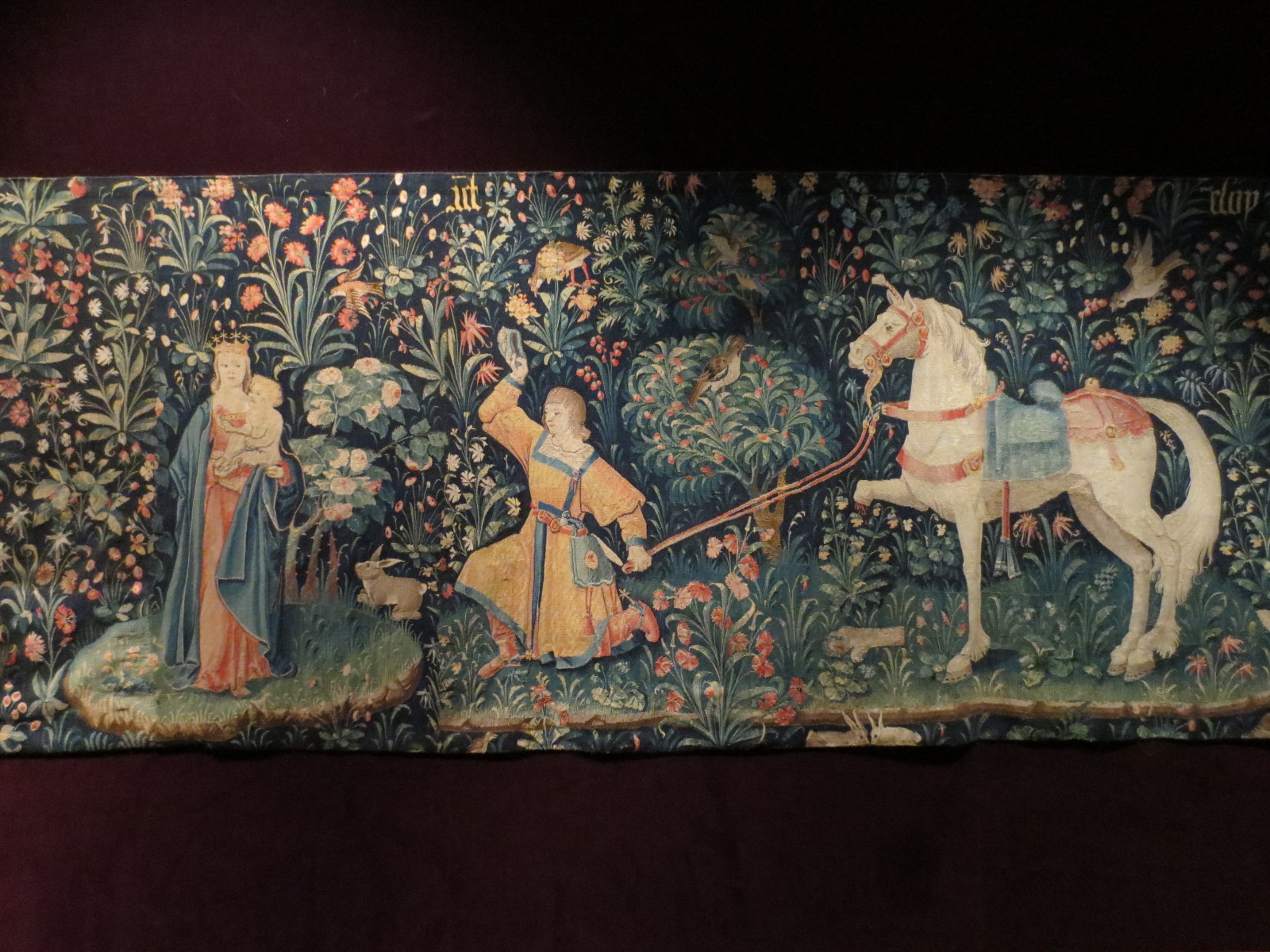
Tapisserie de saint Éloi et Vierge à l'Enfant.
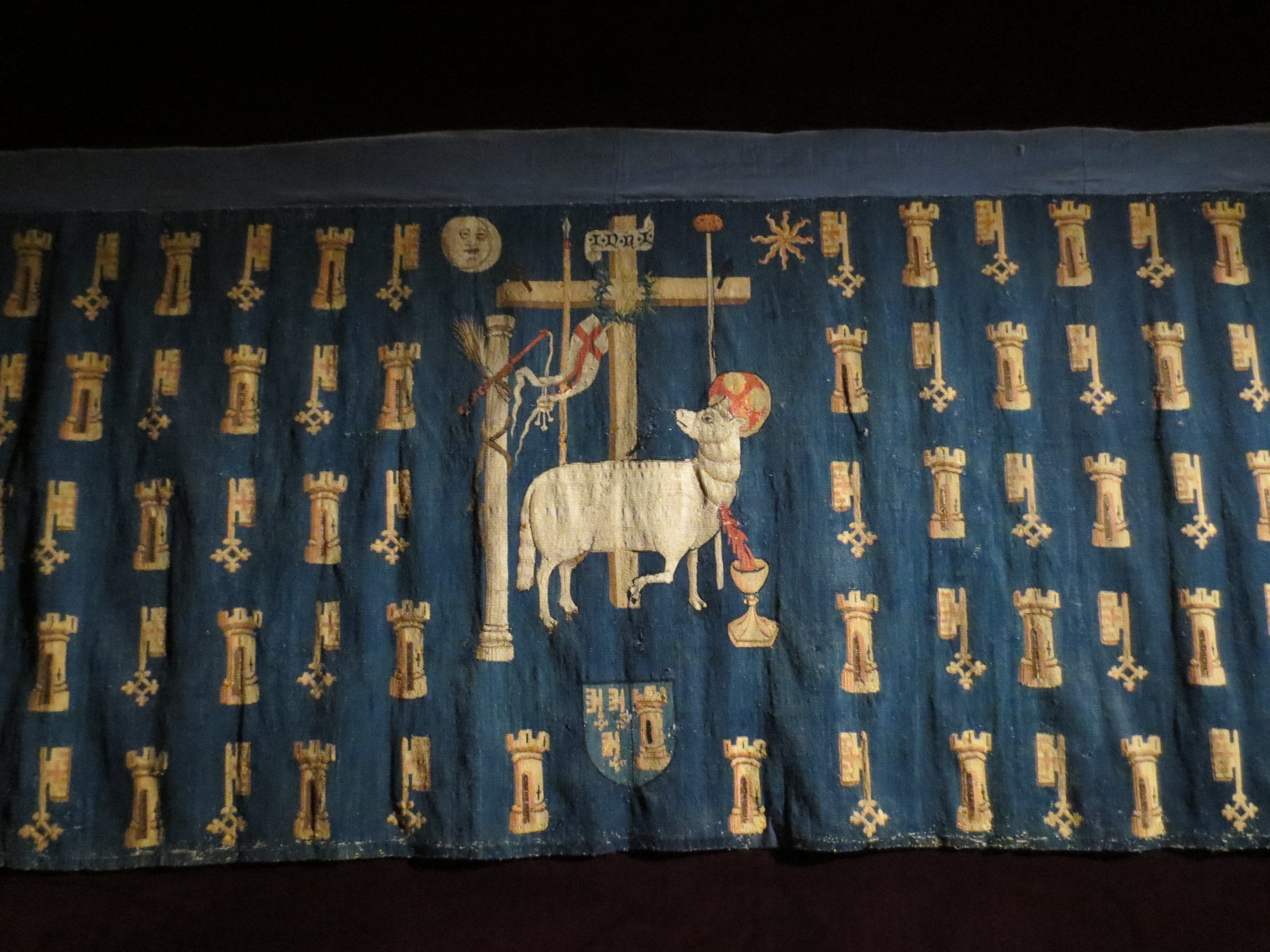
Agnus Dei : « Agneau de Dieu ».
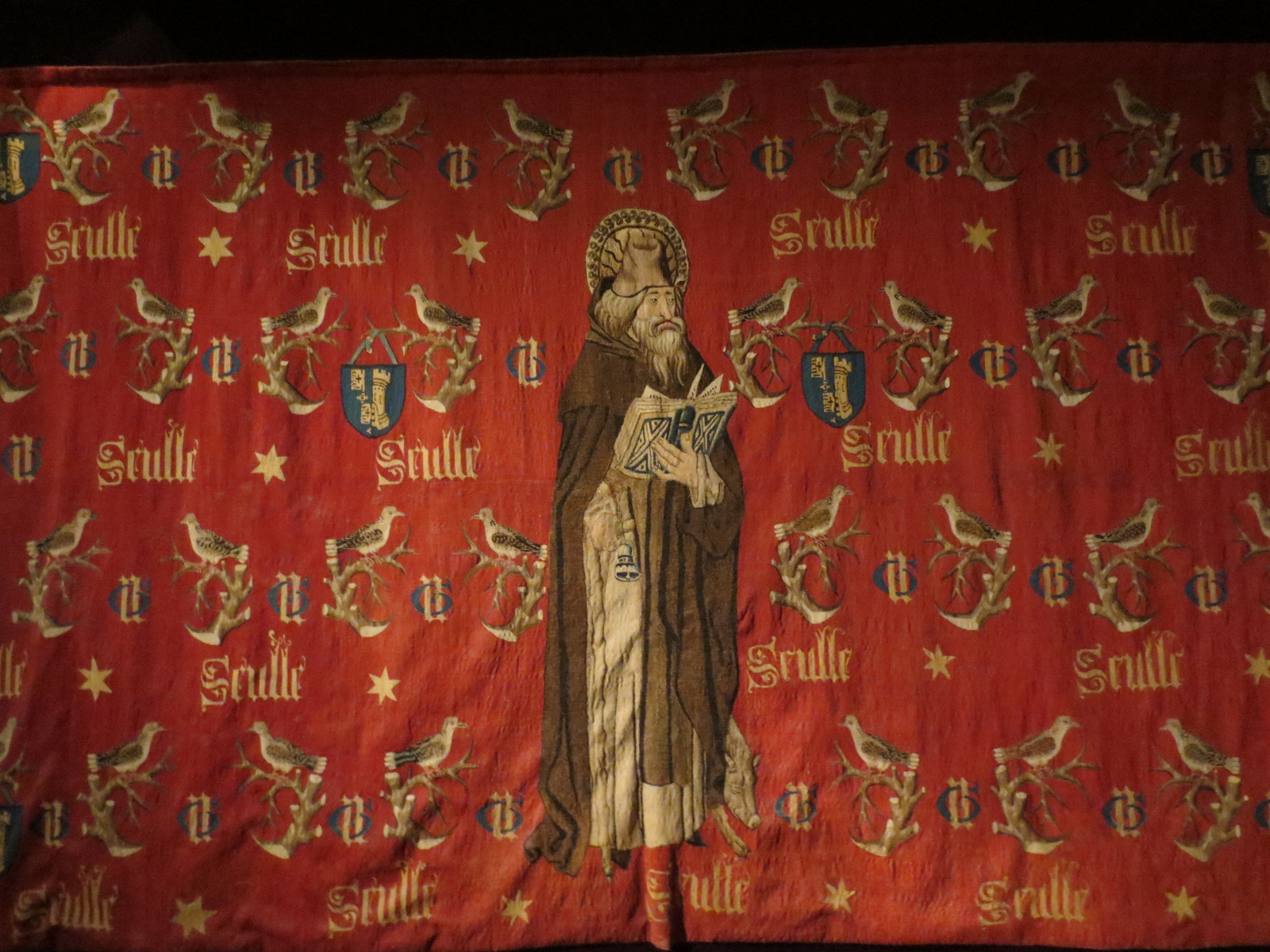
Saint Antoine ermite, saint protecteur de l'Hôtel-Dieu de Beaune.

### Cuisine
Dotée d'une vaste cheminée à deux foyers, elle est meublée de différents éléments dont un tourne-broche automatisé datant de 1698, animé par un petit automate en costume traditionnel appelé « Messire Bertrand » qui semble tourner la manivelle en veillant aux activités de la cuisine.

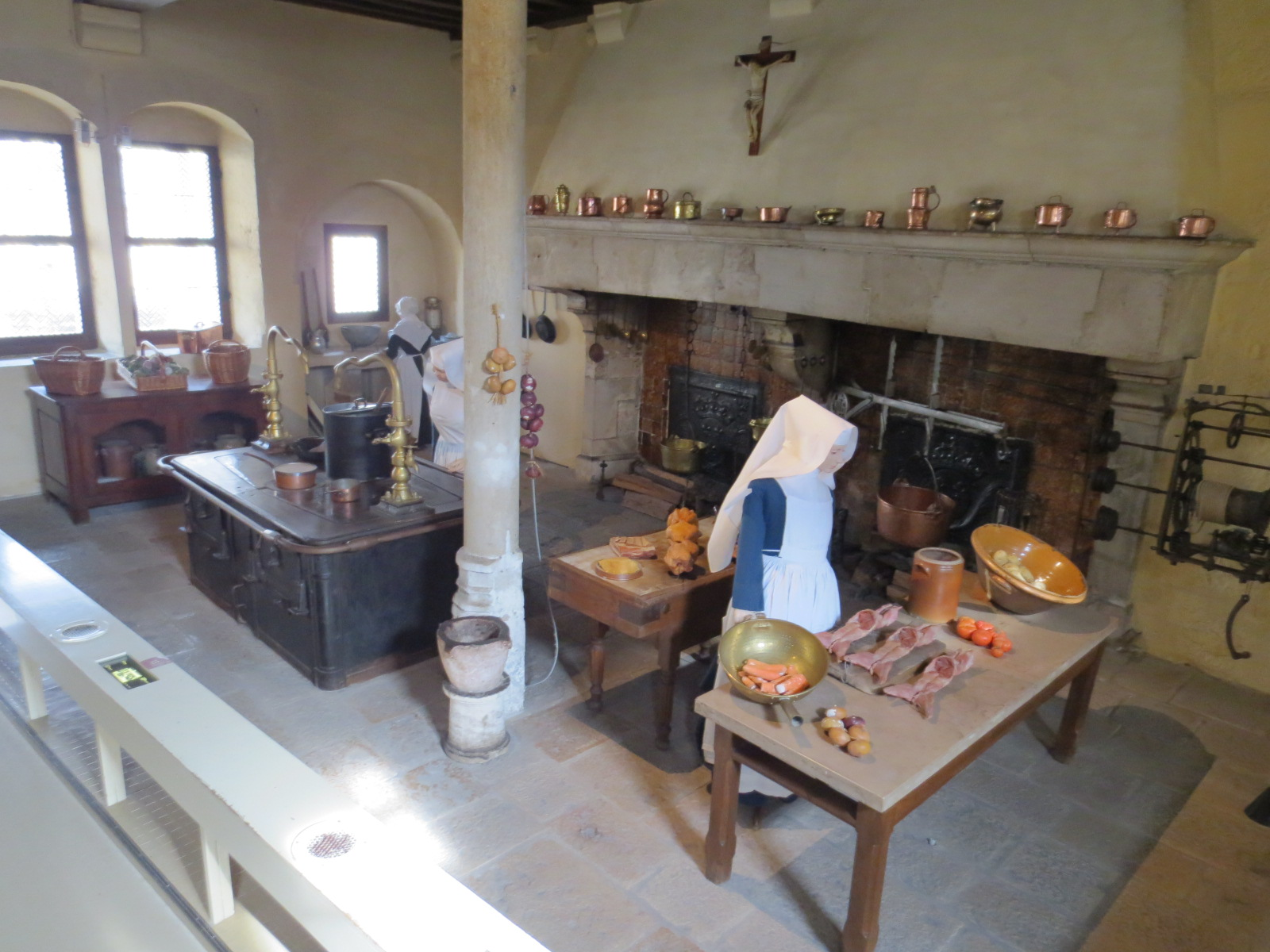
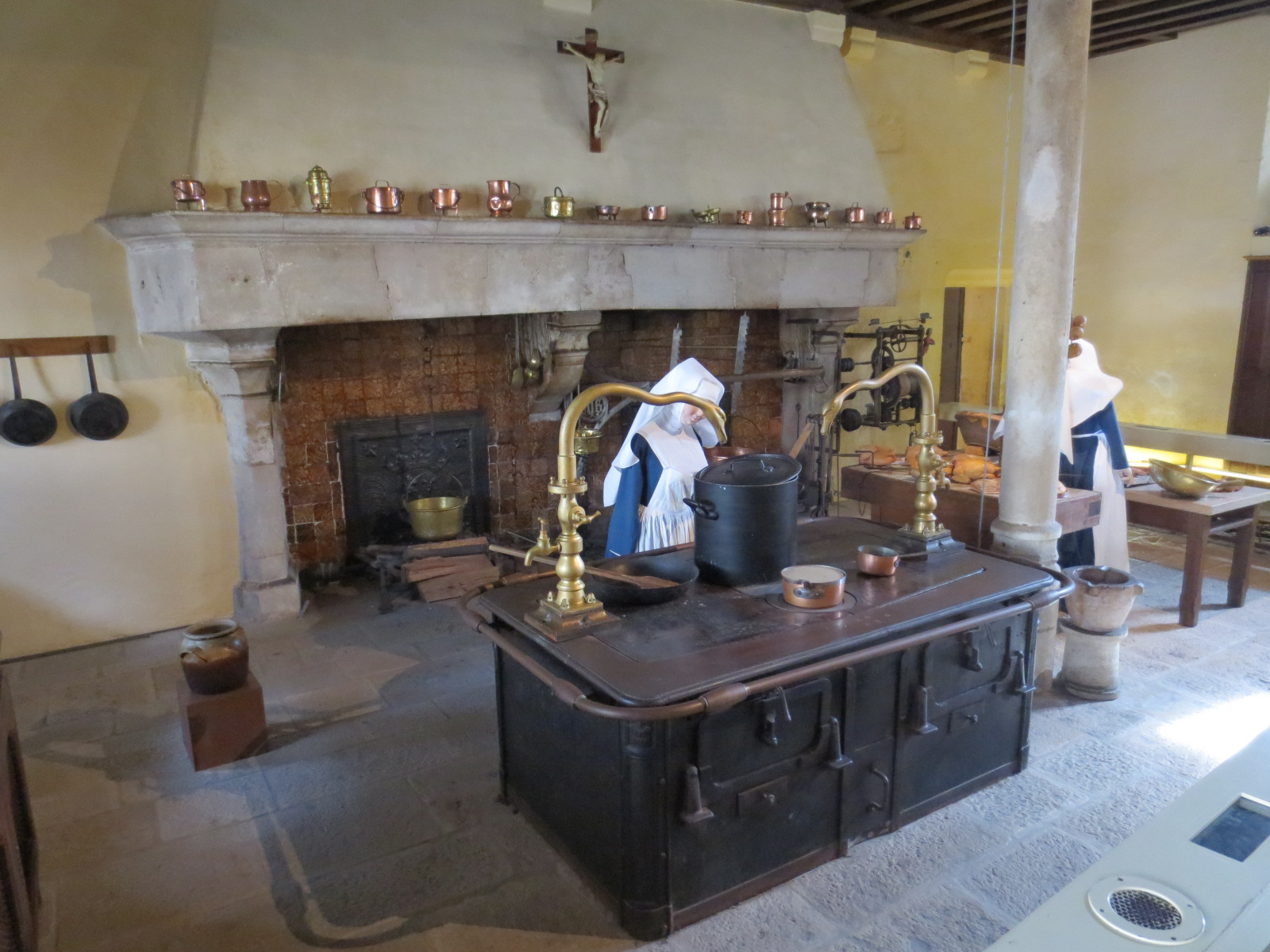
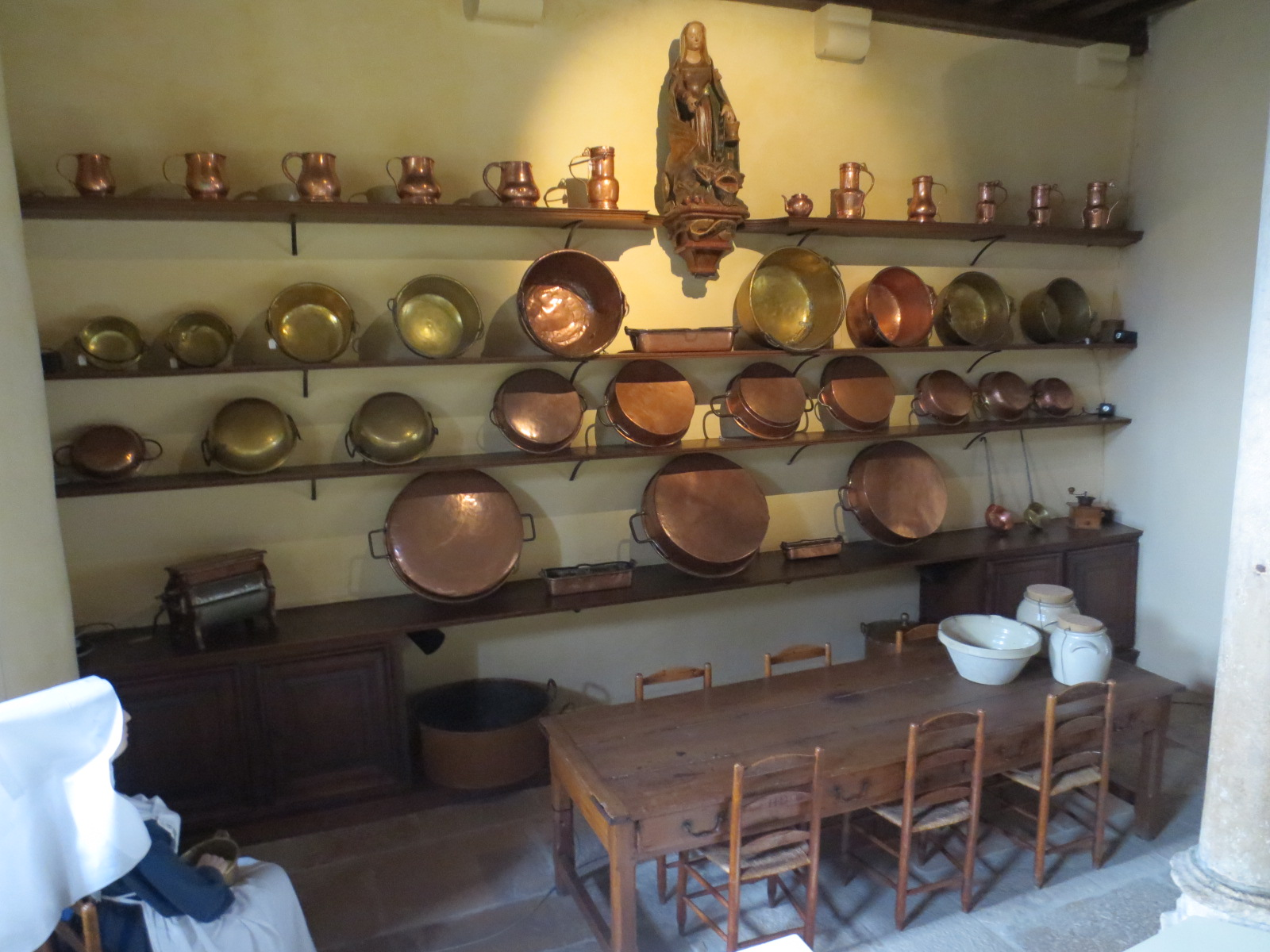
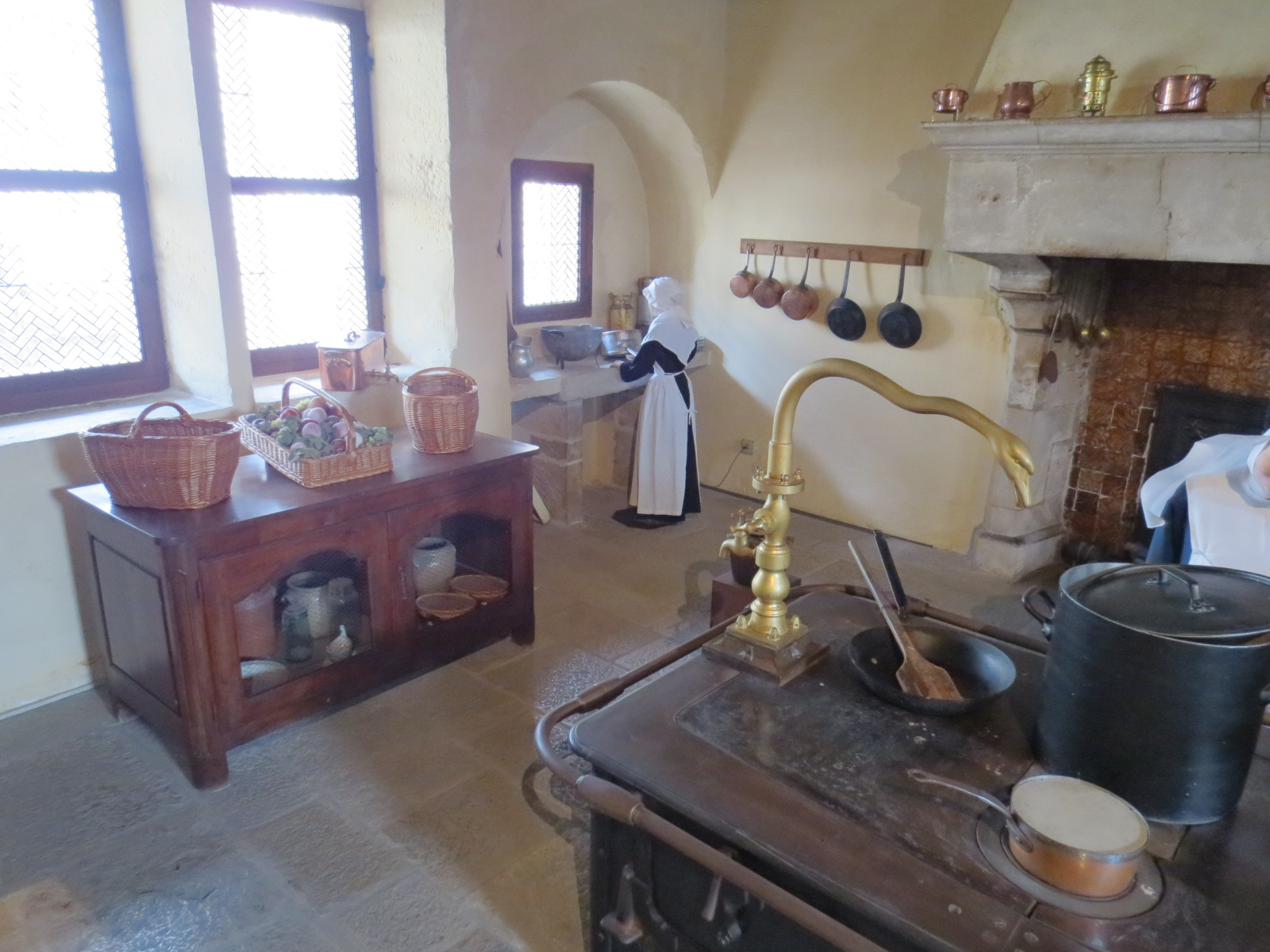
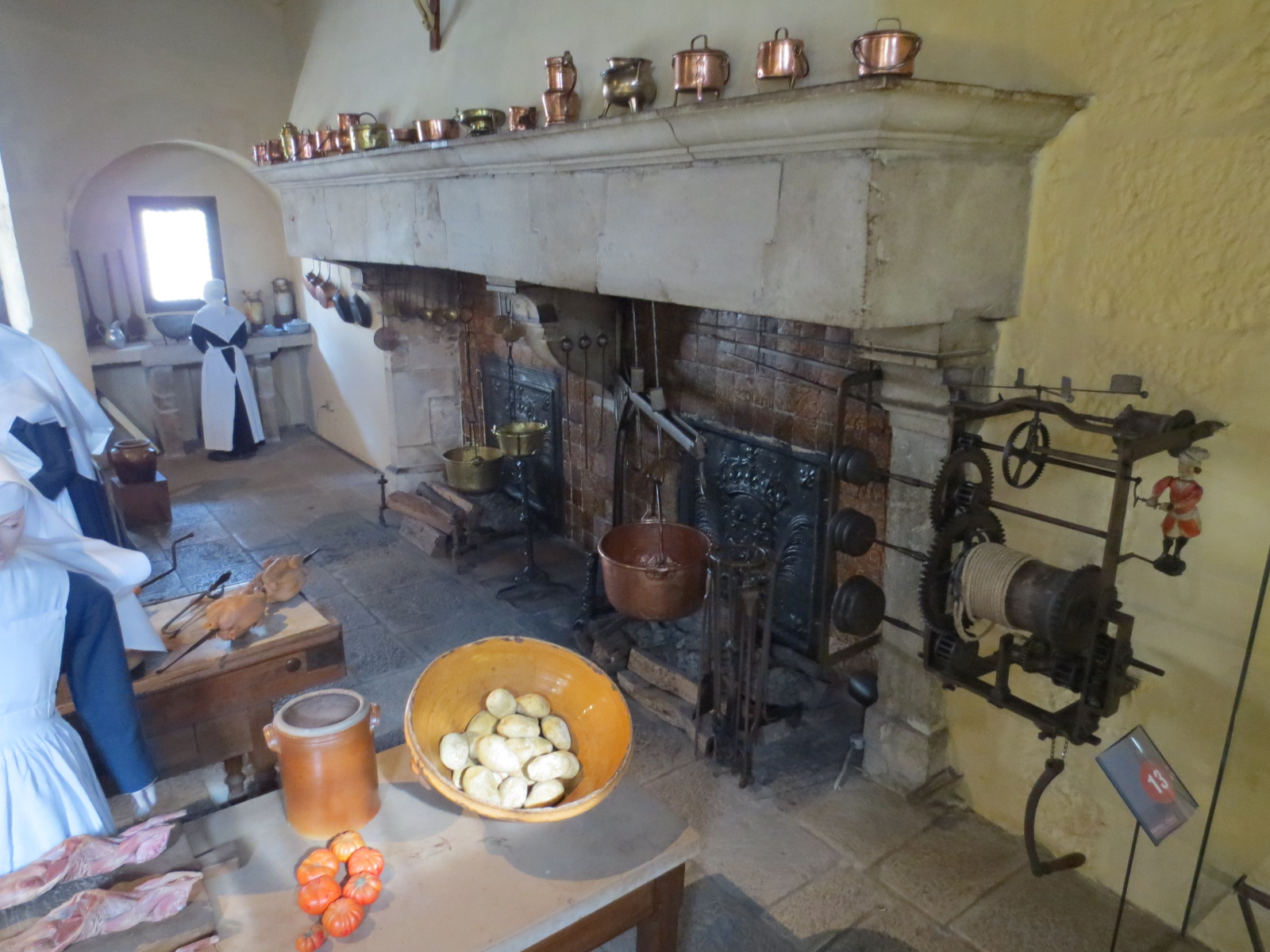
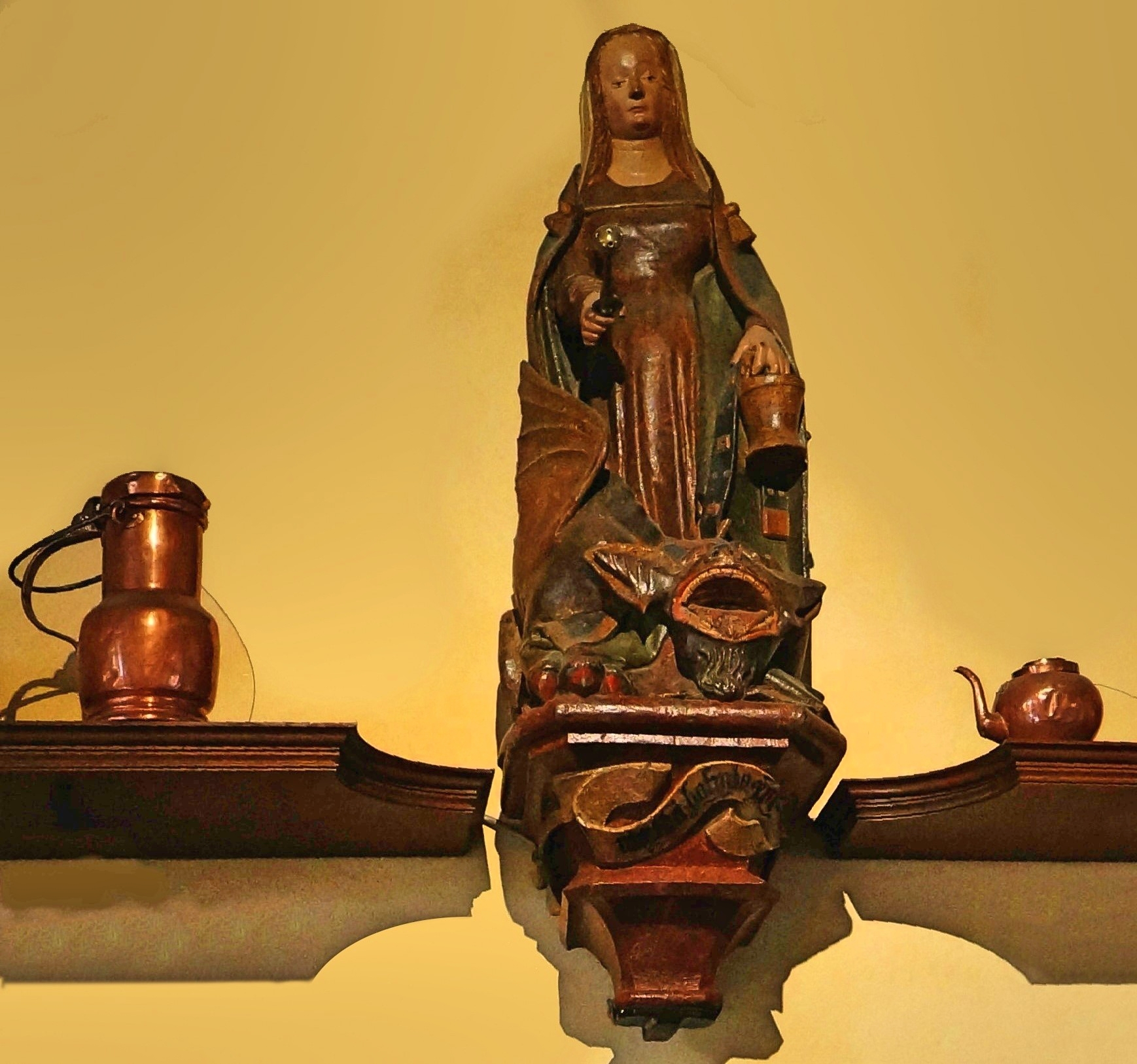
Sainte Marthe et la Tarasque

La cuisine est aujourd'hui présentée comme elle était au début du XIXe siècle avec son grand fourneau muni de deux robinets d'eau chaude appelés « cols de cygne ». Une statue de Sainte Marthe et la Tarasque, en bois polychrome (XVe siècle), veille sur la pièce, encadrée de bassines de cuivre.

### Apothicairerie (laboratoire et pharmacie)
Cette apothicairerie comprend deux petites pièces avec ses étagères de flacons et de fioles. La première salle (le laboratoire) présente un mortier en bronze doté d'un arc accroché au pilon permettant d'alléger son poids et ainsi de faciliter le travail des apothicaires lors de la préparation des remèdes. Dans la deuxième salle (la pharmacie), les étagères présentent une collection de 130 pots de faïence datés de 1782 dans lesquels étaient conservés plantes médicinales, onguents, huiles, pilules et sirops de la pharmacopée des simples médecines.

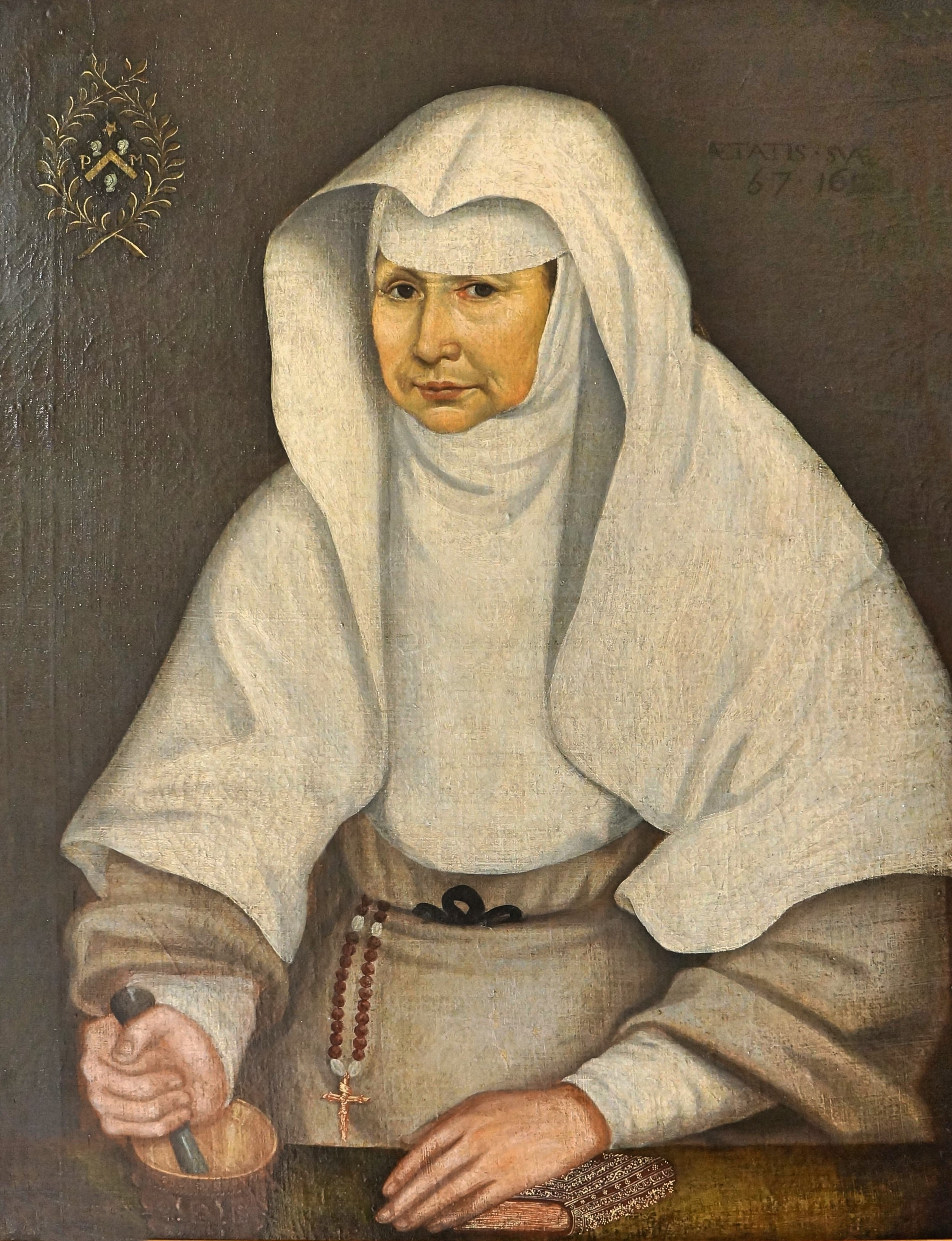
Sœur Pierrette Monnet
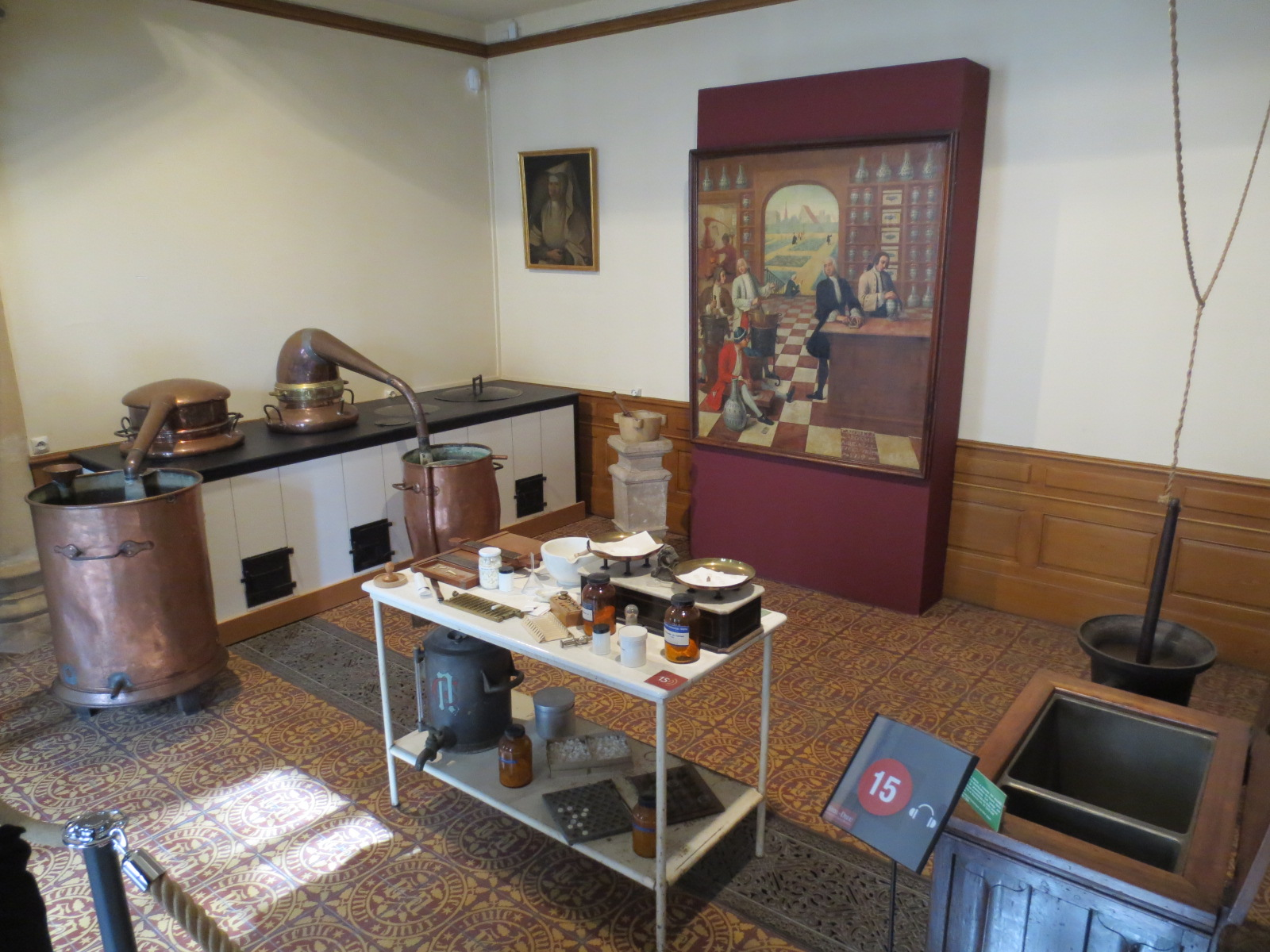
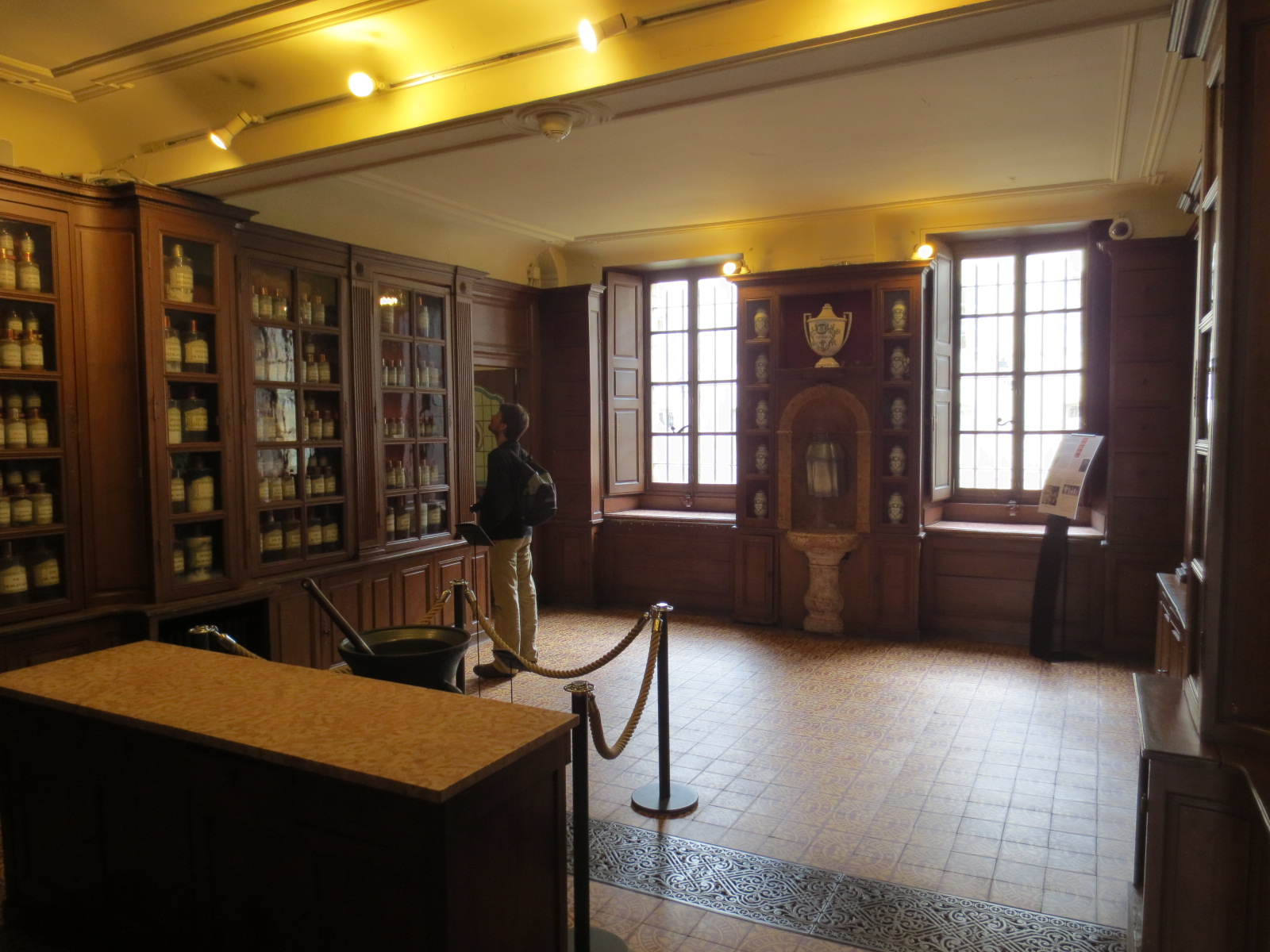
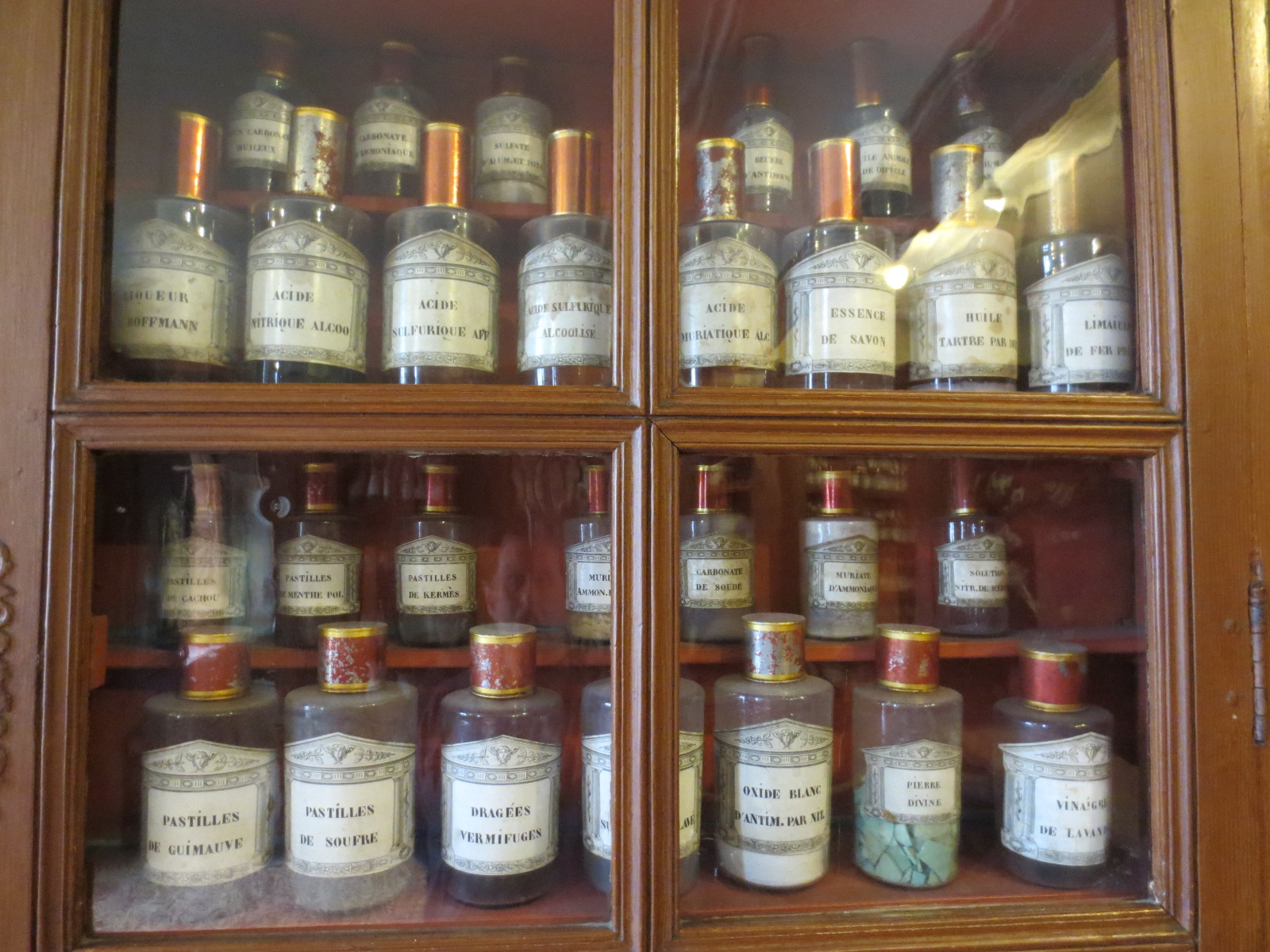
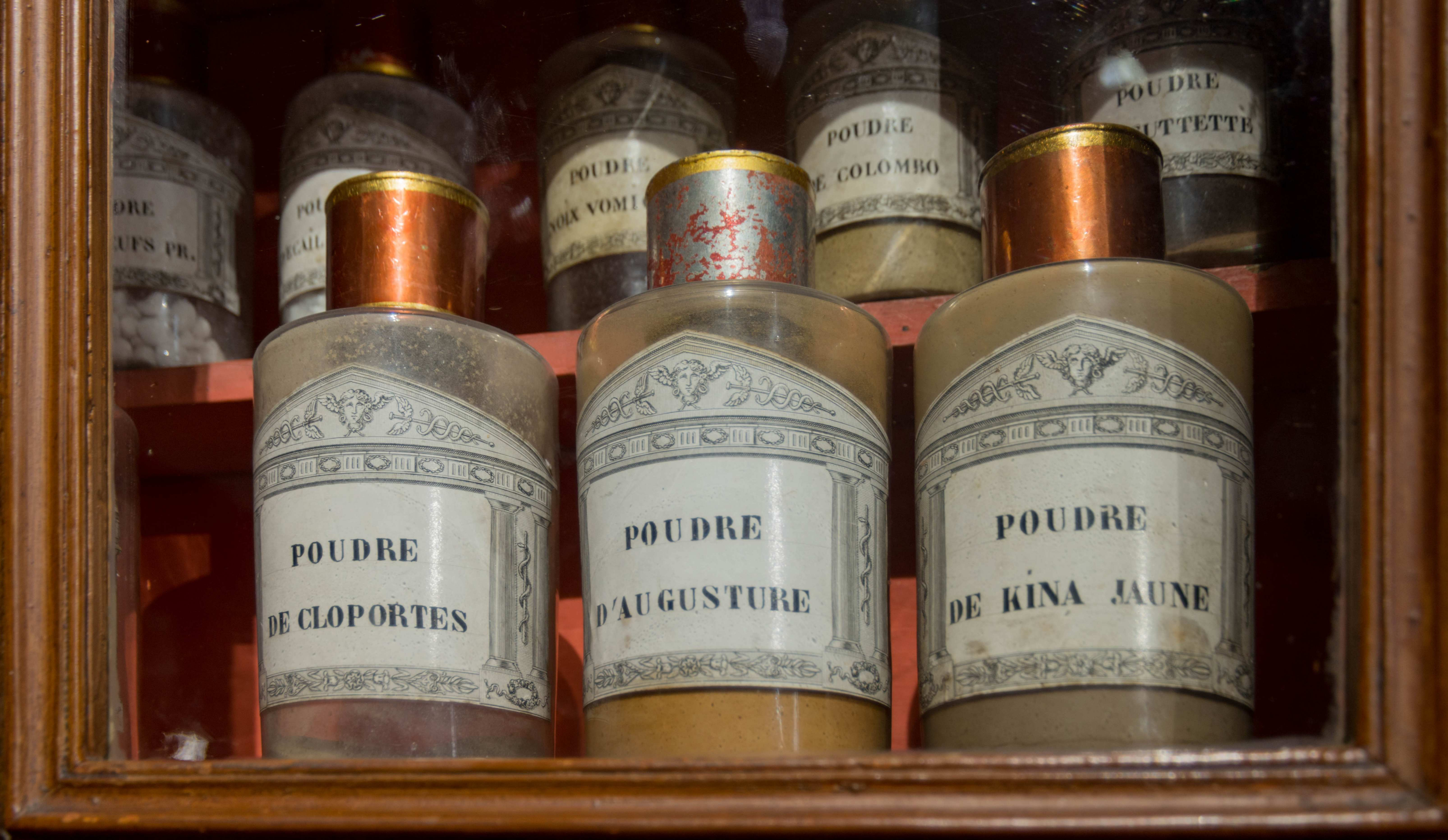
Pots - Poudre de cloportes
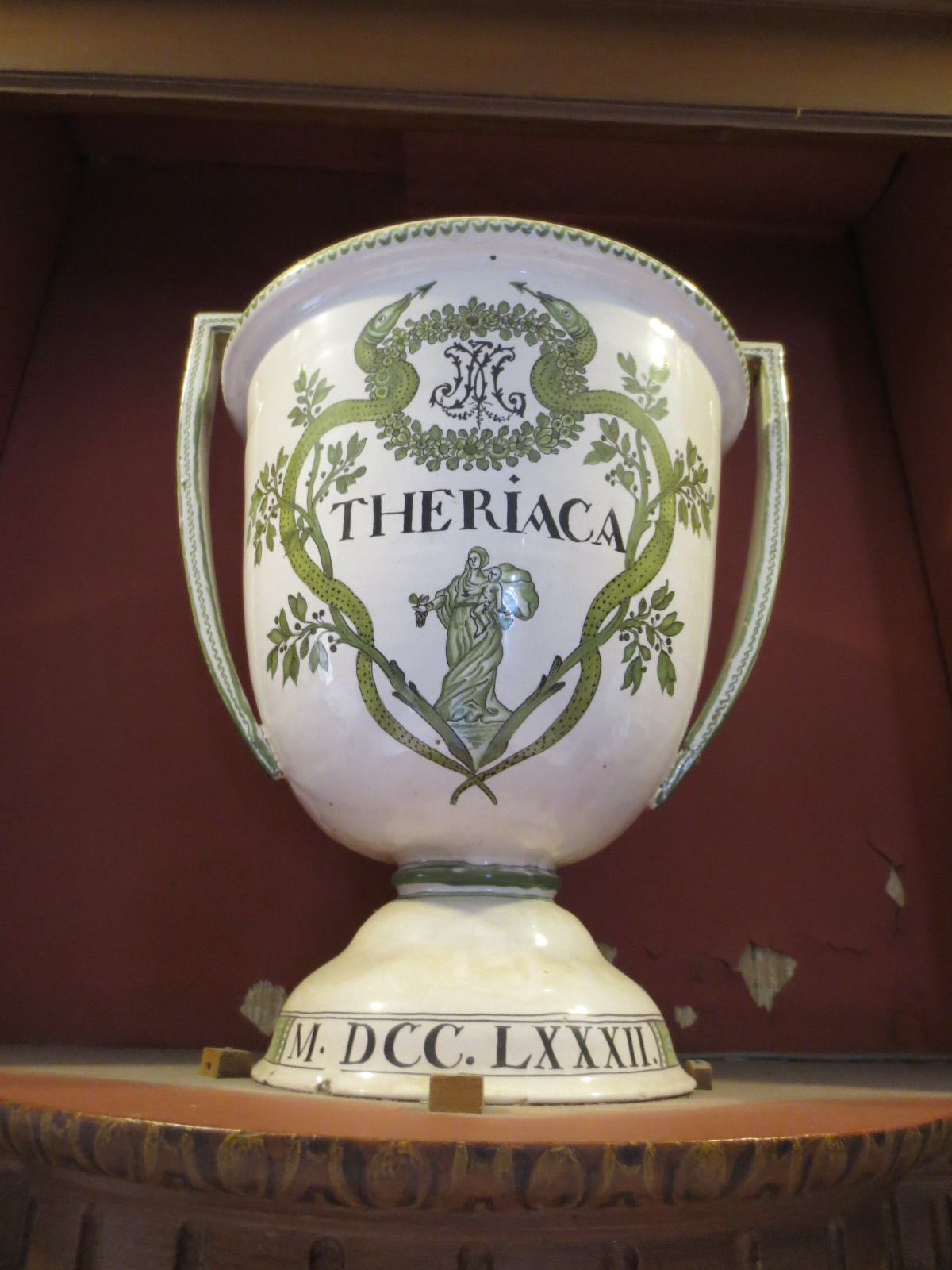

### Cour des fondateurs et bâtiment des greniers
La cours des fondateurs est située entre le bâtiment sud de la cour d'honneur et le bâtiment dit des greniers. Elle abrite un jardin, avec deux statues (Nicolas Rolin et Guigone de Salins), et offre une vue sur le jardin de l'Ehpad, au sud-ouest, qui est toujours en activité au sein de l'Hôtel-Dieu.

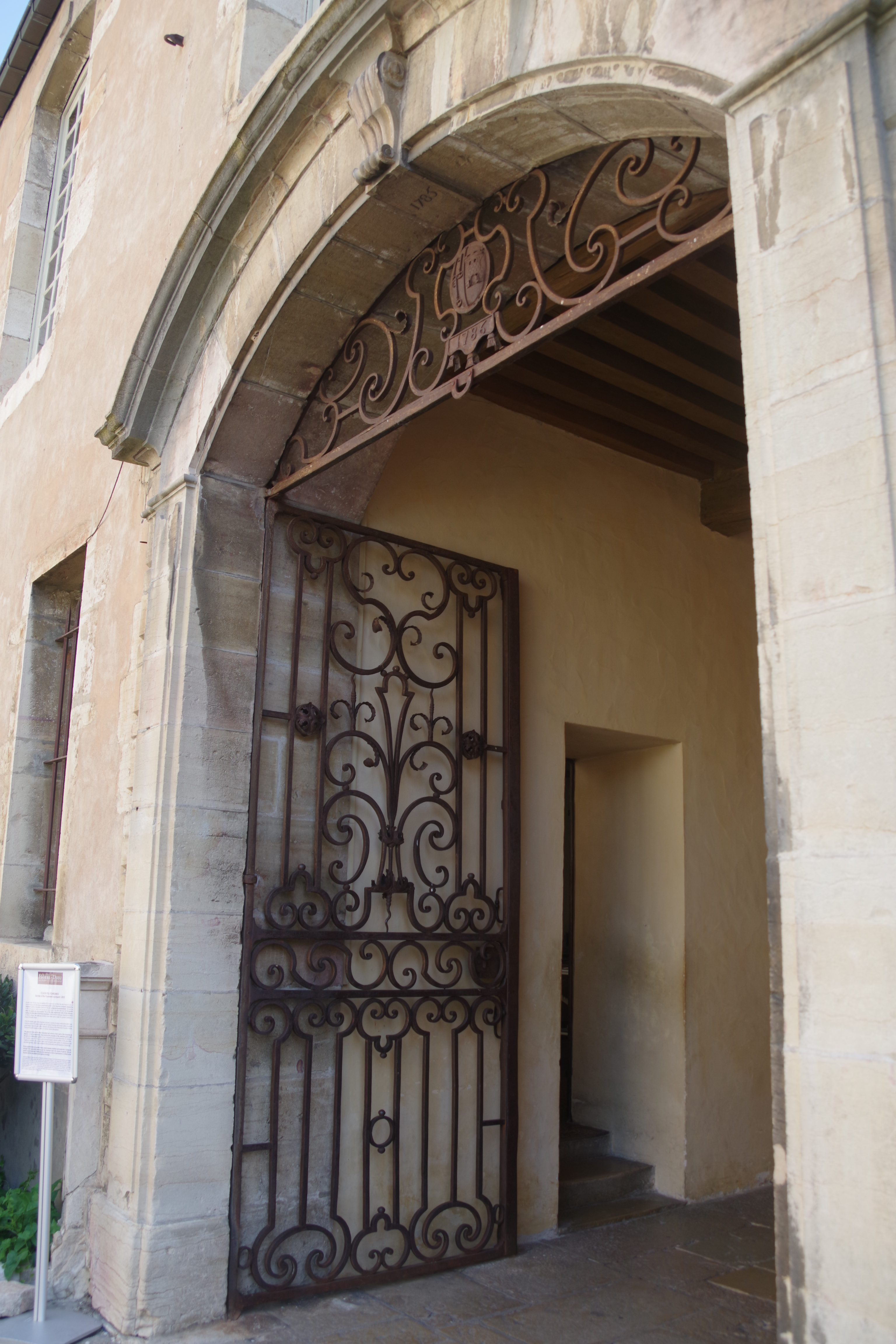
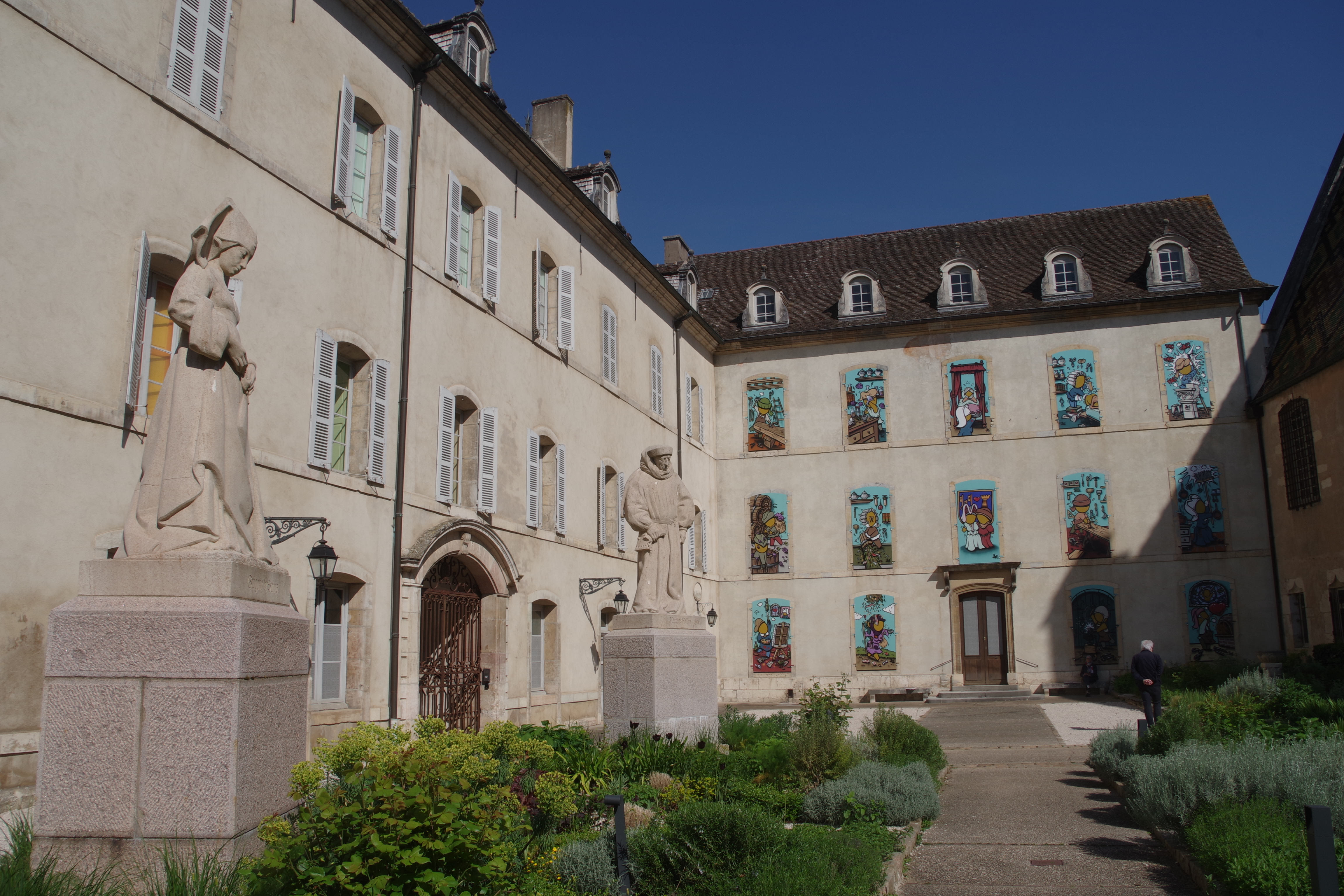
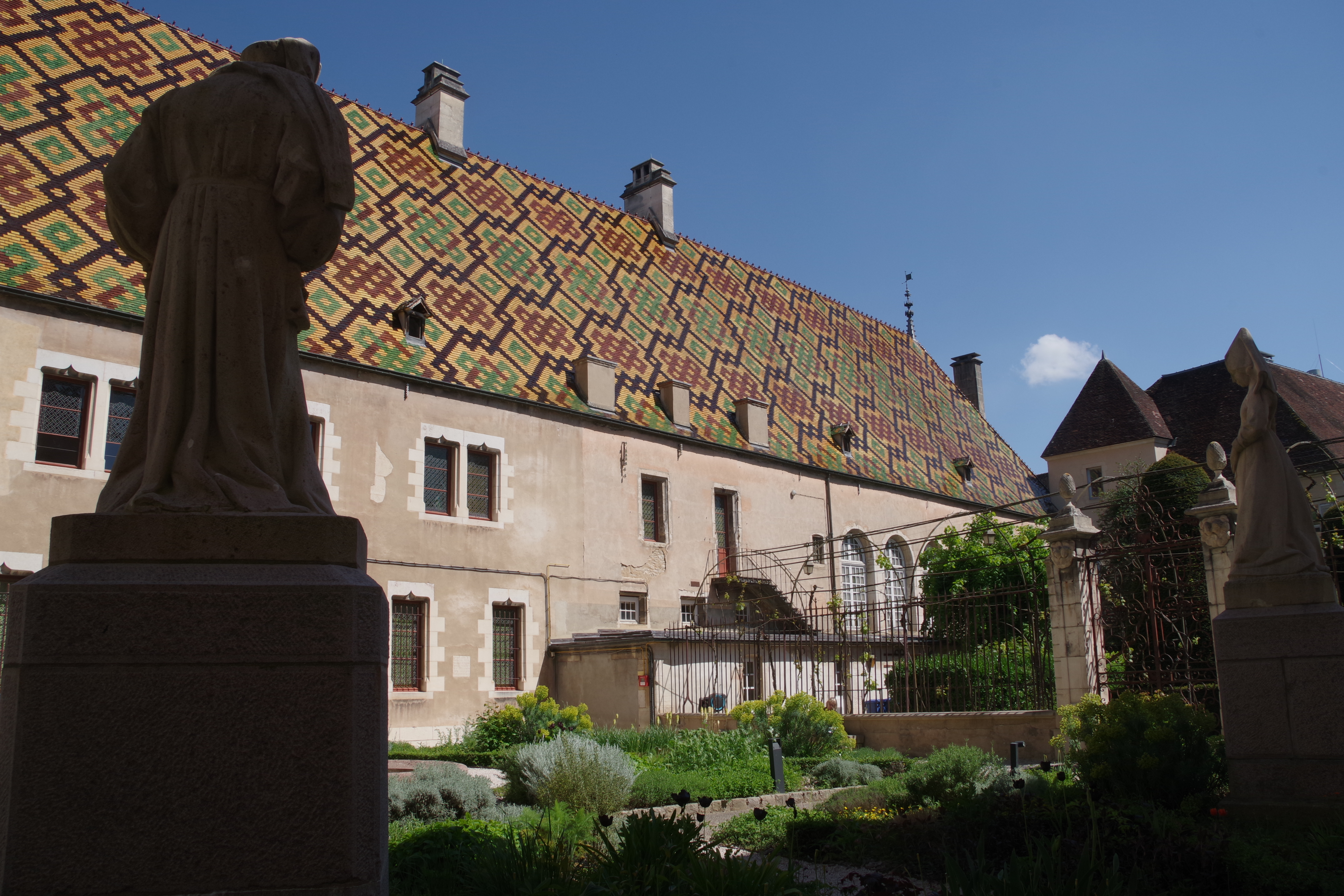
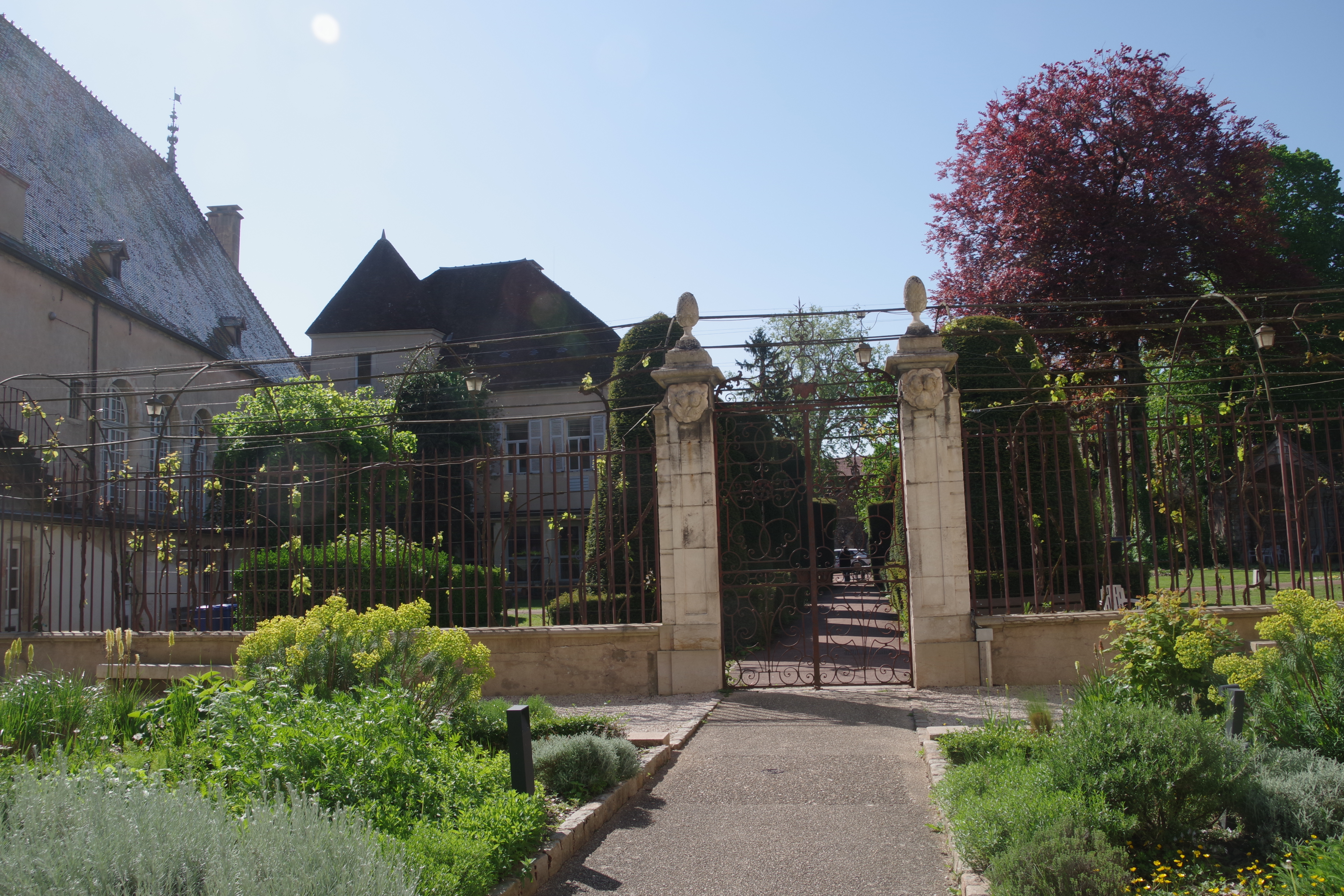

### À l'étage: galerie haute, chambre du Roy et dortoirs des sœurs
Deux escaliers, aux angles de la cour d'honneur, permettent d'attendre la galerie haute qui dessert les salles des deux bâtiments au sud-ouest de la cour. Cela permettait notamment d'accéder à d'anciennes salles situées au-dessus des salles Sainte-Anne et Saint-Hugues, ainsi que les salles situées au-dessus des cuisines et de l'apothicairerie. Ces dernières ont été transformées en salles de réunion, cependant la salle dite "Chambre du Roy" a conservé sont décors XVIIe siècle. La chambre du Roy correspond à l'ancienne chambre du fondateur, et était située au-dessus de la chambre de son épouse. Elle porte le nom de chambre du Roy depuis que Charles VIII y a dormis.

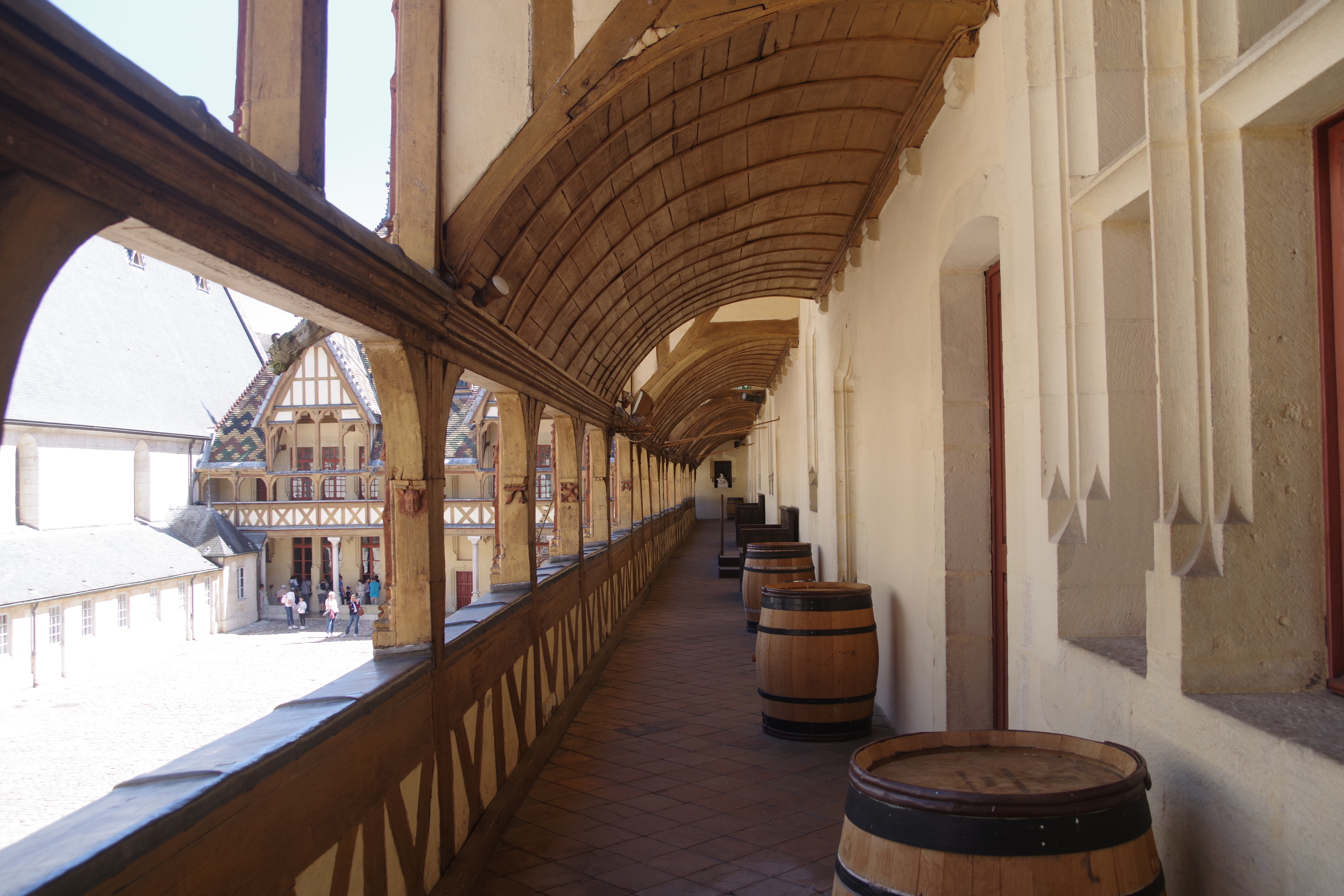
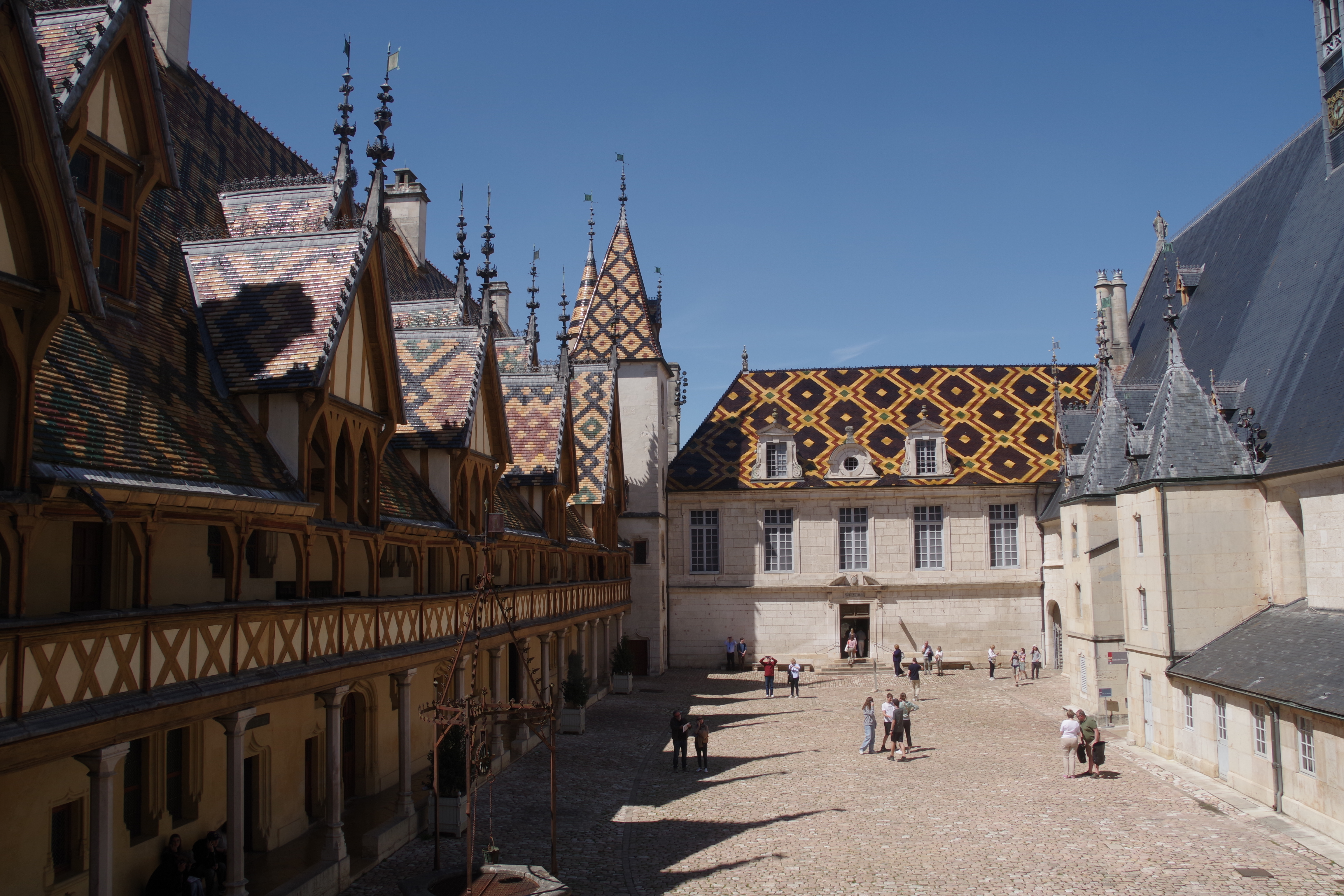
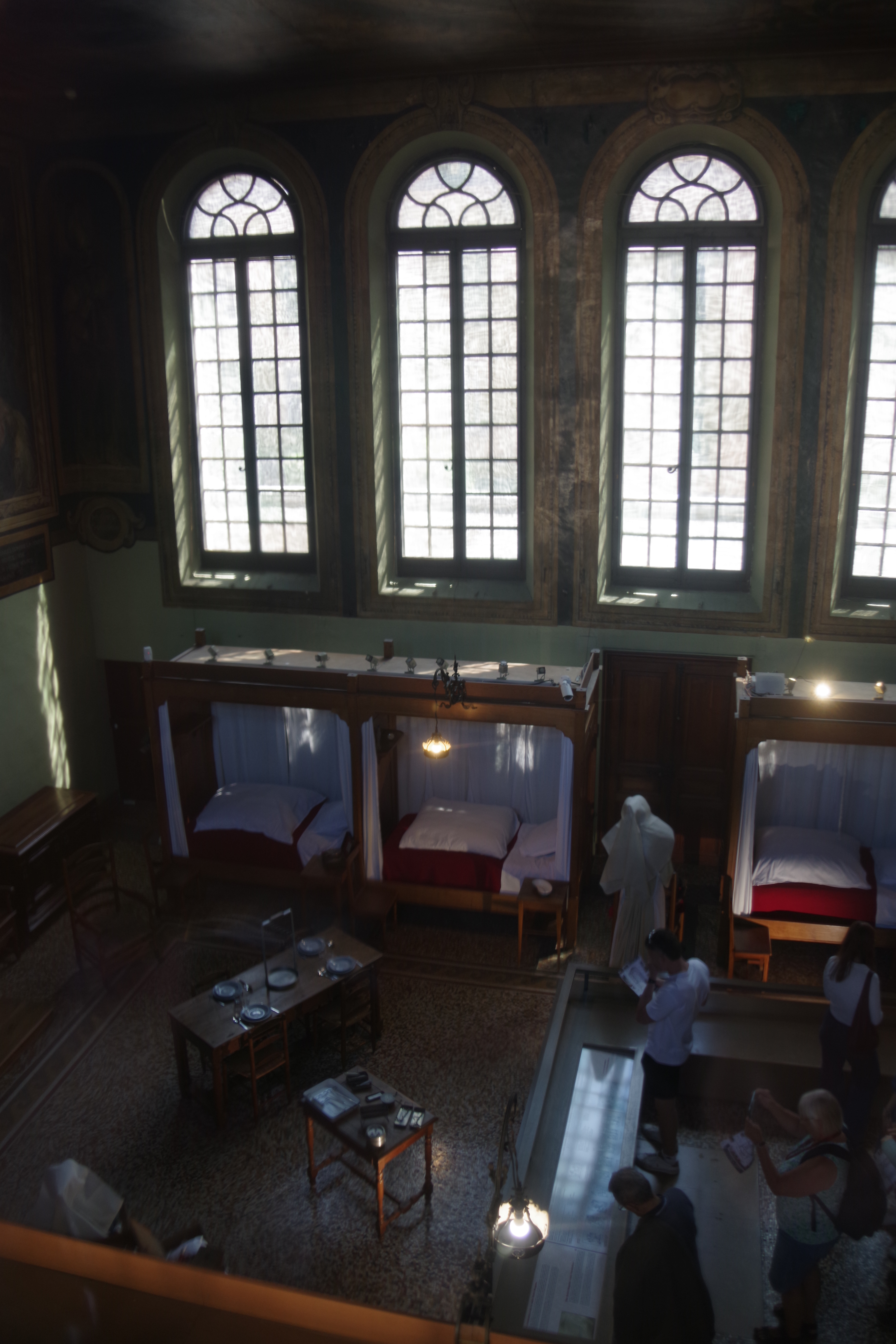
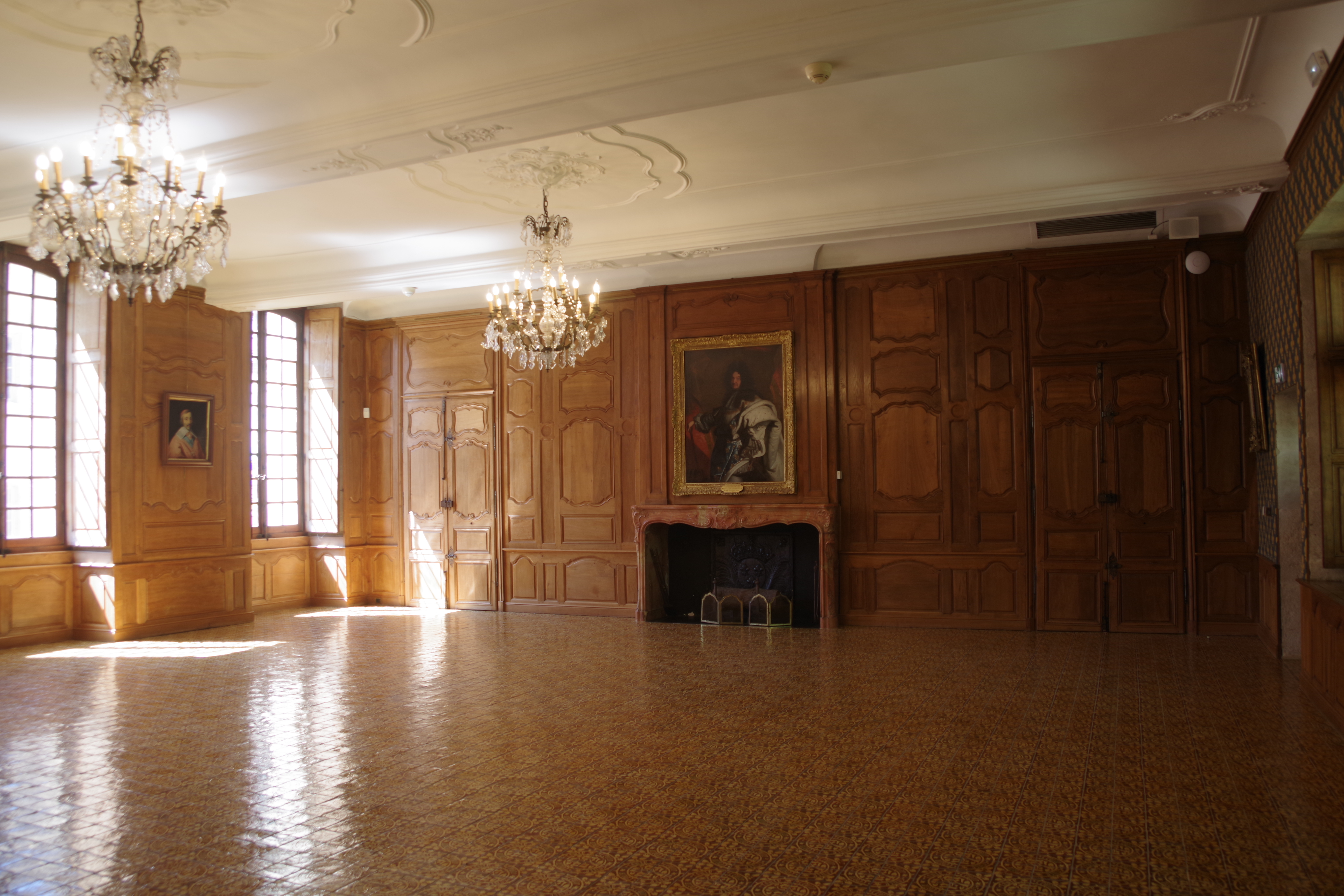

À l'étage se trouve également, dans la partie nord du bâtiment principal (avec la salle des pôvres), le dortoir des sœurs. Une fenêtre leur permettait de surveiller la salle des pôvres depuis leur dortoir.

## Ancienne cuverie et anciennes caves
Au-delà du bâtiment des greniers une cour est entourée par l'ancienne maternité et l'ancienne cuverie des Hospices. Depuis la cuverie il est possible de rejoindre les caves. Une ancienne cave à vin voûtée médiévale de plus de 300 m est construite sous les Hospices de Beaune. La réserve particulière de vin des Hospices y est conservée. Cette cave est ouverte à la visite publique durant des visites guidées et durant la vente des hospices de Beaune. Deux autres caves ont été achetées et sont reliées à cette première cave par une galerie. Cette cuverie et ces caves ne sont plus utilisées depuis que les hospices ont déménagé dans un nouvel hôpital au nord de Beaune, où des cuveries et des caves modernes ont été construites.

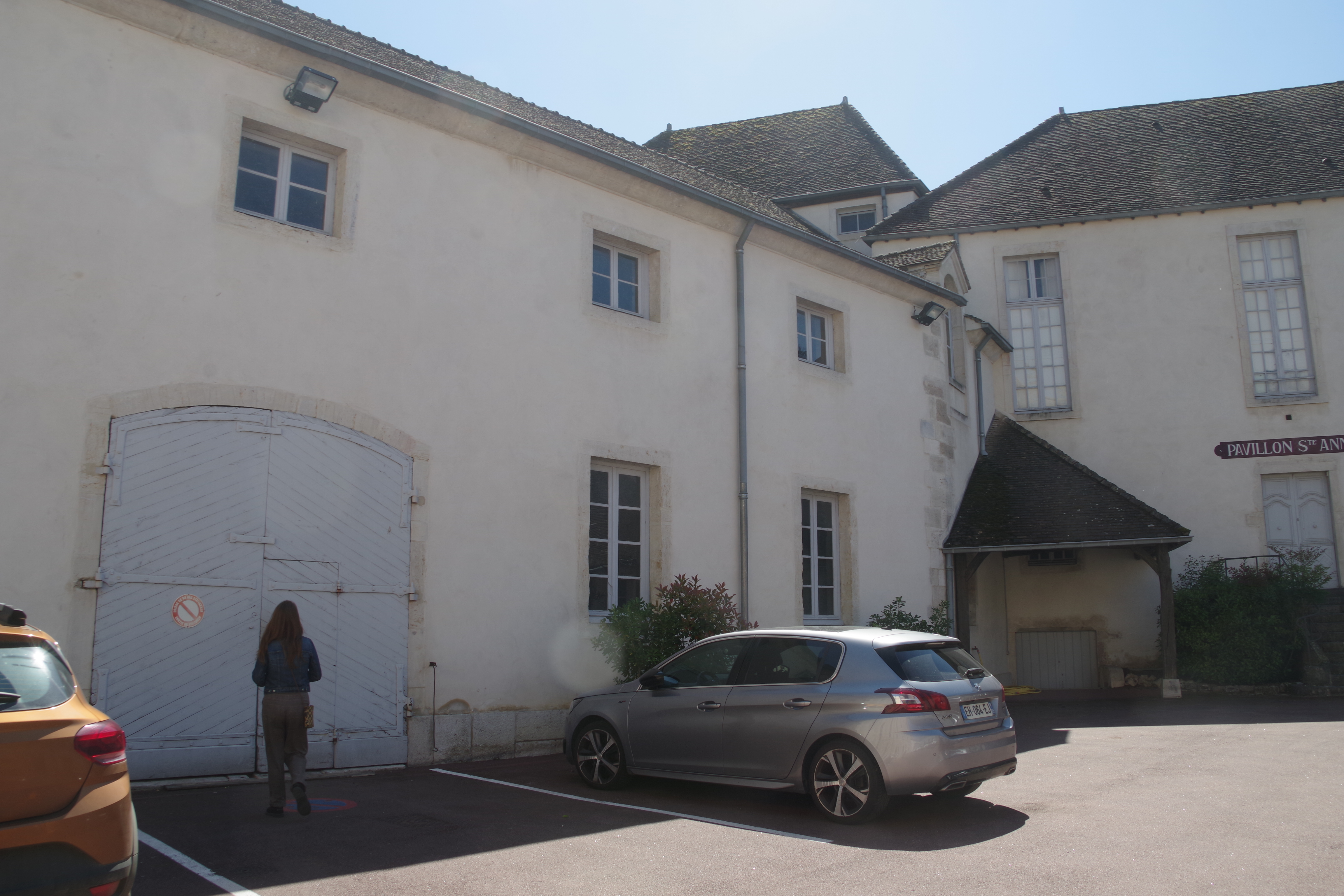
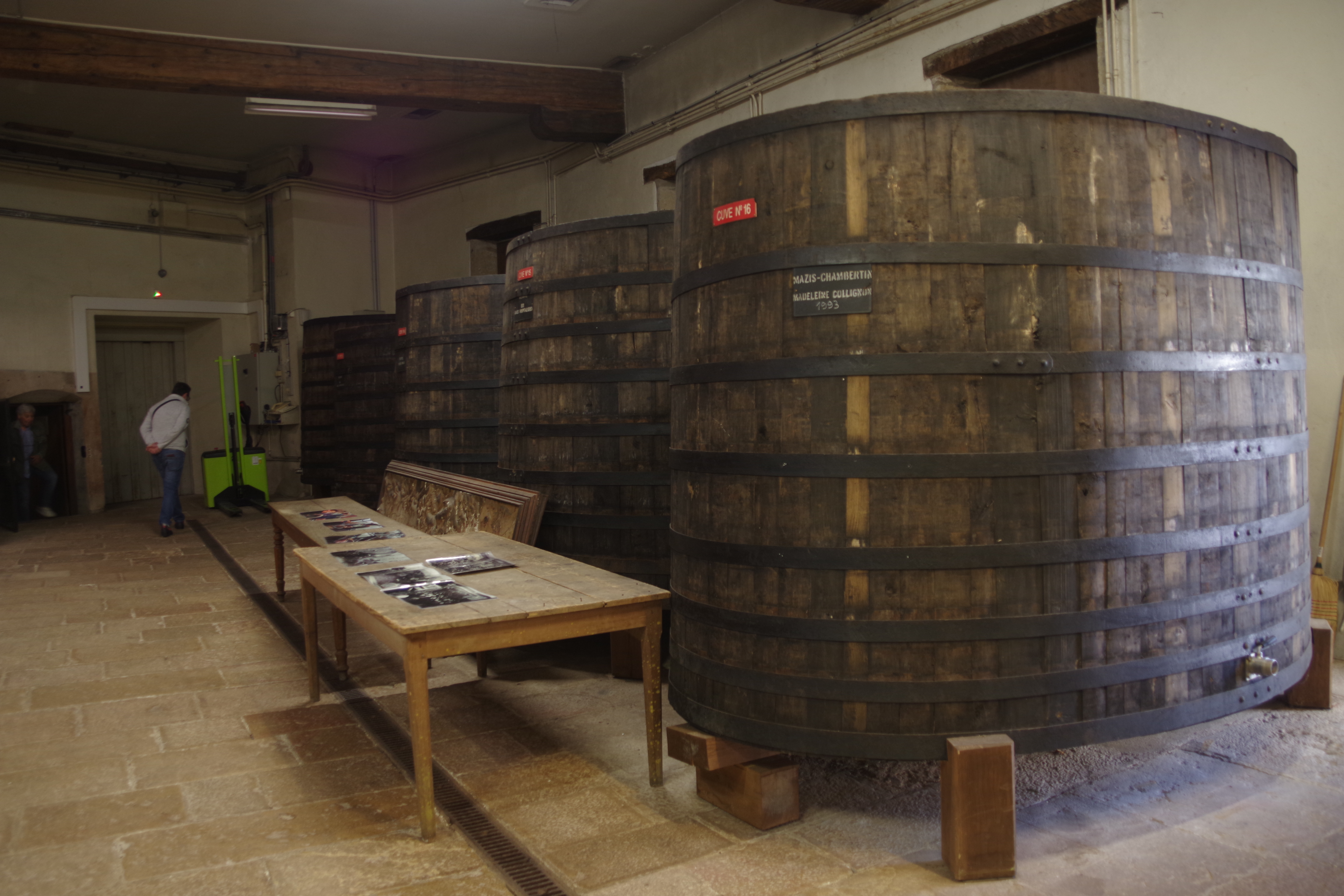
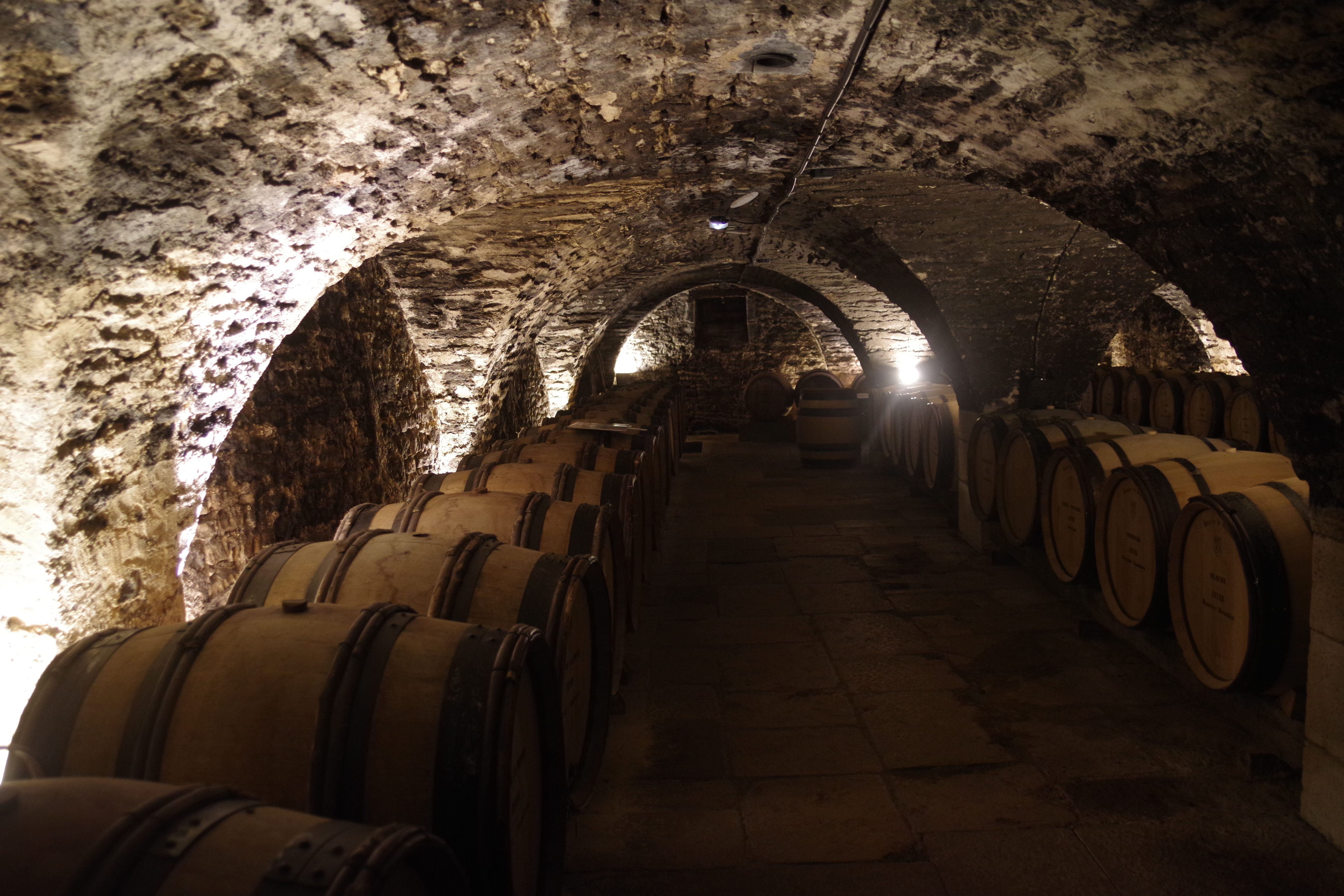
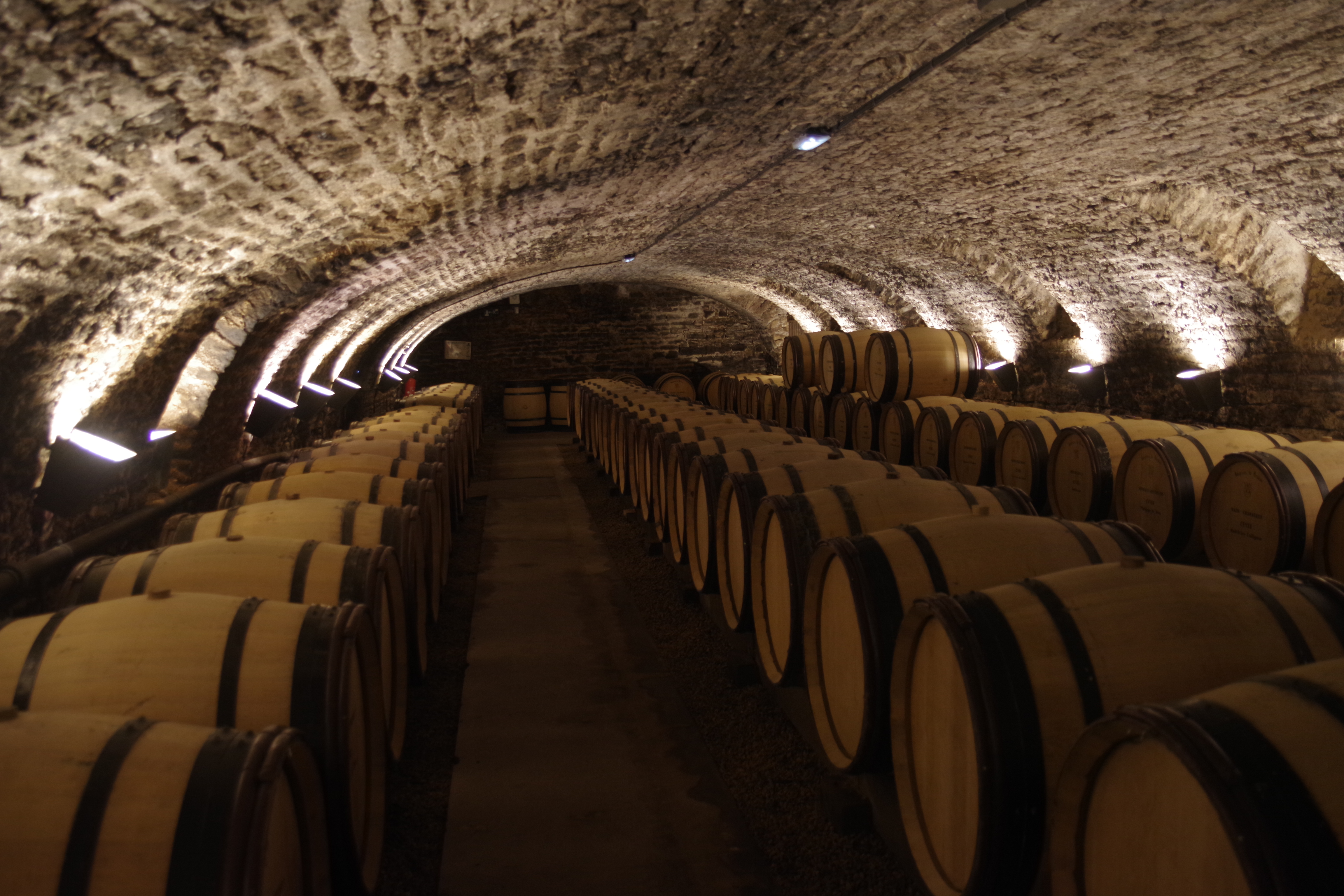

## Vignoble et vente de charité des vins des hospices
Les Hospices de Beaune sont propriétaires d'un domaine viticole bourguignon grâce à des dons et des héritages de riches seigneurs bourguignons du Moyen Âge depuis 1471 et à cinq siècles de gestion du patrimoine. Il comporte actuellement près de 60 hectares situés notamment dans le vignoble de la côte de Beaune et vignoble de la côte de Nuits, dont la plupart des parcelles sont situées dans des zones d'appellation premiers crus et grands crus d'exceptions. Les quarante-et-une cuvées de prestige obtenues sont vendues depuis 1859 sous forme d'enchères, le troisième dimanche de novembre sous le nom de vente des hospices de Beaune. Le résultat des ventes est consacré entièrement au fonctionnement charitable et religieux des anciens hospices et des nouvelles institutions hospitalières civiles et laïques. La vente se déroulait initialement dans la chambre du Roy, puis dans la cuverie. Elle a désormais lieu dans la halle de Beaune. Un dîner de gala se tient dans un bastion médiéval de l'enceinte de Beaune.

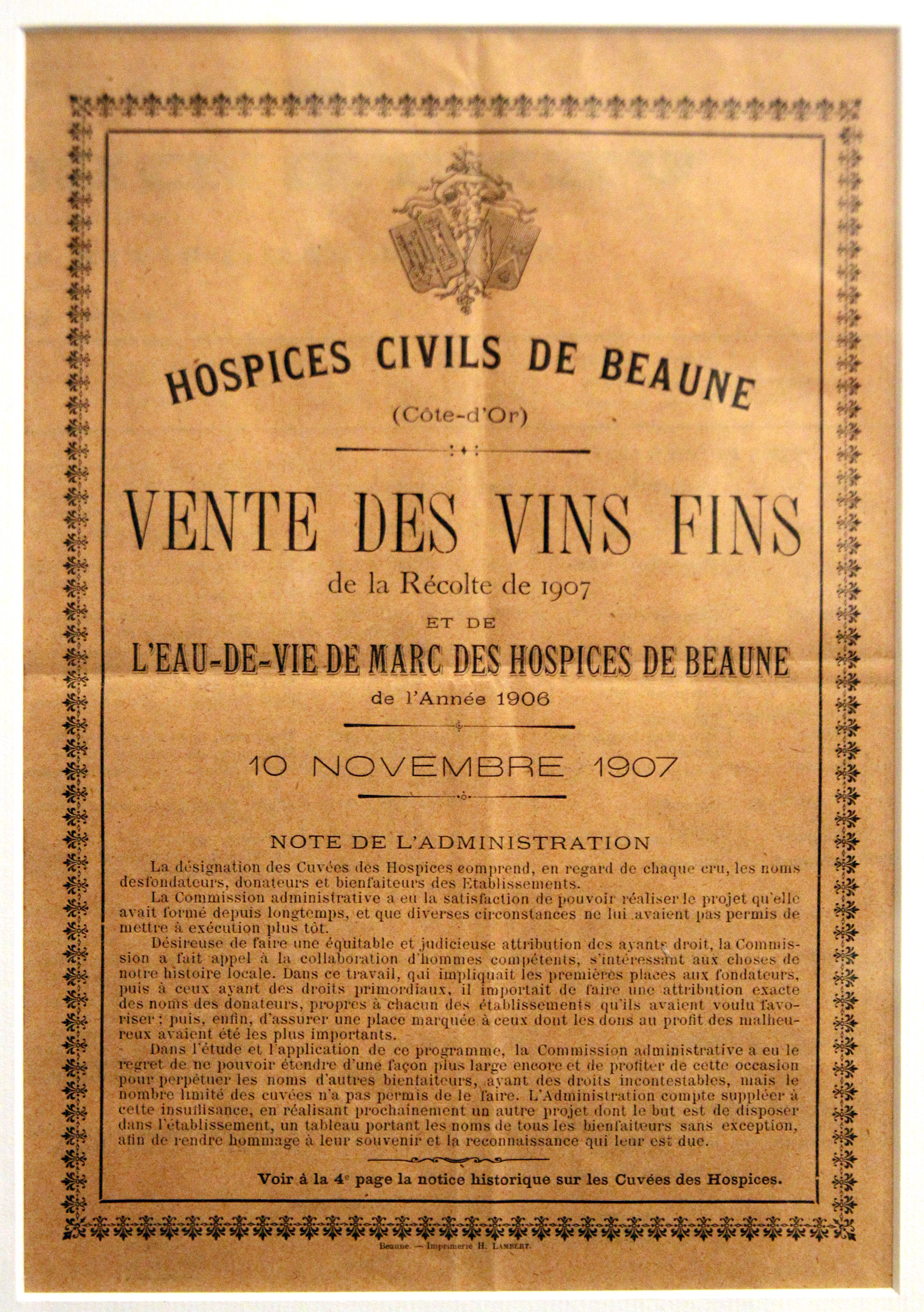
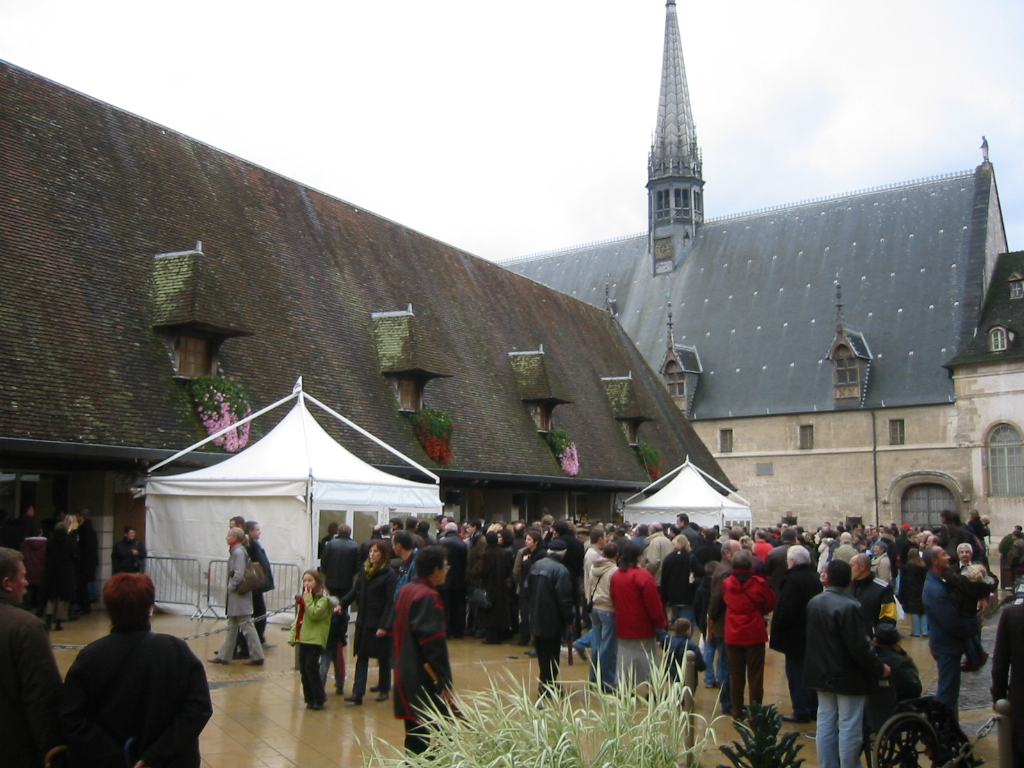
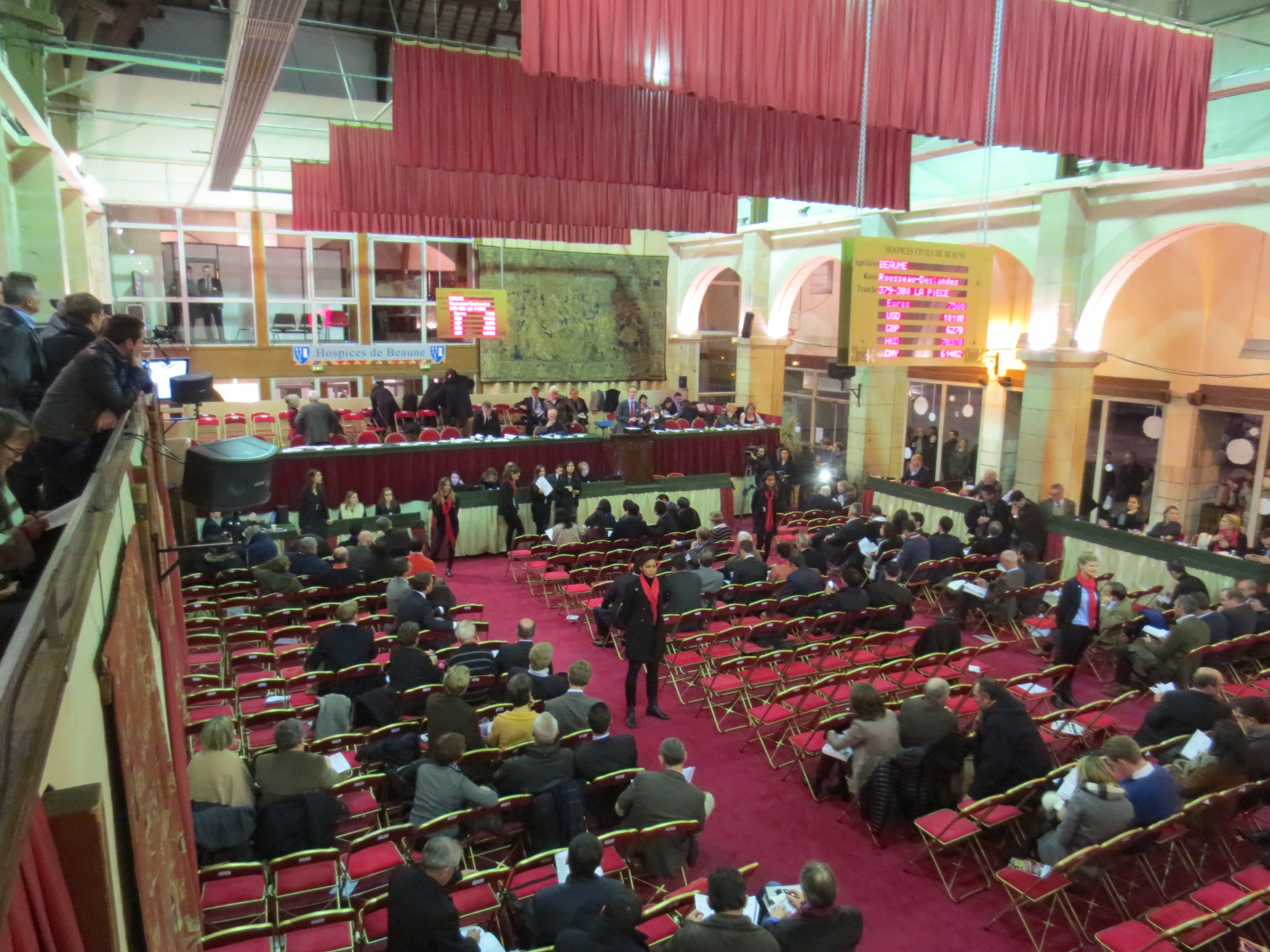
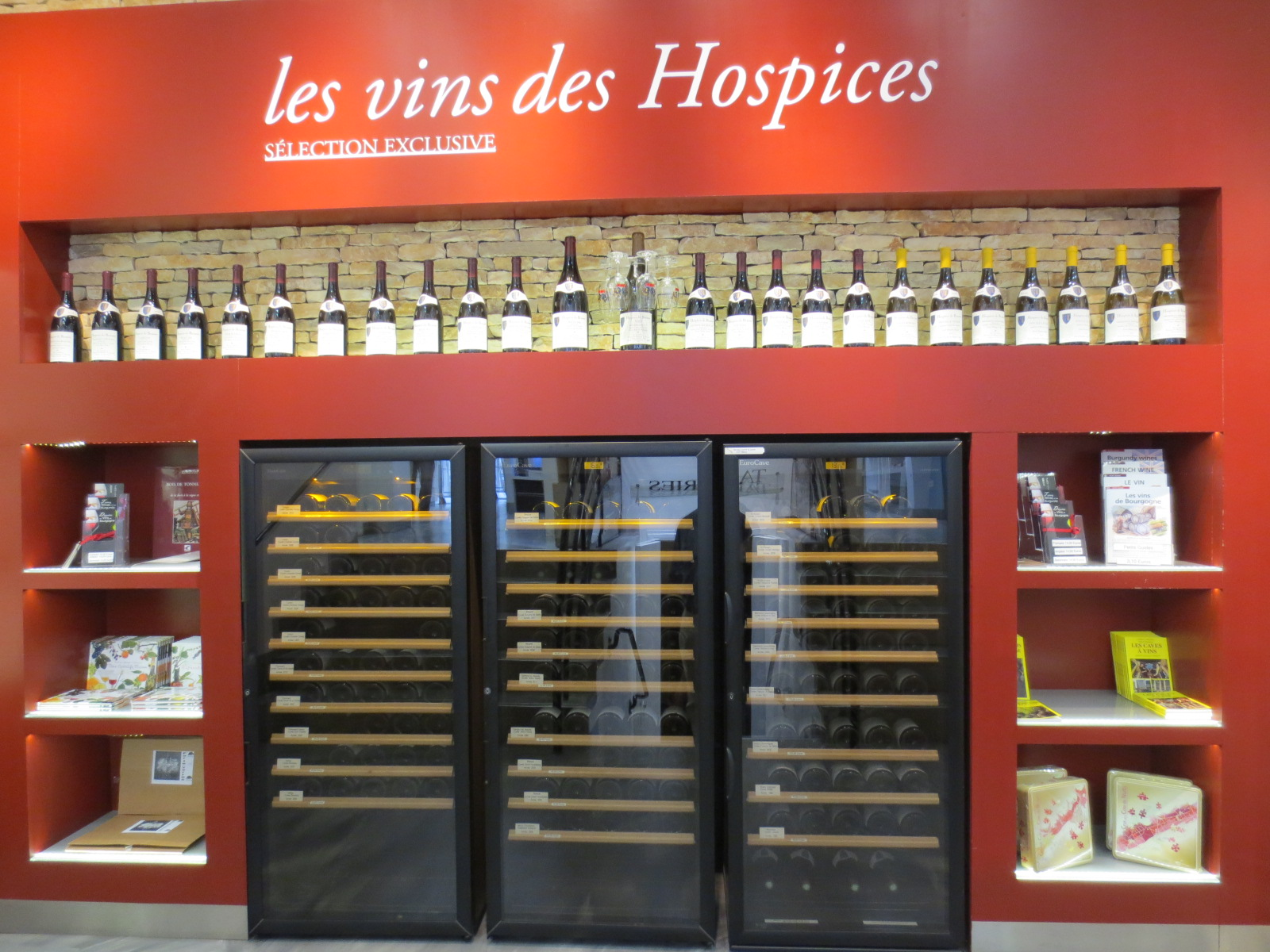
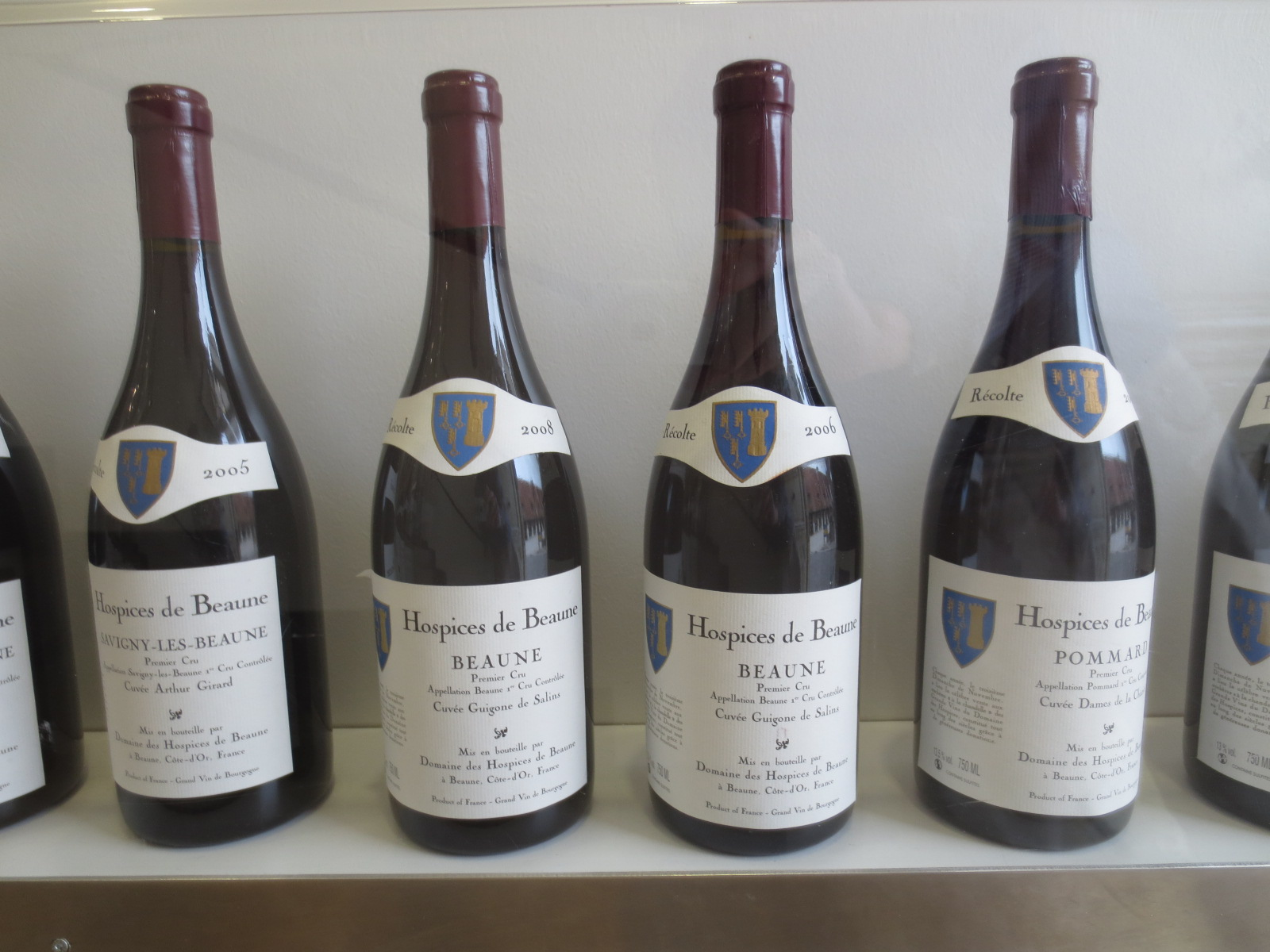
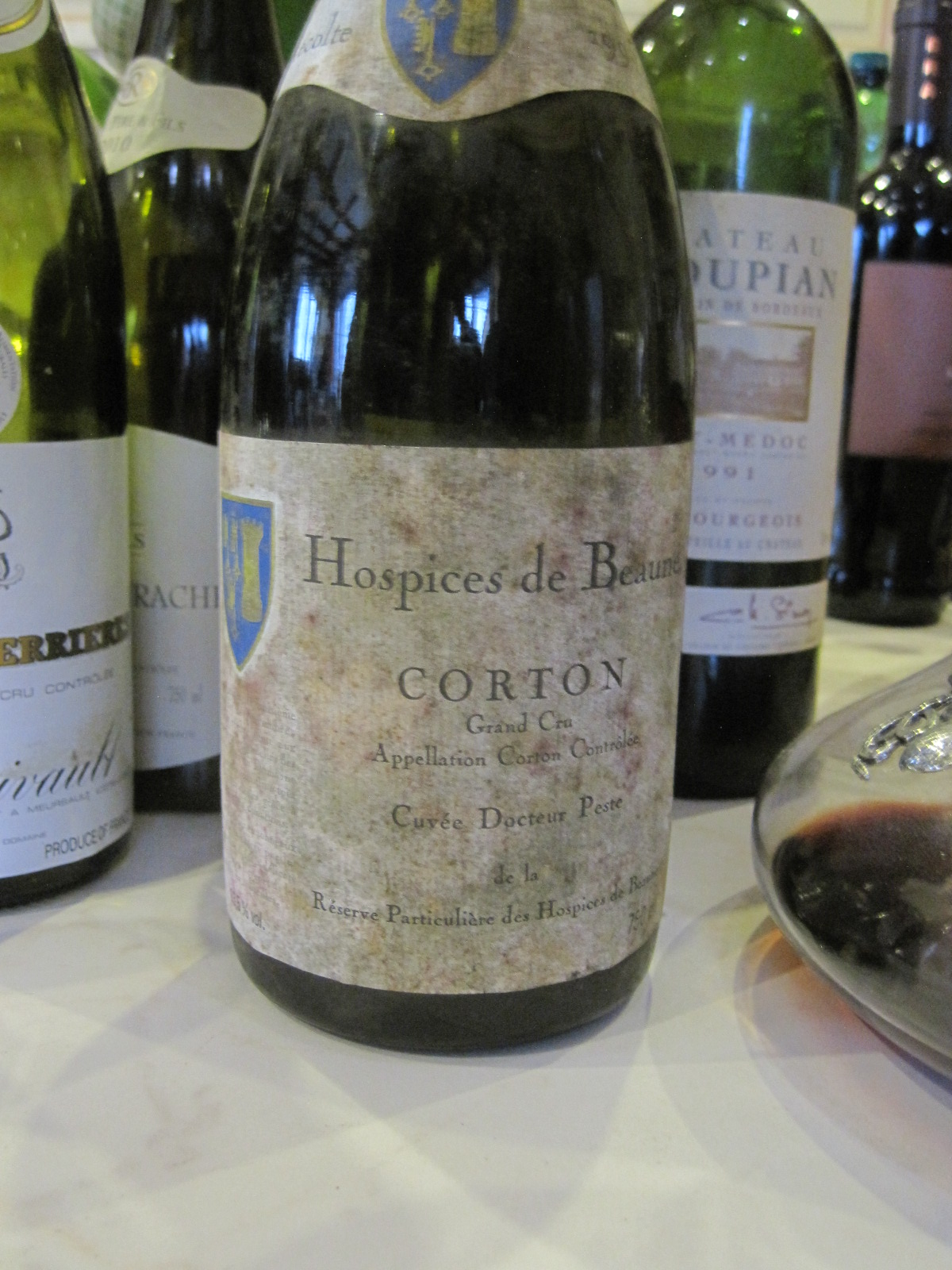
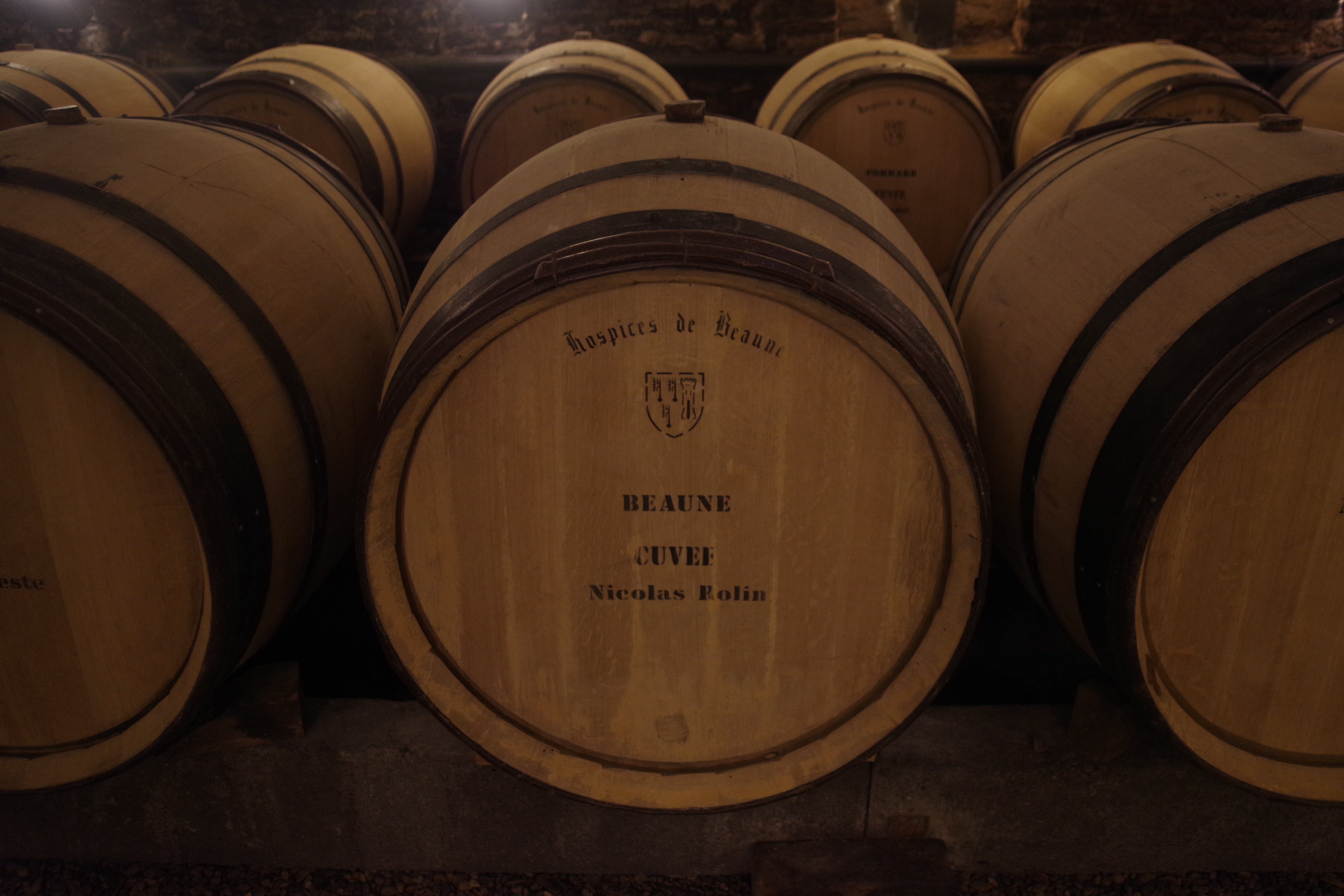
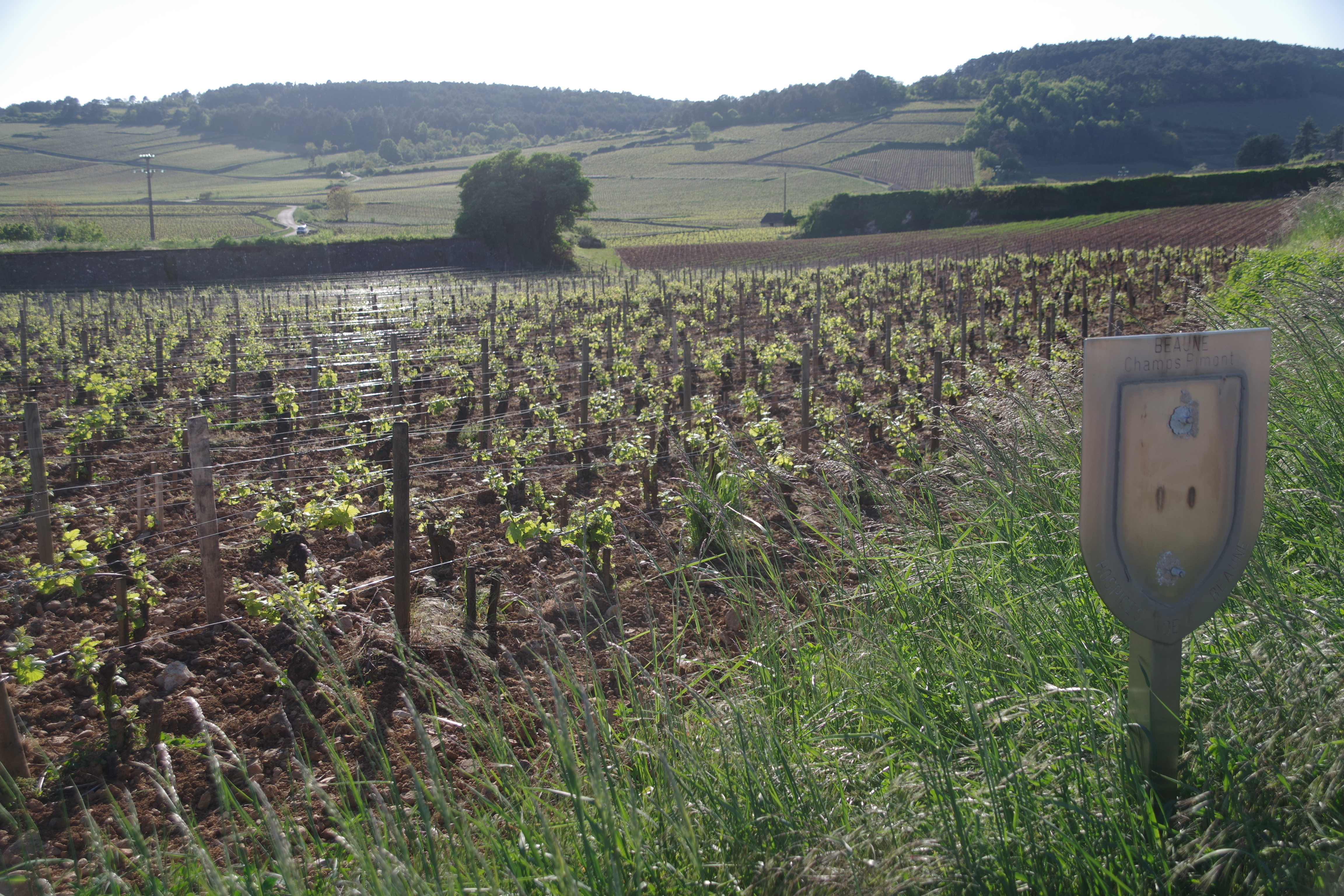

## Philatélie
- En 1941, un timbre de 5 francs brun-noir est émis. Il représente la cour d'honneur de l'Hôtel-Dieu. Il porte le no YT 499.
- En 1942, un timbre de 15 francs brun-carminé est émis. Il représente la cour d'honneur de l'Hôtel-Dieu (même visuel que le timbre précédent). Il porte le no YT 539.
- En 1943, un timbre de 4 francs bleu est émis. Il représente Nicolas Rolin et Guigone de Salins d'après le tableau de Roger de la Pasture et le porche de l'Hôtel-Dieu. Il a bénéficié d'une vente anticipée le 21 juillet 1943 à Beaune. Il porte le no YT 583.
- En 2003, un timbre de 0,50 euro multicolore est émis. Il représente les toits de l'Hôtel-Dieu. Il porte le no YT 3597[7].

## Hospices de Beaune au cinéma
- Plusieurs scènes du film La Grande Vadrouille de Gérard Oury de 1966 avec Bourvil et Louis de Funès ont été tournées aux Hospices de Beaune, en particulier dans la salle des « pôvres ».
- Dans le film Roman de gare de Claude Lelouch de 2007, Fanny Ardant incarne une écrivaine qui effectue une séance de dédicaces aux Hospices de Beaune.
- Dans le film Les Trois Mousquetaires Milady de Martin Bourboulon en 2023, une scène entre Aramis et sa soeur a été tournée aux Hospices, dans la salle des "pôvres".